# Geschichte Nigerias

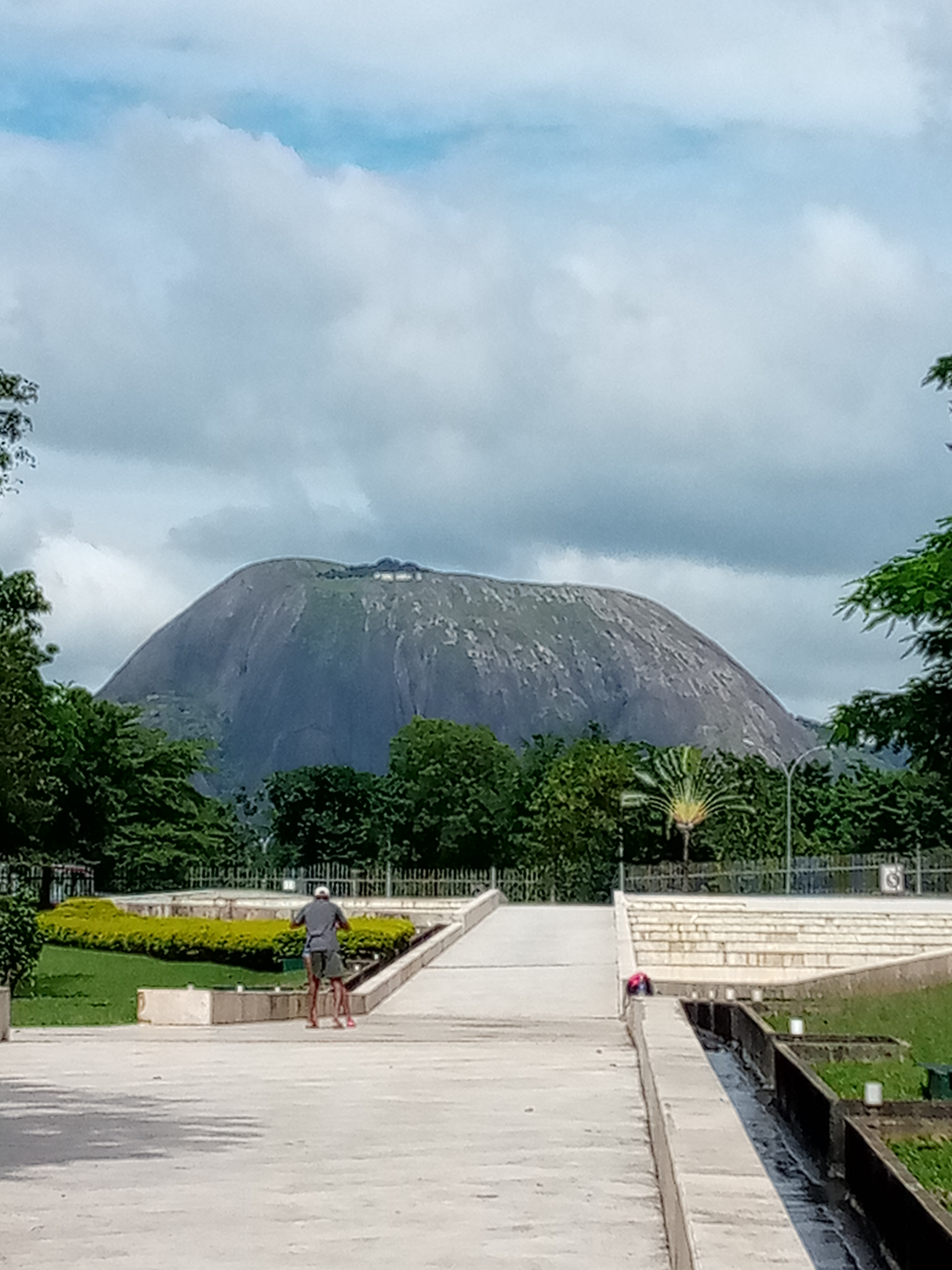
Aso Rock, Abuja, Nigeria, in der Nähe des Präsidentenpalais des Landes (entsprechend dem Weißen Haus in den USA)

Die Geschichte Nigerias umfasst die Entwicklungen auf dem Gebiet der Bundesrepublik Nigeria von der Urgeschichte bis zur Gegenwart.
In vorkolonialer Zeit gab es im heutigen Nigeria eine Vielzahl von verschiedenen Staatsformen. Durch den Kontakt mit den Europäern entstanden entlang der Küste nach 1480 frühe Hafenstädte wie Calabar, Badagry und Bonny, die u. a. im transatlantischen Sklavenhandel Geschäfte machten. Durch Konflikte im Hinterland, wie dem Bürgerkrieg im Königreich Oyo, wurden stets neue Versklavte „angeliefert“.
Usman dan Fodio, der „schwarze Napoleon“, einigte nach 1804 in seinem Dschihad gegen die überlegenen, aber zerstrittenen Hausastaaten des Nordens ein immenses Reich, das „Kalifat von Sokoto“.
Im ursprünglichen Bestreben, den Sklavenhandel in Westafrika zu unterbinden, baute das Vereinigte Königreich nach 1851 schrittweise sein Einflussgebiet von der winzigen Insel Lagos (7 km2) und der Hafenstadt Calabar ausgehend aus. Die Briten folgten dabei expansiven Handelsgesellschaften wie der RNC und Missionaren wie Mary Slessor. Letztere drangen ins Hinterland vor, predigten und gründeten Missionsschulen, gingen aber auch gegen lokale Sitten wie dem religiös bedingten Töten von Zwillingen oder von Dienern verblichener Dorfältester und gegen das Gottesurteil als Mittel der juristischen Wahrheitsfindung vor. Nach der Berliner Kongokonferenz 1885 breiteten die Briten ihr Einflussgebiet militärisch aus und setzten dabei auch Maschinengewehre ein. Ab 1903 kontrollierte Großbritannien beinahe das gesamte heutige Staatsgebiet Nigerias, das 1914 unter einer einheitlichen Verwaltung zusammengeschlossen wurde (1920 wurde ein Grenzstreifen der ehemals deutschen Kolonie Kamerun dem Gebiet Nigerias hinzugefügt).
Unter der britischen Kolonialverwaltung hielten Einkaufskartelle (von Firmen wie Unilever, Nestlé, und Cadbury) die Preise für Kakao, Palmöl und Erdnüsse künstlich niedrig und schadeten damit der nigerianischen Landwirtschaft. Es wurden Häfen und ein umfangreiches Eisenbahnnetz angelegt. Es entstanden Zeitungen, Parteien, Gewerkschaften und höhere Bildungsinstitute. Im Ostafrikafeldzug 1941 sorgten nigerianische Regimenter mit dem damals schnellsten militärischen Vorstoß der Geschichte für den ersten großen Erfolg gegen die Achsenmächte. 1956 wurden Erdölfelder in Nigeria entdeckt. Vor allem rund um stillgelegte Probebohrungen und Pipelines verursachen seitdem Vandalismus, Öldiebstahl und illegale, unfachmännische Raffination durch Ortsansässige die Verseuchung des Nigerdeltas mit Erd- und Schweröl.
1960 wurde Nigeria unabhängig. 1967 bis 1970 tobte im Südosten der „Biafra-Krieg“ – eine der schlimmsten humanitären Katastrophen der Neuzeit. Nach drei Jahrzehnten zunehmend restriktiver Militärdiktaturen wurde Nigeria 1999 eine demokratische Bundesrepublik nach US-amerikanischem Muster. Vierjährlich stattfindende Wahlen werden als „intransparent“ kritisiert. Dennoch gingen 2007, 2010, 2015 und 2023 Machtwechsel im Präsidentenpalais am Aso Rock friedlich über die Bühne, wodurch Nigeria zu den wenigen stabilen Demokratien der Region zählt – trotz der Mängel. Die im Westen vielbeachtete Boko Haram-Revolte von 2014 zerfiel durch Flügelkämpfe und durch das geeinte Vorgehen Nigerias und seiner Nachbarn. Das Übergreifen der Ebola-Epidemie auf die Elendsviertel von Lagos wurde im gleichen Jahr durch professionelles Krisenmanagement verhindert. Die letzten Jahre sahen den Aufstieg der nigerianischen Musik- und Filmindustrie und mit fünf von sieben afrikanischen Tech-Einhörnern Erfolge bei der Softwareentwicklung. Mit großen neuen Raffinerien versucht das Land seit Januar 2024, das geförderte heimische Erdöl in Zukunft selbst und auf fachmännische Weise (d. h. ohne Schweröl als Abfallprodukt) zu verarbeiten.
Seit 2023 sind die Anschläge von moslemischen Fulani-Hirten auf Bauern diverser Ethnien und Religionen der ernsthafteste Konflikt des Landes mit 325 Todesopfern (siehe Hirten-Bauern-Konflikt in Nigeria). Größtes Sicherheitsproblem sind die zahlreichen Entführungen, 38 % der Nigerianer kennt persönlich ein Entführungsopfer. Durch die abrupte Wirtschaftswende 2023 leiden 64 % der Nigerianer Hunger bzw. können grundlegende Lebensbedürfnisse nicht finanzieren. 78 % beurteilen die Arbeit des Präsidenten Tinubu als „schlecht“ oder „sehr schlecht“.

## Urgeschichte

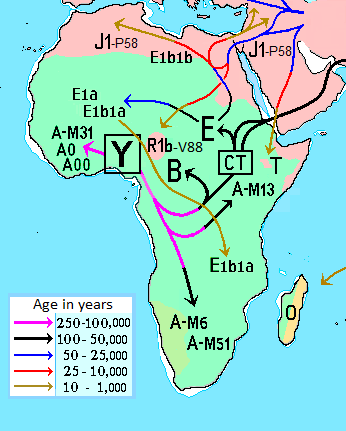
Modell der Wanderung und Verzweigung des Y-Chromosoms

### Der „genetische Adam“
2012 wurde in der Region Nigeria / Kamerun die älteste Haplogruppe für Y-Chromosomen, A00 bzw. Y, entdeckt. Dies wird populärwissenschaftlich dahingehend interpretiert, dass der „genetische Adam“ aus dieser Region stamme bzw. jeder Mann seine väterliche Abstammungslinie auf den jüngsten gemeinsamen Vorvater aus diesem Teil Afrikas und aus der Zeit von vor rund 130.000 Jahren (Würm-Eiszeit) zurückführen könne. Die Entdeckung der Haplogruppe A00 in Nigeria / Kamerun ist ein starkes Indiz dafür, dass diese Länder seit 130.000 Jahren ununterbrochen vom Homo Sapiens besiedelt sind.

### Das Ende der Afrikanischen Feuchtperiode (ca. 1200 v. Chr.)
Die Afrikanische Feuchtperiode (AHP) war eine Klimaperiode in Afrika am Anfang des Holozäns. Die feuchte Periode begann vor etwa 14.600-14.500 Jahren. Flüsse und Seen wie der Tschadsee entstanden oder dehnten sich aus, und die Sahara zog sich zurück. Die Hypothese einer feuchteren Vergangenheit der Sahelzone und der Sahara war gegen 1850 vom deutschen Forschungsreisenden Heinrich Barth entwickelt worden, der u. a. Nigeria durchquerte.
In Nordnigeria endete die afrikanische Feuchtperiode vor 3.170 ± 70 Jahren. Dichte Vegetation wurde zunehmend dünner. Vor etwa 2.000 Jahren entstand eine Vegetation modernen Typs. Im Süden Nigerias dehnte sich vor 6.100 bis 3.000 Jahren die Savanne auf Kosten der Wälder aus; eine andere Schätzung legt dies auf 4.500 bis 1.300 Jahren BP.

## Frühgeschichte
Archäologische Funde belegen für den Südosten Nigerias (etwa bei Ugwuelle-Uturu) und den Südwesten (bei Iwo Eleru) menschliche Besiedelung seit mehr als 10.000 Jahren. Steinwerkzeuge, die auf menschliche Besiedlung hinweisen, sind 12 000 Jahre alt. Ausgegrabene kleine Klingen und Keramiken wurden von Savannenhirten mindestens ab dem vierten Jahrtausend v. Chr. entwickelt und von späteren landwirtschaftlichen Gemeinschaften weitergeführt. Keramiken der Gajiganna-Kultur Nordost-Nigerias ist gut belegt.
Im Süden wichen das Jagen und Sammeln im ersten Jahrtausend v. Chr. allmählich der Subsistenzwirtschaft an Waldrändern. Der Anbau von Grundnahrungsmitteln wie Süßkartoffeln wurde später auf Waldlichtungen eingeführt.
Bei dem Ort Zilum wurden 2.500 Jahre alte Überreste einer der ersten befestigten Städte Afrikas südlich der Sahara überhaupt entdeckt. Etwa 2.000 v. Chr. entstanden im Südosten Nigerias Zeugnisse einer ideografischen Schrift, dem Nsibidi. Nsibidi teilt einige seiner Zeichen mit den Hieroglyphen im 3.500 km entfernten Mittleren Reich in Ägypten.

## Eisenzeit, Nok-Kultur

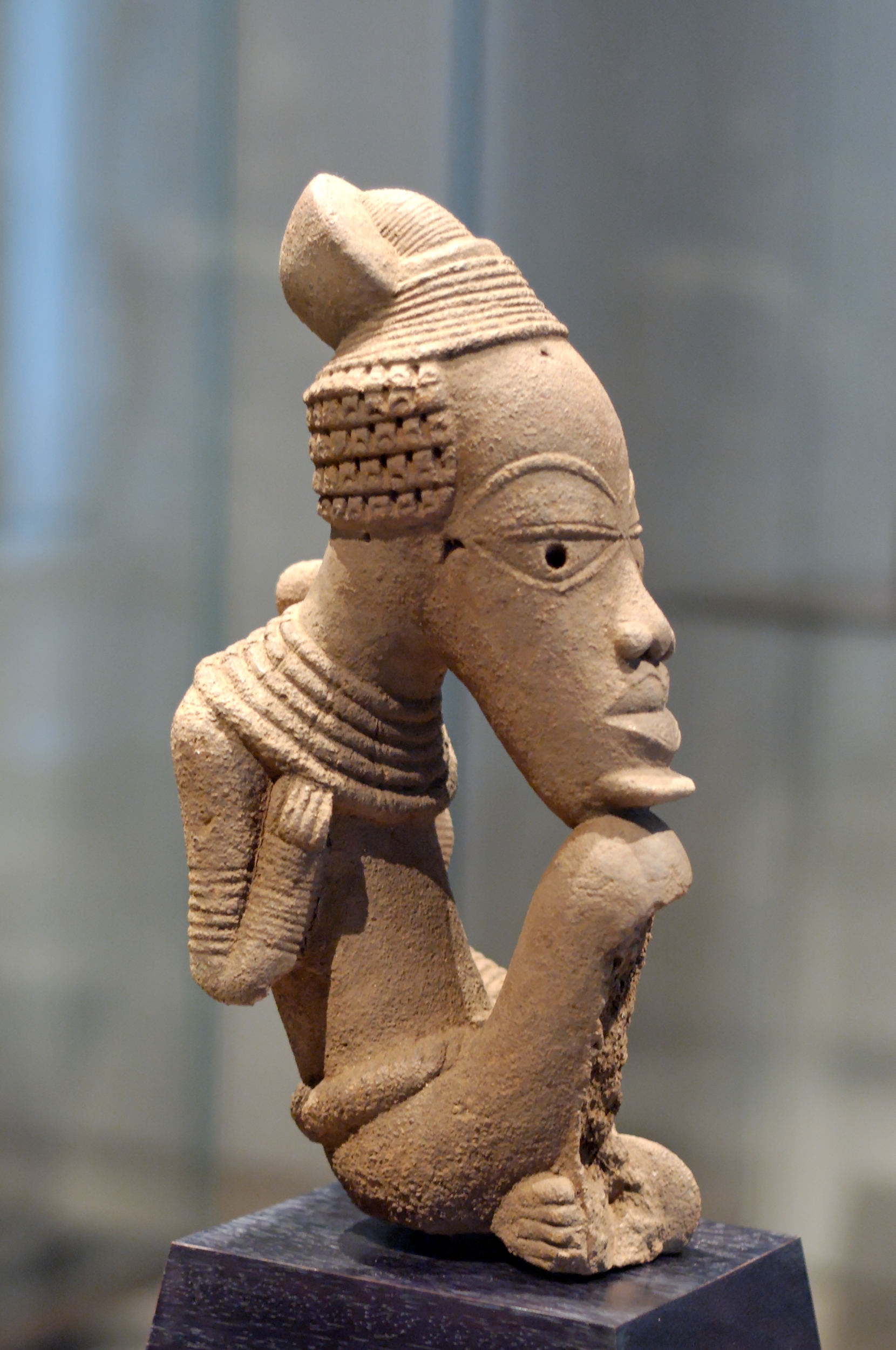
Nok-Skulptur aus dem 6. Jahrhundert v. Chr.

Der Übergang von der Jungsteinzeit zur Eisenzeit erfolgte zwischen 700 v. Chr. und 400 v. Chr. im heutigen Nigeria offenbar ohne die Zwischenstufe des Bronzezeitalters. Die in Nigeria entdeckten ältesten Hochöfen sind also etwa gleichalt wie die auf den Britischen Inseln und in China. Möglicherweise beherrschte man das Schmieden von z. B. aus Ägypten importiertem Eisen bereits vorher.
Die primitiven Eisenschmelzöfen in Taruga aus dem vierten Jahrhundert v. Chr. sind die ältesten Zeugnisse der Metallverarbeitung in Westafrika, während die Ausgrabungen für den Kainji-Staudamm das Vorhandensein von Eisenverarbeitung bereits im zweiten Jahrhundert v. Chr. belegen. Das ist der älteste Nachweis dieser Technik für das gesamte Westafrika. Die Nützlichkeit von Eisenwerkzeugen wurde im Süden für das Schneiden von Büschen und im Norden für das Graben von Brunnen und den Bau von Bewässerungsanlagen nachgewiesen, was in beiden Regionen zur Ausdehnung der Landwirtschaft beitrug.
Die älteste bekannte nigerianische Kultur ist die Nok-Kultur, die zwischen 1500 v. Chr. und 200 n. Chr. auf dem Jos-Plateau im Nordosten Nigerias lebte. Die Nok entwickelten fortschrittliche Metallgusstechniken wie das Wachsausschmelzverfahren (cire perdue) für Werkzeuge und Waffen. Die Herstellung von Eisenwerkzeugen und -waffen ermöglichte die Art von extensiver, systematisierter Landwirtschaft, effizienter Jagd und erfolgreicher Kriegsführung.
In Nigeria war Eisen von grundlegender Bedeutung für den Aufstieg mehrerer wichtiger Königreiche – Dahomey, Benin und Oyo. Alle diese nigerianischen Königreiche hatten ähnliche spirituelle Vorstellungen von den Eigenschaften des Eisens und den Methoden der Eisenverarbeitung. Ogún, der Gott des Eisens, ist eine wichtige Gottheit der Yoruba. Die Schmiede war sowohl ritueller Schrein als auch Heiligtum. Der Amboss wurde oft für die Ablegung eines Eides oder als Opferaltar verwendet.

## Römische Expeditionen nach Nigeria (1. Jhdt. n.Chr.)

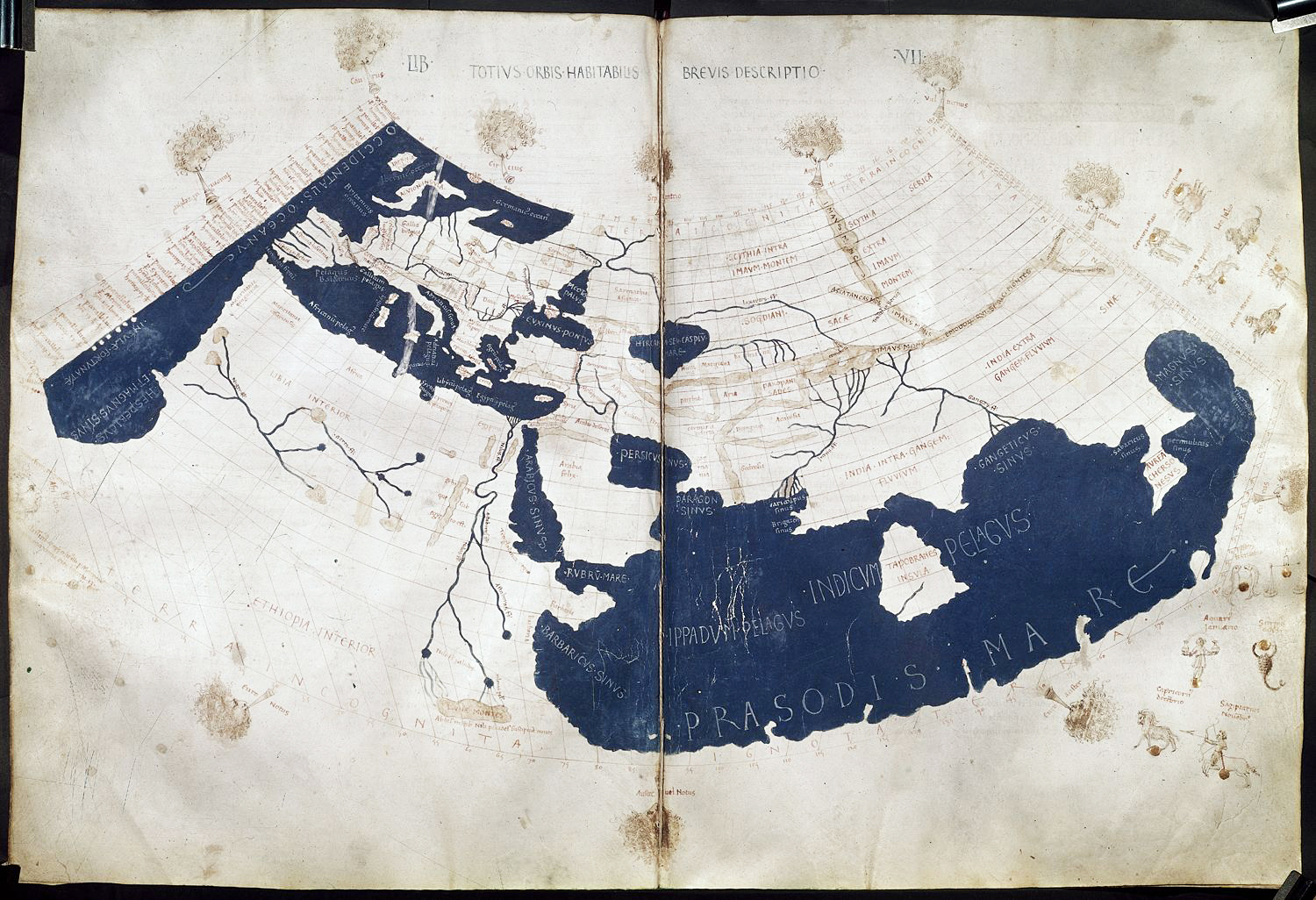
Karte von Claudius Ptolemäus, etwa 150 n. Chr. – der Niger ist für Europäer die südliche Grenze der bekannten Welt (linke Seite, in der Blattmitte)

Die antike Welt, vor allem Karthago, hatte Kontakt mit einem Wüstenvolk im Süden des heutigen Libyen, das nach dem Namen seiner Hauptstadt Garama „Garamanten“ genannt wird. Durch den Handel mit den Garamanten kamen u. a. exotische Tiere aus dem Sub-Sahara-Raum in den Mittelmeerraum, darunter Löwen für die römischen Zirkusspiele oder die bekannten Elefanten des karthagischen Kriegsherrn Hannibal. Die Existenz des Flusses Niger und des Tschadsees war der antiken Welt durch garamantische Berichte bekannt und beide erscheinen auch auf Landkarten aus dieser Zeit. Zahlungsmittel in dieser Zeit waren die „Manillen“, Armreife aus Bronze, die phönizische Kaufleute als Vorform des Geldes nach Westafrika brachten. Dieses Bezahlmittel hielt sich in Nigeria bis ins 20. Jahrhundert, siehe hier.
Zwischen 50 n. Chr. und 90 n. Chr. unternahmen römische Entdecker drei Erkundungsreisen in das Gebiet des heutigen Nigeria. Die Berichte dieser Expeditionen bestätigen unter anderem die damalige Ausdehnung des Tschadsees und damit dessen drastische Schrumpfung in den vergangenen 2.000 Jahren (siehe hier). Die Expeditionen wurden von Legionären unterstützt, dienten aber hauptsächlich kommerziellen Zwecken.
Die drei römischen Erkundungen/Expeditionen in Nigeria waren:
- Die Flaccus-Expedition[28],
- die Matiernus-Expedition[29] und
- (möglicherweise) die Valerius Festus-Expedition.[30][31][32]

In Nigeria wurden römische Münzen gefunden. Es ist jedoch wahrscheinlich, dass all diese Münzen zu einem viel späteren Zeitpunkt eingeführt wurden. Die Münzen sind die einzigen antiken europäischen Gegenstände, die in Zentralafrika gefunden wurden.
Historiker W. E. B. Du Bois erwähnt in „The Negro“, dass das nigerianische Königreich der Nupe mit dem Byzantinischen Kaiserreich Handelsbeziehungen gehabt und Botschafter ausgetauscht habe.

## Mittelalter

### Vordringen des Islam im Norden, die 14 Hausa-Staaten
Mit der Ausbreitung des Islam ab dem 7. Jahrhundert n. Chr. wurde die Sahelzone, und damit auch Nordnigeria, als Sudan oder Bilad Al Sudan („Land der Schwarzen“, arabisch: بلاد السودان) bekannt. Um das achte Jahrhundert erwähnen arabische Dokumente, dass Muslime die Sahara zu Handelszwecken nach Westafrika durchquerten. Mehrere Faktoren trugen dazu bei, dass die muslimische Klasse in nicht-muslimischen Königreichen wuchs. Der Islam erleichterte den Fernhandel, indem er den Kaufleuten nützliche Instrumente wie Vertragsrecht, Kredite (z. B. Mudaraba) und Informationsnetzwerke zur Verfügung stellte. Muslimische Händler spielten auch eine wichtige Rolle als Berater und Schriftgelehrte. Sie verfügten über die Fähigkeit der buchstabenbasierten Schrift (statt der silbenbasierten Keilschrift oder Hieroglyphen), die bei der Verwaltung hilfreich war. Auch das Rechnen in einem Dezimalsystem (arabische Zahlen) hielt in Westafrika durch den Islam Einzug.
In Westafrika entwickelten sich in der Sahelzone zwischen 1000 und 1600 n. Chr. die drei großen mittelalterlichen Reiche von Ghana, Mali und Songhai, die sich bis Nordnigeria erstreckten. Deren Herrscher nahmen den Islam an, vermischten ihn aber mit traditionellen und lokalen Praktiken.
In Nordnigeria bestanden seit dem 11. Jahrhundert u. a. 14 Stadtstaaten der Hausa, die sich auf die Bayajidda-Legende berufen. Diese Stadtstaaten waren überwiegend Großreichen wie Kanem am Tschadsee tributpflichtig. Im 14. Jahrhundert waren alle herrschenden Eliten des Hausalandes Muslime, obwohl die Mehrheit der Bevölkerung erst im achtzehnten Jahrhundert konvertierte.
Ab 1400 entstanden die ersten Schriftstücke Nigerias mit Buchstaben im Norden des Landes. Sie gehörten zur islamischen Missionierung und waren in Adschami verfasst – einer Schrift, die auf dem Arabischen basiert, aber um Sonderbuchstaben für lokale Sprachen (Hausa, Fula, Yoruba) ergänzt wurde, vergleichbar mit den Umlauten und dem scharfen S im Deutschen. Die Hausa begannen auch mit Geschichtsschreibung. In der Kano-Chronik wird die Geschichte des Hausa-Staates bis 999 n. Chr. zurückverfolgt. Vom Mittelalter bis ca. 1850 war das Hausa-Gebiet im heutigen Nordnigeria zweifellos die höchstentwickelte Region des Landes und wird wegen der militaristischen Traditionen und der sandig-unfruchtbaren Bodenbedingungen mit dem vor-friderizianischen Preußen verglichen.

### Der Süden Nigerias: die Yoruba, Igbo, Edo und Tiv

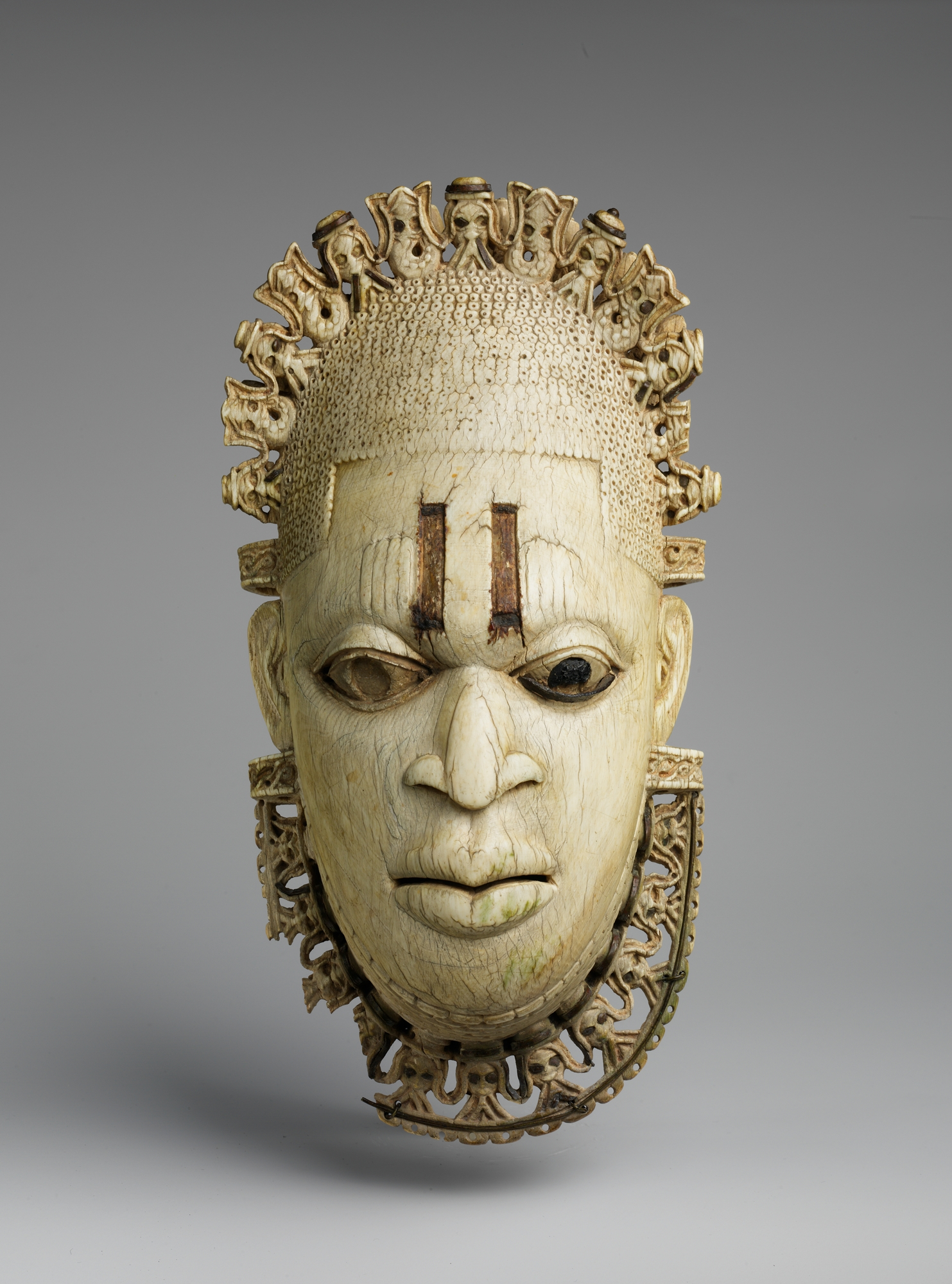
Königliche Elfenbeinmaske aus Benin, eines der bekanntesten Kunstwerke Nigerias. Benin-Reich, 16. Jahrhundert

Im Südwesten entstand 600 das Edo-Königreich Benin, das bis 1500 zu einem Großreich heranwuchs und seinen Königssitz mit einer großen Befestigungsanlage sicherte (siehe auch hier).
Das Yoruba-Königreich Oyo wurde im 14. Jahrhundert bekannt. Die fehlende Schrift kompensierten die Yorùbá (Betonung auf der ersten Silbe) mit einer besonderen Erzählkultur, namentlich Märchen und Geistergeschichten. Die Mythologie der Yoruba spiegelt sich heutzutage im nigerianischen Film (Nollywood) und der nigerianischen Literatur wider; mit Wole Soyinka ist ein Yoruba einer von zwei dunkelhäutigen Afrikanern, die mit einem Literaturnobelpreis ausgezeichnet wurden (Stand 2024). Die Religion der Yoruba, die Òrìṣà, ist Ursprung vieler afroamerikanischer Religionen wie Vodoun (Voodoo), Santería, Umbanda, Candomblé und Macumba. Manche sprechen aufgrund der globalen Verbreitung sogar von einer „Yoruba-Weltreligion“. Früh entstand auch Jùjú, die traditionelle Musik der Yoruba. Mit westlichen Stilrichtungen gemischt, würde sich Jùjú über mehrere Zwischenstufen zu Afrobeats entwickeln, die heutige Stars wie Davido, Wizkid und Tems hervorbrachte (die alle zu den Yoruba zählen und weltweit erfolgreich sind).
Im Südosten entwickelten die Igbo (Aussprache [íɓò] mit stillem „g“) in der vorkolonialen Zeit ein eigenes Ausbildungssystem mit Meister und Lehrling, vergleichbar mit den Zünften im vor-napoleonischen Deutschland. Ihr Handel entlang der großen Flüsse und der Küste förderte gewissermaßen hanseatische Tugenden wie Patriziertum, Diskussionskultur, Sparsamkeit, mehrheitliche Beschlussfassung und Abneigung gegen Alleinherrscher. Unter den Briten assimilierten die Igbo sowohl die britische Kultur als auch Fachkenntnisse und wurden gerne dort eingesetzt, wo Projekte nicht von Briten selbst geleitet werden konnten – nicht unbedingt zur Freude anderer Ethnien (siehe hier). Bis heute dominieren in Nigeria die Igbo im Handel, Rechnungswesen, Handwerk und Mittelstand. Das Königreich Nri des Igbo-Volkes konsolidierte sich im 10. Jahrhundert und bestand fort, bis es 1911 seine Souveränität an die Briten verlor. Nri wurde von den Priesterkönigen Eze Nri regiert, und die Stadt Nri gilt als Fundament der Igbo-Kultur. Nri und Aguleri, wo der Igbo-Schöpfungsmythos seinen Ursprung hat, liegen im Gebiet des Umeuri-Clans. Die Mitglieder des Clans führen ihre Abstammung auf die patriarchalische Königsfigur Eri zurück. In Westafrika stammen die ältesten im Wachsausschmelzverfahren hergestellten Bronzen aus Igbo-Ukwu, einer Stadt unter dem Einfluss der Nri.
Die Tiv und andere Völker des Zentrums bildeten Gesellschaften ohne herrschendes Oberhaupt.

## Erster Kontakt mit Kolonialmächten, Nigeria als „Sklavenküste“

### Handel mit Elfenbein, Gold und Sklaven
Um 1485 kam es zu ersten Begegnungen zwischen den Bewohnern der Küste und einer europäischen Macht, den Portugiesen. Diese begannen regen Handel insbesondere mit dem Reich von Benin. Sie tauschten europäische Produkte, insbesondere Waffen, gegen Elfenbein und Palmöl und zunehmend gegen Sklaven. Die Manillen, mit denen die Portugiesen bezahlten, stammten aus dem Rheinland. Dies wurde 2023 durch den Vergleich der enthaltenen Bleiisotope ermittelt. Die Fugger ließen die Bezahlmittel in der Region zwischen Köln und Aachen produzieren und verkauften diese an die portugiesische Krone, was ein Vertrag aus 1548 belegt. Eine große Zahl der Manillen wurde im Königreich Benin wieder eingeschmolzen, um daraus die (2023 in Deutschland kontrovers diskutierten) Bronzekunstwerke zu erstellen, die den Königspalast als Zeichen des Wohlstandes zierten.
Europäische Handelsschiffe ankerten von 1550 an regelmäßig an der westafrikanischen Küste. (Darunter auch die der Brandenburgischen Afrikanischen Compagnie, die 1682 bis 1692 von Emden aus erfolglos versuchte, ihr Afrikageschäft in die Gewinnzone zu führen.) Einheimische kamen auf Barken zu diesen Schiffen und wickelten ihre Geschäfte ab. Da tropische Lagunen – anders als die offene See – günstige Bedingungen für Stechmücken bieten, die Tropenkrankheiten weitergeben, wurde von den Europäern der Landgang gemieden. Wegen der „Schlafkrankheit“ trug Westafrika bis ca. 1850 den Beinamen Grab des weißen Mannes.
Die Küste Nigerias, zuvor „Oberguinea“ genannt, wurde zur „Sklavenküste“. Über die Sklavenschiffe wurde exakt Buch geführt, mit Anzahl der von lokalen Sklavenhändlern gekauften Versklavten, der dafür bezahlten Summe, etc. Diese Bücher sind erhalten geblieben und gewähren einen Einblick in das makabre Geschäft. – Zwischen 1526 und 1859 wurden 2,27 Mio. Versklavte vom heutigen Nigeria verschifft, v. a. von Bonny (1,1 Mio.) und Calabar (0,75 Mio.) aus. Verkauft wurden sie auf Jamaika (0,75 Mio.), auf anderen westindischen Inseln von Trinidad bis Kuba (0,75 Mio.) und in Nordbrasilien (0,2 Mio.). 250.000 Versklavte wurden von der Royal Navy befreit und in Freetown an Land gesetzt (s. u.). Für mehr als 10 % der Gefangenen endete die über 200 Tage dauernde Verschiffung in die Neue Welt tödlich.
Die Vorstellung, Europäer hätten im Hinterland Sklavenjagden veranstaltet, trifft nicht zu. Die Versklavten waren Kriegsgefangene (z. B. aus dem Bürgerkrieg der Yoruba) oder Sträflinge, manche hatten sich von ihrer Familie verkaufen lassen, um dieser ein Überleben zu sichern oder waren von ihren Gläubigern verkauft worden. Der spätere Bischof Crowther etwa war als Zwölfjähriger bei einem Überfall auf ein Yoruba-Dorf von Fulani versklavt worden und wurde sechsmal an neue einheimische Herren weiterverkauft, bis er auf ein europäisches Sklavenschiff gebracht wurde (dieses wurde von der Royal Navy abgefangen und Crowther in Sierra Leone freigelassen). Die Europäer traten als Abnehmer der lokalen Sklavenhändler auf. Bekannteste dieser einheimischen Sklavenhändler waren König Pebble von Bonny und die schwerreiche Efunroye Tinubu in Lagos. Laut Historiker Toyin Falola bestimmte ab 1700 n. Chr. der Sklavenhandel die Ökonomie im südlichen Nigeria. Man importierte europäische Produkte wie Alkohol und Waffen und bezahlte mit der Ware „Sklave“. Eine Flasche Gin kostete zehn Sklaven, eine Kanone hundert Sklaven. Der Führer des Sklavereimuseums von Badagry berichtet von einem Mann, der für eine Flasche Schnaps Frau und Tochter in die Sklaverei verkaufte.

### Das Kalifat von Sokoto (1804 bis 1903), der „schwarze Napoleon“
Rund um 1800 sammelte der Wanderprediger Usman dan Fodio im Norden Nigerias vor allem unter sozial Benachteiligten eine große Anhängerschaft, der er islamische Orthodoxie predigte und vor der er die Oberklasse, vor allem die Königshöfe der 14 Hausastaaten, kritisierte. Nachdem König Yunfa 1802 versucht hatte, dan Fodio zu erschießen (die Waffe ging nach hinten los), floh dieser, stellte eine Armee von Fulani zusammen und erklärte den 14 Königreichen den Dschihad.
Wenige Jahre später hatte der „schwarze Napoleon“ die 14 Königreiche besiegt und gründete das Kalifat von Sokoto. Das riesige Binnenreich mit Arabisch als Amtssprache drang in den Süden bis nach Ibadan vor. Der Sultan setzte Emire ein, die im ihnen zugewiesenen Territorium gemäß der Scharia Recht sprachen und über die polizeiliche Macht verfügten, diese Rechtssprüche zu implementieren. Bereits unter dan Fodio und verstärkt unter seinem Nachfolger Bello wurden manche Emirate so mächtig, dass sie ihre Unabhängigkeit erklärten (v. a. Adamawa, Gwandu und Nupe) und mit militärischen Mitteln dazu gebracht werden mussten, den Sultan wieder als Oberhaupt anzuerkennen.
In den 1890er Jahren konzentrierte sich die größte Sklavenpopulation der Welt, etwa zwei Millionen, auf die Gebiete des Sokoto-Kalifats. Sklaven wurden in großem Umfang eingesetzt, vor allem in der Landwirtschaft. Bevor das Sokoto-Kalifat 1903 von britischen, französischen und deutschen Truppen erobert wurde, war es einer der größten vorkolonialen afrikanischen Staaten.

### Expeditionen entlang des Niger und im Norden Nigerias
Der bekannte Forschungsreisende Mungo Park verscholl 1806 im Nordwesten Nigerias bei seiner zweiten Afrikareise und dem versuchten Nachweis, dass der Niger und der Kongo der gleiche Fluss seien.
Rund 1829 wurde durch die Expeditionsreise von Hugh Clapperton in Europa bekannt, dass und wo der Niger in den Atlantik fließt. (Er selbst überlebte die Reise nicht, sondern starb an Malaria und Dysenterie. Seine Unterlagen wurden von seinem Diener Richard Lander veröffentlicht.) Danach gab es zahlreiche privatwirtschaftlich finanzierte Vorstöße ins Landesinnere, beispielsweise die Niger-Expedition von 1841 (bei der ein großer Teil der europäischen Teilnehmer rasch an Tropenkrankheiten verstarb und von der das Tagebuch des Mitreisenden Samuel Ajayi Crowther berichtet).
Rund 1850 durchquerte der Forschungsreisende Heinrich Barth im Rahmen einer britischen Expedition den Norden Nigerias. Barth erwarb durch seine Reisen besondere Verdienste in der vorurteilsfreien und respektvollen Völker- und Sprachenkunde (er selbst besaß die Fähigkeit, sehr schnell afrikanische Sprachen zu erlernen – Arabisch sprach und schrieb er fließend), sowie in afrikanischer Geschichte. Barth entwickelte auch die Hypothese einer urzeitlichen Feuchtphase im nördlichen Afrika (siehe hier).

### Britisches Verbot des Sklavenhandels (ab 1807)
Am 1. Mai 1807 verabschiedete das britische Parlament den Slave Trade Act, der den britischen Sklavenhandel verbot und die Royal Navy diesen Beschluss auch bei ausländischen Schiffen umsetzen ließ. Das britische Westafrika-Geschwader fing die Sklavenschiffe ab und brachte die geretteten Sklaven nach Freetown im heutigen Sierra Leone und stellte die Sklavenhändler vor Gericht. Der transatlantische Sklavenhandel, der bis 1807 vor allem von Briten, Franzosen und Niederländern betrieben wurde, war nach diesem Datum auch durch die Kontinentalsperre zu napoleonischer Zeit eine überwiegend portugiesisch-brasilianische Angelegenheit.
Dies stieß in Nigeria nicht überall auf Begeisterung. Captain Hugh Crow berichtet vom Kommentar des Königs Pebble von Bonny: „Wir glauben, dass dieser Handel weitergehen muss. Das ist das Urteil unseres Orakels und der Priester. Sie sagen, dass euer Land, wie groß es auch sein mag, niemals einen von Gott selbst angeordneten Handel stoppen kann.“ Bonny war der größte Umschlagplatz im nigerianischen Sklavenhandel.

## Britische Kolonialherrschaft

### Kronkolonie Lagos (seit 1861)

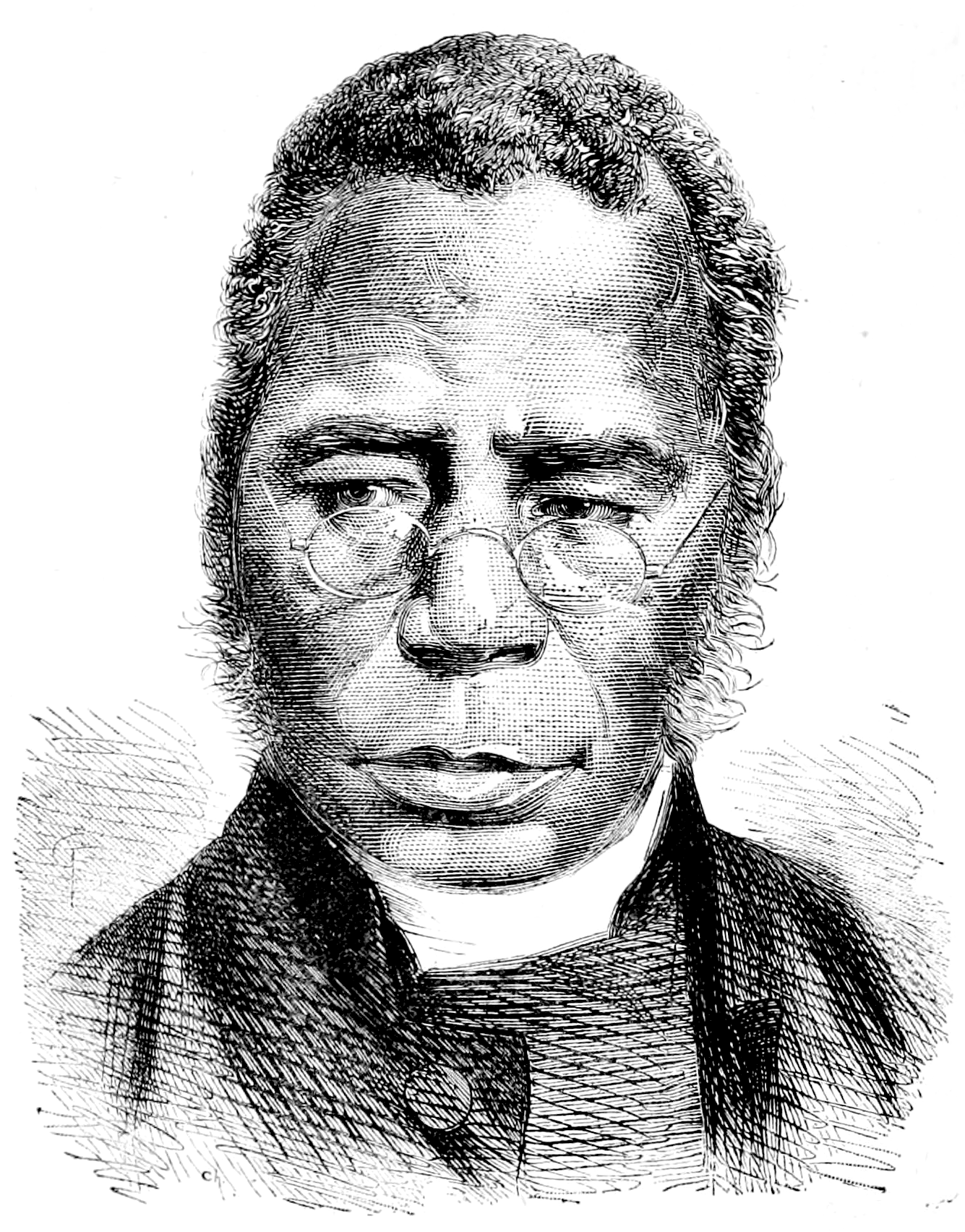
Bischof Samuel Ajayi Crowther

Großbritanniens Westafrika-Geschwader schloss auch Anti-Sklaverei-Verträge mit Küstenhäuptlingen entlang der westafrikanischen Küste ab. Die nigerianische Küste erwies sich aber mit ihren unzähligen Buchten, mäandernden Kanälen und grassierenden Tropenkrankheiten als schwer zu kontrollieren. Badagry, Lagos, Bonny und Calabar blieben darum lebhafte Umschlagsplätze im Sklavenhandel.

#### Die Konsulatszeit
1841 bestieg Oba Akitoye den Thron von Lagos und versuchte, dem Sklavenhandel ein Ende zu setzen. Die Sklavenhändler von Lagos rund um die einflussreiche Efunroye Tinubu wehrten sich gegen das Verbot, setzten den König ab und ersetzten ihn durch seinen Bruder Kosoko. Großbritannien ersetzte Kosoko wieder durch Akitoye, indem die Royal Navy Lagos 1851 bombardierte. (Kurz zuvor hatte das letzte Sklavenschiff, die Relâmpago, mit 785 Gefangenen und Bestimmung Rio de Janeiro den Hafen von Lagos verlassen.) 1852 unterzeichneten Akitoye und der britische Konsul John Beecroft einen Vertrag, Sklaven zu befreien und den Briten einen ständigen Handelszugang zu Lagos zu gewähren. Akitoye hatte aber Schwierigkeiten, diese Beschlüsse umzusetzen. Die Situation blieb deshalb für Großbritannien unbefriedigend.
Die Royal Navy nutzte ursprünglich den Hafen der vor Nigeria liegenden Insel Fernando Po (heute Bioko, Äquatorialguinea). 1855 beanspruchte Spanien diesen Hafen für sich. Die Royal Navy wählte sich daraufhin die Insel Lagos, mit 7 km2 kleiner als die Hallig Hooge und so wie diese mehrmals im Jahr überflutet, als neue „Naval Base“. Als Kosoko drohte, mit Hilfe französischer Kolonialtruppen wieder die Herrschaft in Lagos zu übernehmen, traf der britische Premierminister die Entscheidung, dass es „zweckmäßig sei, keine Zeit zu verlieren und das formale Protektorat von Lagos zu übernehmen“. William McCoskry, der amtierende Konsul in Lagos, berief zusammen mit Kommandant Bedingfield am 30. Juli 1861 ein Treffen mit König Dosunmu, dem Nachfolger von Akitoye, an Bord der HMS Prometheus ein und drohte mit neuerlicher Bombardierung. Dosunmu lenkte ein und unterzeichnete den Lagos-Abtretungsvertrag.

#### Lagos, Marinestützpunkt und wachsendes Handelszentrum
Lagos erwies sich als strategisch nützlich und wurde zu einem dynamisch wachsenden Handelszentrum, da hier die Händler vor Piraten und entlaufene Sklaven vor Sklavenjägern sicher waren. Brasilianische Freigelassene (die „Emancipados“) ließen sich in Lagos nieder.
Die britische Regierung führte 1862 in Lagos englische Gesetze ein. Es gab den Court of Civil and Criminal Justice und den West African Court of Appeal. 1876 wurde ein Oberstes Gericht geschaffen.
1875 wurde Nathaniel King erster einheimischer Arzt Nigerias, 1879 Christopher Sapara Williams der erste einheimische Rechtsanwalt, 1911 George Debayo Agbebi der erste einheimische Ingenieur und 1917 Oreoluwa Green die erste Apothekerin. Da es noch keine Tertiärausbildung in Nigeria gab, mussten nigerianische Studenten solche akademischen Abschlüsse in Großbritannien erwerben.
Der deutsch-britische Jacob Friedrich Schön veröffentlichte um 1870 die erste Grammatik der Hausa-Sprache und übersetzte die Bibel in diese Sprache. Sein Mitreisender auf der Expedition 1841, Samuel A. Crowther, hatte dies bereits zuvor für die Sprachen der Yoruba und Igbo getan.
Bereits 1859 hatte das letzte Sklavenschiff das heutige Nigeria (vom damaligen Königreich Benin) mit 650 Versklavten in Richtung Kuba verlassen.

#### Drang ins Hinterland
Großbritannien hatte sich zuerst darauf beschränkt, weltweit strategisch platzierte Stützpunkte – wie Lagos – zu unterhalten und eine Kolonisierung von küstenfernen Regionen vermieden. Dies änderte sich in den 1860er Jahren, als europäische Mächte zum „Wettlauf um Afrika“ ansetzten. Die industrielle Herstellung von Chinin und sein Einsatz als Prophylaxe gegen Malaria erlaubte es den Europäern, nun dauerhafte Niederlassungen in den Tropen zu gründen.

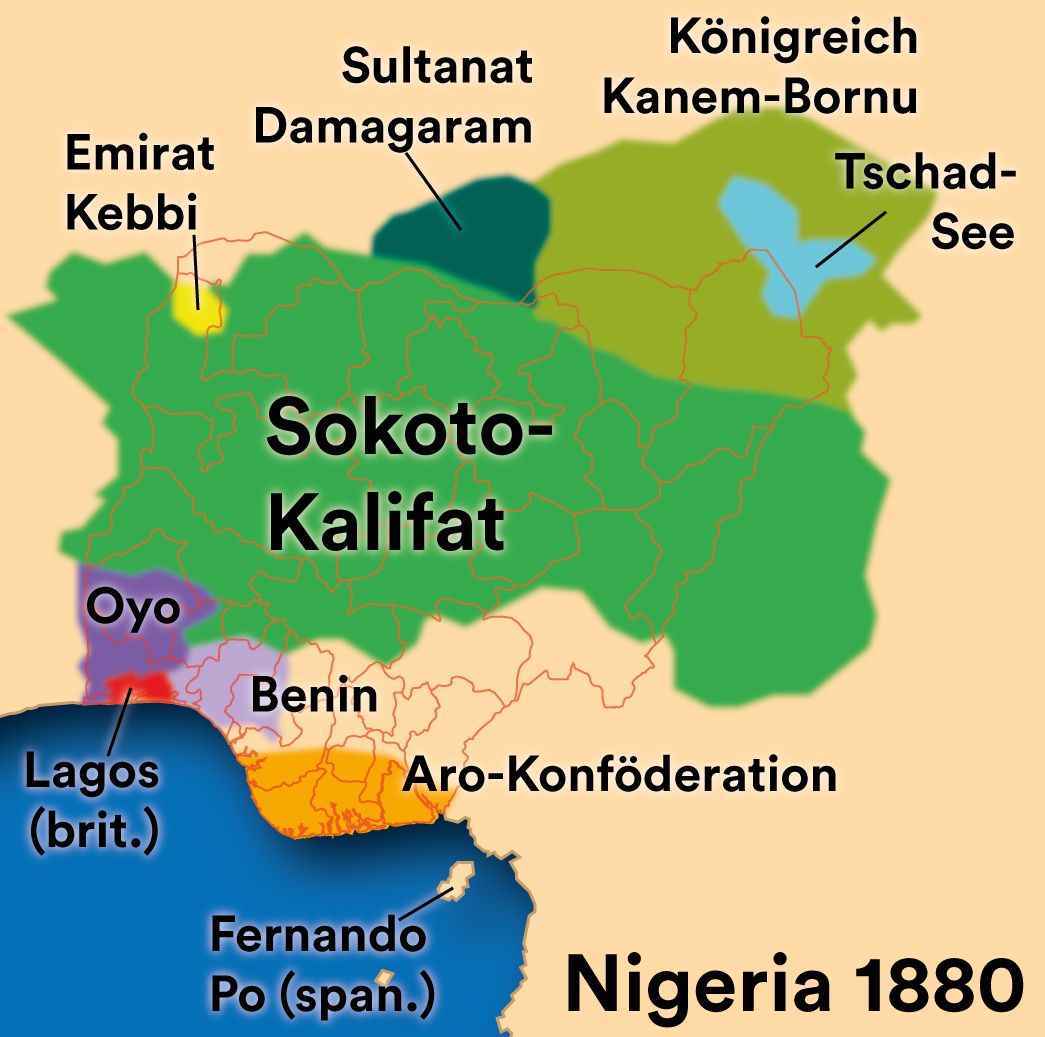
Herrschaftsbereiche in Nigeria um 1880 (heutige Bundesstaaten rot umrissen)

Britische Missionare drangen ins Landesinnere vor. Im Südosten Nigerias stritten seit 1845 Hope Wadell und Mary Slessor gegen das dort übliche Töten von neugeborenen Zwillingen, gegen das Gottesurteil bei juristischen Streitigkeiten und gegen das Töten der Dienerschaft von verblichenen Dorfältesten. Missionare gründeten Schulen sowie Bibliotheken und machten z. B. Eyo Ita, dem ersten dunkelhäutigen Professor, und Nnamdi Azikiwe, dem ersten nigerianische Präsidenten, die Karriere möglich. Bereits im Jahr 1864 wurde Samuel Ajayi Crowther der erste afrikanische Bischof der anglikanischen Kirche.

### Die Royal Niger Company, der Monopolist am Niger
Die ersten Jahre des europäischen Kolonialismus in Afrika wurden von der Grenznutzentheorie bestimmt, nach der der Wert von in Europa hergestellten Produkten in noch nicht gesättigten Märkten wie Afrika höher und der Handel mit Kolonien damit profitabler sei als etwa in eigenem Lande. Mit der Aussicht auf solche hohen Gewinne trieben verschiedene private Handelsgesellschaften den europäischen Einfluss in Westafrika voran. Eine von ihnen war die Royal Niger Company (RNC) unter George Taubmann Goldie mit Konzessionen für das gesamte Gebiet um das Nigerbassin. Die RNC handelte wie ein souveräner Staat und handelte Verträge mit dem Sokoto-Kalifat, mit Nupe und Gwandu aus. Sie war auch befugt, in ihren Gebieten Recht zu sprechen. Für die liberale Regierung unter Gladstone schien die RNC eine Möglichkeit, die von der Öffentlichkeit geforderte Kolonisierung Afrikas so bewerkstelligen zu können, dass Staatskasse und britische Soldaten geschont würden.

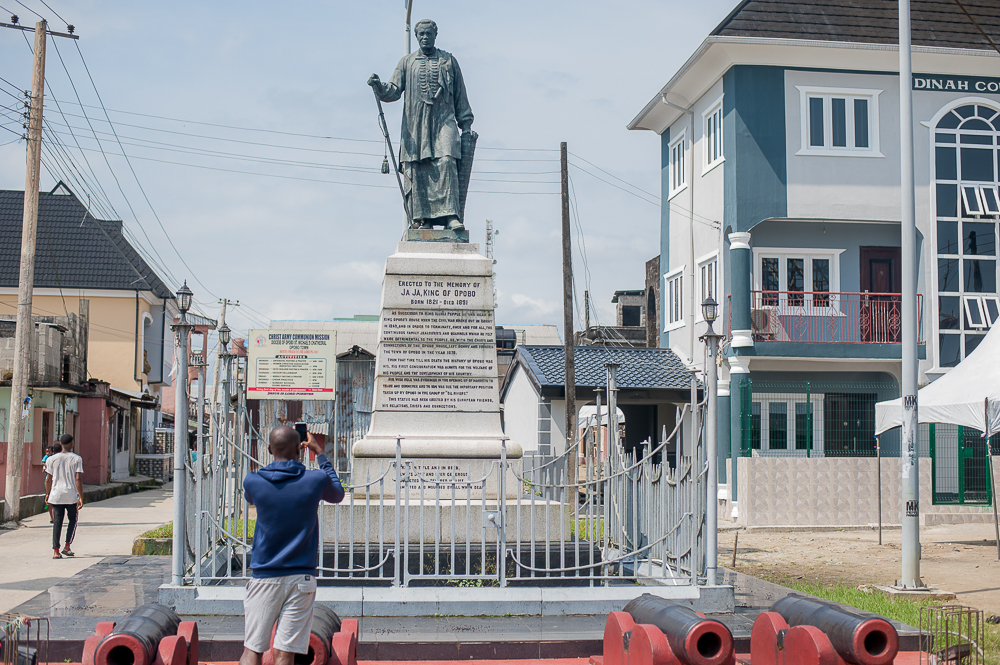
Statue von König Jaja von Opobo

Die RNC verdrängte rasch ihre Mitbewerber und wurde zum Monopolisten am Niger mit eigenen Zöllen und Lizenzgebühren. Die Verträge der RNC verpflichteten die Eingeborenen, ausschließlich mit den RNC-Agenten zu handeln. Als König Jaja von Opobo sein eigenes Handelsnetz organisierte und sogar begann, seine eigenen Palmöltransporte nach Großbritannien zu leiten, wurde er auf ein britisches Kriegsschiff gelockt und unter dem Vorwurf des „Vertragsbruchs“ und der „Behinderung des Handels“ ins Exil nach St. Vincent verbannt.
Die RNC, die vor allem mit Spirituosen und Waffen handelte, erwarb sich bald einen schlechten Ruf. Es zeigte sich, wie unwirksam sie bei der Förderung von Frieden und Stabilität war. Dies wurde bei den Brass deutlich. Diese verfügten nicht über eigene agrarische Flächen und lebten traditionell vom Weiterverkauf importierter Metallwaren entlang des Niger (engl. „brass“ bedeutet Messing). Mit dem Aufkommen der RCN mussten sie deren Lizenzgebühren entrichten, was sie sich nicht leisten konnten. Am 29. Dezember 1894 griffen sie das RNC-Hauptquartier in Akassa an, raubten Firmeneigentum und zerstörten die Lagerhäuser und Maschinen. Sie entführten sogar mehrere Angestellte des Unternehmens, die sie später im Rahmen einer spirituellen Zeremonie rituell verspeisten, wovon sie sich einen Schutz gegen die grassierende Pockenepidemie versprachen. Die RNC forderte nun vom Kolonialamt massiven Schutz ihrer Mitarbeiter, wozu dieses nicht bereit war und was dem oben genannten Gebot des geringen Aufwandes widersprach. Im Kolonialamt, das sich seit 1895 unter der Führung des imperialistisch eingestellten Joseph Chamberlain befand, fragte man sich zunehmend, ob es nicht besser sei, das Gebiet des Monopolisten unter direkte Kolonialherrschaft zu stellen.

### Die Berliner Kongo-Konferenz, Expansion
Die Berliner Kongo-Konferenz von 1885 steckte die Interessensphären der europäischen Kolonialmächte in Afrika ab – ohne Rücksicht auf ethnische oder kulturelle Gegebenheiten und ohne Mitsprache der Menschen in den betroffenen Regionen. Dadurch wurden zwar Kriege der Europäer um diese Kolonien vermieden, aber militärische Vorstöße der Europäer in Afrika gerade stimuliert – mit verheerenden Folgen für die „Eingeborenen“. Dies lag daran, dass die abgesteckten Territorien einer Kolonialmacht nur dann galten, wenn diese Kolonialmacht das Gebiet auch tatsächlich unter ihre Kontrolle brachte und nicht eine andere zuerst. Zum Beispiel versuchte in dieser Zeit für das Deutsche Kaiserreich der Jenaer Hans Gruner, das größte Emirat im Sokoto-Kalifat, Gwandu, der Kolonie Deutsch-Togo anzugliedern. Zuvor hatte der Hamburger G. L. Gaiser die Kolonisierung des Königreiches Benin als „Mahinland“ angestrebt. Diese aktive Kolonisierungspolitik des Deutschen Reiches in Nigeria spornte die Briten zur Eile an. Das Vereinigte Königreich ging nun verstärkt militärisch z. B. dort vor, wo britische Händler oder Missionare ihre Tätigkeitsfelder eingegrenzt sahen.
1892 eroberten die Briten das Ijebu-Territorium vor den Toren Lagos, ein Reich, das sich zuvor von Oyo abgespalten hatte und sich nicht auf den Handel mit den Briten einließ. Dabei wurden erstmalig Maschinengewehre (des Typs Maxim) eingesetzt. Ein gewisser Hauptmann Lugard (s. u.) notierte: „An der Westküste wurden im 'Jebu'-Krieg, der von der Regierung geführt wurde, nach meinen Informationen 'mehrere Tausend' Einheimische von der Maxim niedergemäht“.
1895 waren es nun nicht die britischen Händler, die militärische Maßnahmen forderten, sondern Missionare im 50 km nördlich von Lagos gelegenen Oyo-Reich – das auch nach seinem Niedergang immer noch eines der mächtigsten nativen Staaten im heutigen Nigeria darstellte und die Aktivitäten der Missionare einschränkte. Nachdem Missionare ihre Gemeindemitglieder in Sicherheit gebracht hatten, beschossen die Briten die Hauptstadt Ibadan. Anschließend führten die Missionare ein „faires“ Gespräch mit dem Wahlkönig (Alaafin) von Ibadan und überzeugten ihn, sich dem britischen Schutz zu unterstellen. Das anglikanische Christentum wurde „Staatsreligion“ in Oyo.
Das eroberte Gebiet wurde als britisches „Protektorat Yorubaland“ verwaltet, während Lagos eine Kolonie blieb. Bewohner einer Kolonie waren direkte Untertanen der Krone und konnten z. B. Gerichtsverfahren gegen die Kolonialherren anstrengen. Bewohner eines Protektorates verfügten nicht über diese Rechte.

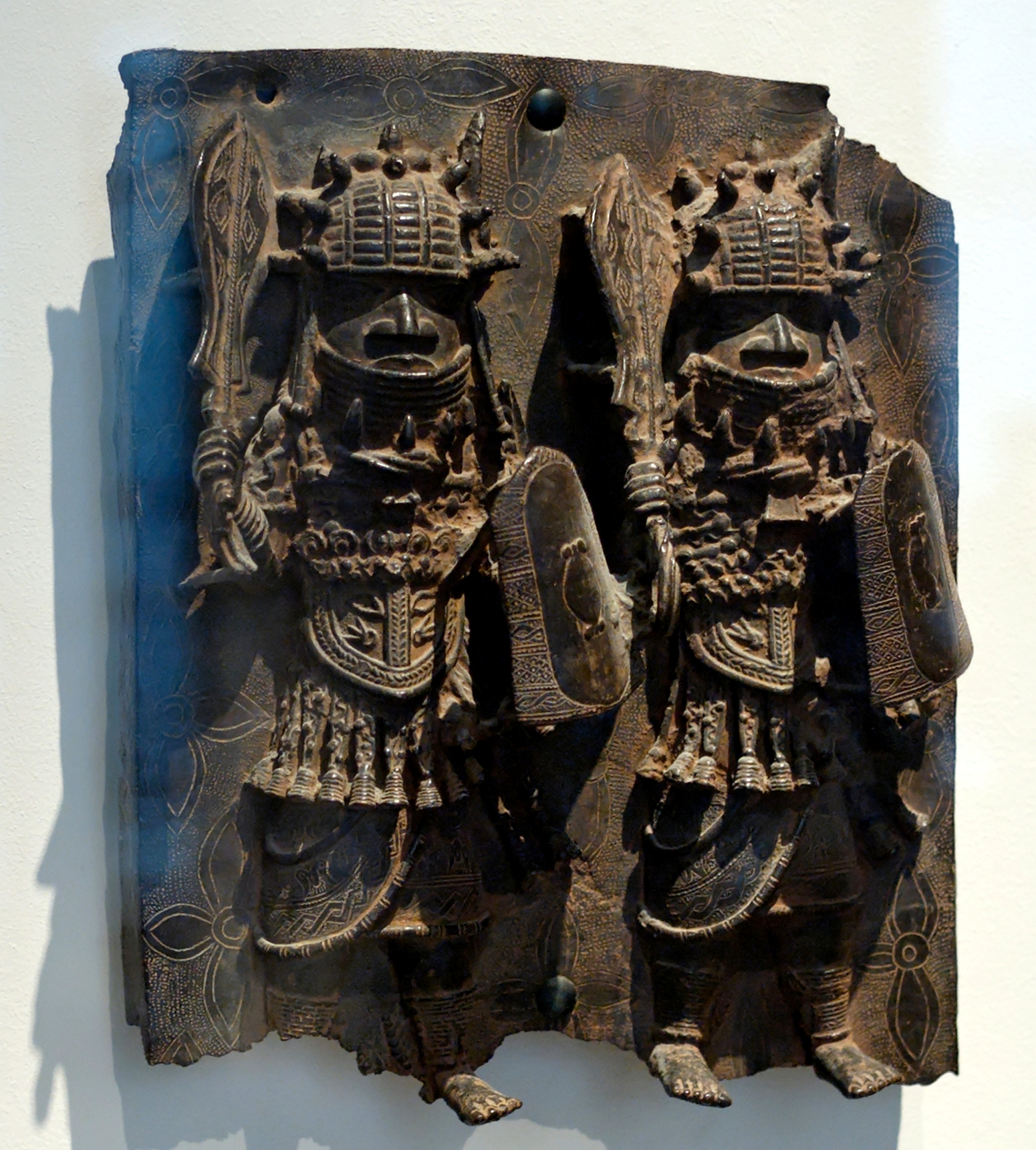
Bronzeplatte aus Benin: Krieger mit Zeremonialschwert, 16.–18. Jahrhundert

Benin war ein Sklavenhalterstaat 150 km östlich von Lagos und gehörte zu den vier größten Reichen auf dem Gebiet des heutigen Nigeria. Bereits seit 1862 gab es Reiseberichte über Menschenopfer, die in Benin zu Zeiten von Not gebracht wurden. Konsul Burton beschrieb das Königreich als „ein Ort der sinnlosen Barbarei, der nach Tod stinkt“.
1892 schloss Großbritannien mit dem König (Oba) Ovọnramwẹn von Benin einen Vertrag zur Lieferung von Palmöl. Dieser unterschrieb widerwillig und erhob wenig später finanzielle Nachforderungen. Vizekonsul Phillips machte sich 1896 mit 18 Beamten, 180 Trägern und 60 einheimischen Arbeitern auf den Weg zu Ovọnramwẹn, um den Vertrag neu zu verhandeln. Er schickte einen Entsandten mit Geschenken voraus, um seinen Besuch anzukündigen – der König ließ aber ausrichten, den Besuch vorerst nicht empfangen zu wollen. (König Ovọnramwẹn war das Schicksal von König Jaja von Opobo (s. o.) bekannt, dies könnte seine fehlende Gastfreundschaft erklären.) Phillips machte sich dennoch auf den Weg, geriet aber in einen Hinterhalt, aus dem nur zwei seiner Mitreisenden lebend, wenn auch schwer verletzt entkamen.
Im Februar 1897 wurde eine Strafexpedition aufgestellt. Das Kolonialamt in London befand: „Den Königen, Häuptlingen und JuJu-Männern aller umliegenden Länder muss unbedingt eine strenge Lektion erteilt werden, dass Weiße nicht ungestraft getötet werden dürfen...“. 5.000 britische Soldaten und Matrosen drangen in das Königreich Benin ein, das sich kaum verteidigte, aber in seiner Not oben erwähnte Menschenopfer brachte. Die britischen Streitkräfte stießen auf schockierende Szenen.

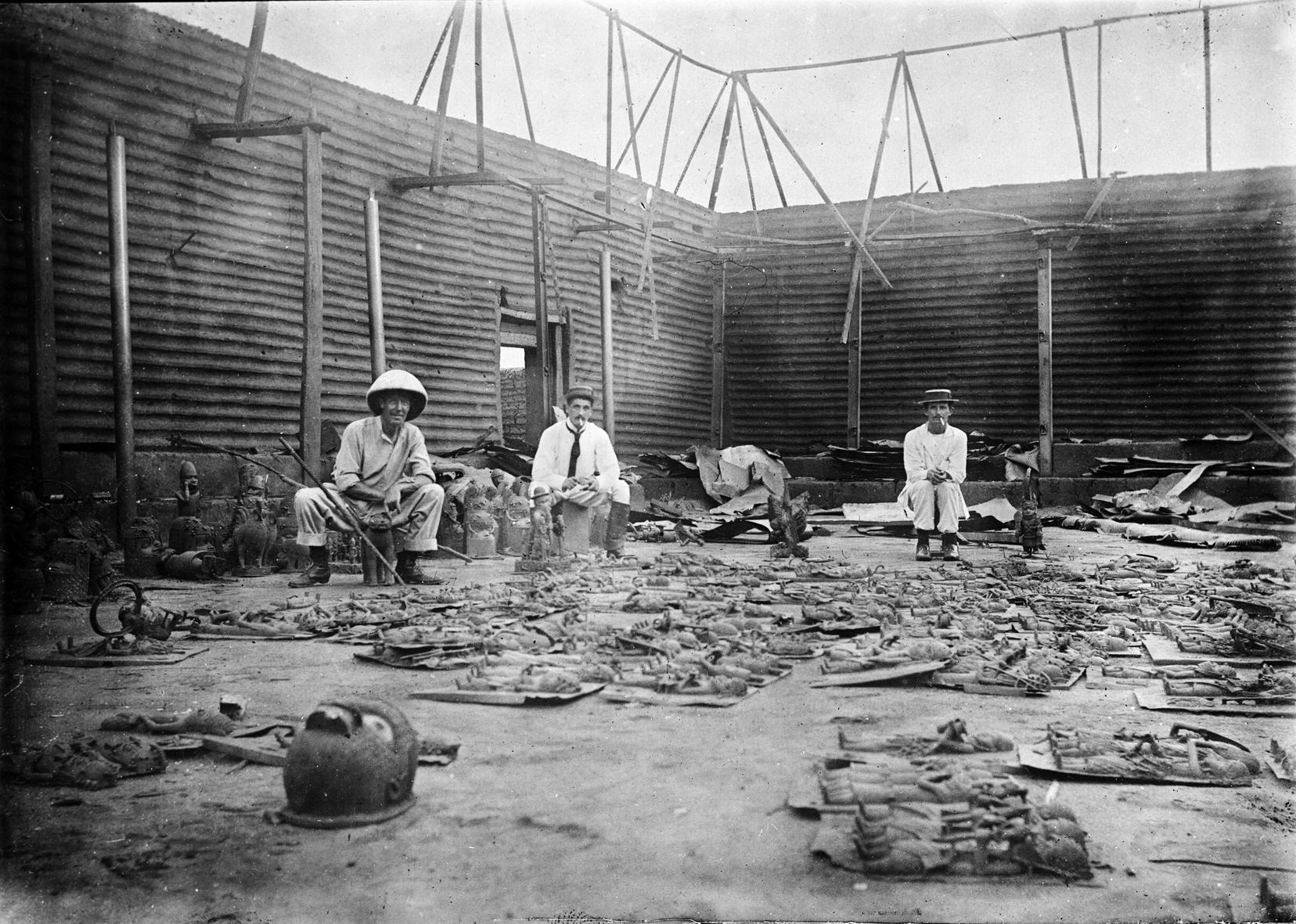
Der niedergebrannte Königspalast von Benin mit den geplünderten Bronzeplastiken

Das Königreich Benin wurde dem britischen Herrschaftsbereich einverleibt. Den Königspalast von Benin brannten die Briten nieder und plünderten die dortigen Bronzeplastiken, die heutzutage zum Weltkulturerbe zählen. Diese wurden später in Europa versteigert, um die Strafexpedition zu finanzieren. (Viele von ihnen gelangten in deutsche Museen. Ihre Rückführung 2023 unter Staatsministerin Claudia Roth veranlasste die AfD-Fraktion zu einer „Aktuellen Stunde“ im Bundestag.)
1897 erhielt Hauptmann Lugard den Auftrag, eine einheimische nigerianische Truppe aufzustellen, um die britischen Interessen gegen französische Angriffe zu schützen. Im August 1897 organisierte Lugard die West African Frontier Force und befehligte sie bis Ende Dezember 1899. Bereits im September 1898 hatten Großbritannien und Frankreich in der Faschoda-Krise ihre kolonialen Streitigkeiten beigelegt und schlossen 1904 die Entente cordiale, womit die WAFF ihren ursprünglichen Daseinszweck verlor. (Die WAFF sollte jedoch im Zweiten Weltkrieg, eine entscheidende Rolle bei der Befreiung Ostafrikas von der faschistischen italienischen Herrschaft spielen, siehe hier.) RNC-Vorstand Goldie hatte im britischen Kolonialamt inzwischen seinen Kredit verspielt, stattdessen galt für die nächsten 20 Jahre in Whitehall Hauptmann Lugard als der Fachmann für die Beherrschung Nigerias mit möglichst sparsamen Mitteln.
1898 wurde in Nigeria die erste Eisenbahnlinie in West- und Zentralafrika – zwischen Lagos und Abeokuta – eröffnet. (Wenig später folgten darin allerdings die ebenfalls britische Kolonie Goldküste/Ghana (1901), die deutschen Kolonien Kamerun (1901) und Togo (1905) und die französischen Kolonien Dahomey (1906) und Elfenbeinküste (1907).) Bei den Bauarbeiten setzte man auch (oder vor allem) auf Zwangsarbeit. Das Personal der Eisenbahngesellschaft organisierte sich bald und rief 1904 zum ersten Streik Nigerias auf.

### Umstrukturierung 1900, Entstehung des Namens „Nigeria“
Zehn Jahre nach dem „Wettlauf um Afrika“ – in den 1890er Jahren – zeigte sich zunehmend, dass Kolonialherrschaft in Afrika keine profitable Angelegenheit war und die Erkundung und Entwicklung des Kontinents nur durch staatlich-militärische Maßnahmen bzw. Steuergelder weitergeführt werden konnten. Die oben genannte Grenznutzentheorie war der Theorie der „Schrumpfenden Märkte“ gewichen, ein Begriff, den der Wirtschaftstheoretiker Werner Sombart geprägt hatte. Kolonien waren demnach die angeblich notwendige Maßnahme von Industrieländern zur Wahrung von Absatz und Lebensmittelversorgung. Die Theorie wurde sowohl von „linken“ Theoretikern wie Bucharin und Luxemburg („Ausbeutung“ der Kolonien) als auch von „rechten“ Vordenkern wie Rosenberg und Hitler („Lebensraum“) übernommen, wird aber auch heute noch im Marketing, freilich ohne kolonialen Kontext, verwendet. Die Konzession der RNC wurde 1899 widerrufen, und am 1. Januar 1900 übertrug sie ihr Gebiet an die britische Regierung für 865.000 £. Es wurde mit dem kleinen Protektorat Nigerküste, das bereits seit 1884 unter britischer Kontrolle stand, zum Protektorat Südnigeria zusammengefasst. Den Namen Nigeria hatte sich Lugards Frau, die Autorin Flora Shaw, ausgedacht.
Das verbleibende Territorium der RNC von rund 1,3 Millionen km² wurde zum Protektorat Nordnigeria. Im Protektorat Südnigeria wurden 1.000, im Protektorat Nordnigeria 2.500, in Lagos 700 britische Soldaten stationiert. Die RNC wurde 1920 von Lever Brothers übernommen und 1929 Teil des Unilever-Konzerns. Dieser kontrollierte 1939 noch 80 % der nigerianischen Exporte, vor allem Kakao, Palmöl und Kautschuk.

#### Südnigeria

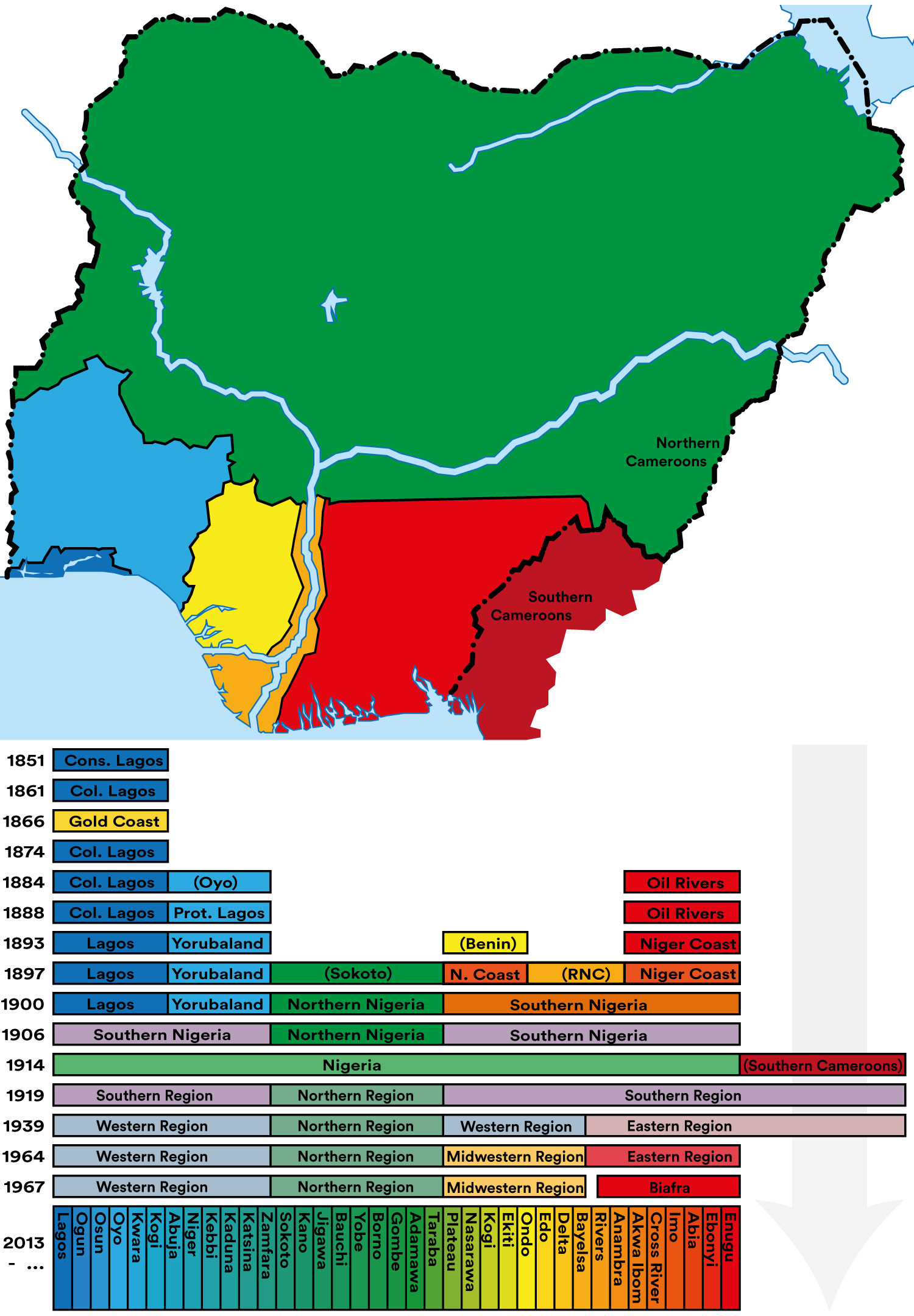
Verwaltungseinheiten in Nigeria 1851 bis heute, heutige Staatsgrenze

Im Südosten Nigerias gab es bis 1900 wegen der komplexen Küstenlinie im Nigerdelta keine geschlossenen Herrschaftsgebiete, sondern ein Konglomerat von Stadtstaaten, die sich auf den Handel entlang der Küste und landeinwärts entlang der Flüsse Niger und Benue konzentrierten. Diese Stadtstaaten, die in der „Aro-Konföderation“ zusammengeschlossen waren, hatten ein religiöses Zentrum in Arochukwu, das „Juju-Orakel“. Die Form der Entscheidungsfindung in den Stadtstaaten kann man als „vordemokratisch“ bezeichnen. In dieser Region, die später als „Biafra“ traurige Bekanntheit erlangen sollte, war jedenfalls eine Feudalherrschaft genauso schwer durchsetzbar wie die Kolonialherrschaft der Briten. Zwar besiegten die Briten im Anglo-Aro-Krieg (1901–1902) die Aro-Konföderation und breiteten ihren Einfluss der Küste entlang nach Südosten bis ans deutsche Kamerun aus. Die Kontrolle des Nigerdeltas blieb aber sowohl für die britischen Kolonialherren als auch später für das unabhängige Nigeria ein ungelöstes Problem. Piraten, Wegelagerer, selbsternannte Freiheitskämpfer und (seit 1957) Öldiebe finden bis heute im Labyrinth seichter Wasserwege und unter dem Blätterdach des Dschungels genügend Winkel, in denen sie sich polizeilichen Maßnahmen entziehen können.

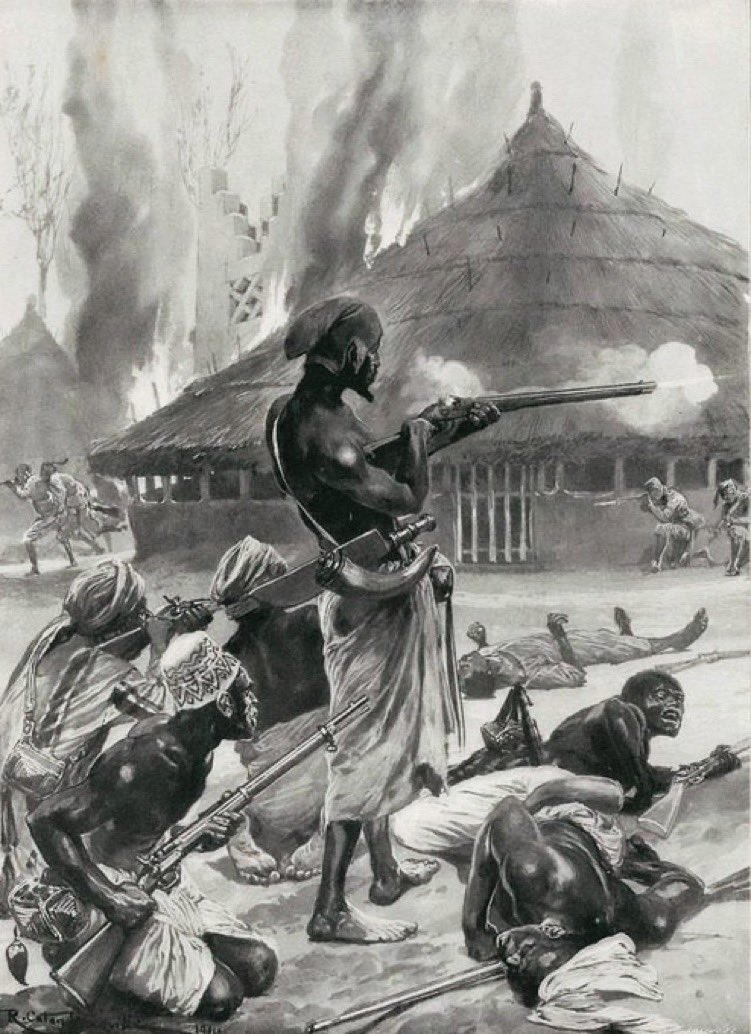
Die Zerstörung von Arochukwu, des spirituellen Zentrums der Aro-Konföderation der Igbo 1901

1909 wurde die Presse- und Versammlungsfreiheit in Südnigeria mit der Seditious Offenses Ordinances (Verordnung gegen aufrührerische Straftaten) eingeschränkt. Im gleichen Jahr wurden im Südosten Nigerias, in Enugu, Kohlevorkommen entdeckt und gefördert. Zwei Jahre später wurde diese Region, das Nti-Königreich, direkt der britischen Kolonialverwaltung unterstellt.
Trotz der Weihe von Samuel Ajayi Crowther zum Bischof – oder auch deswegen – verweigerten europäische und nordamerikanische Kirchen die Aufnahme von dunkelhäutigen Geistlichen, während die vor allem protestantische Missionierung im Süden Nigerias durchaus erfolgreich verlief. Dies führte zu zahllosen evangelistischen und pfingstlerischen Freikirchen, die bis heute im Süden allgegenwärtig sind (siehe auch hier).
1912 wurde die erste Gewerkschaft Nigerias, die „Nigeria Civil Service Union“ (Nigerianische Gewerkschaft des öffentlichen Dienstes) gegründet. Sie würde jedoch erst 1939 anerkannt werden, ihre Mitglieder wurden bis dahin Schikanen ausgesetzt.

#### Nordnigeria

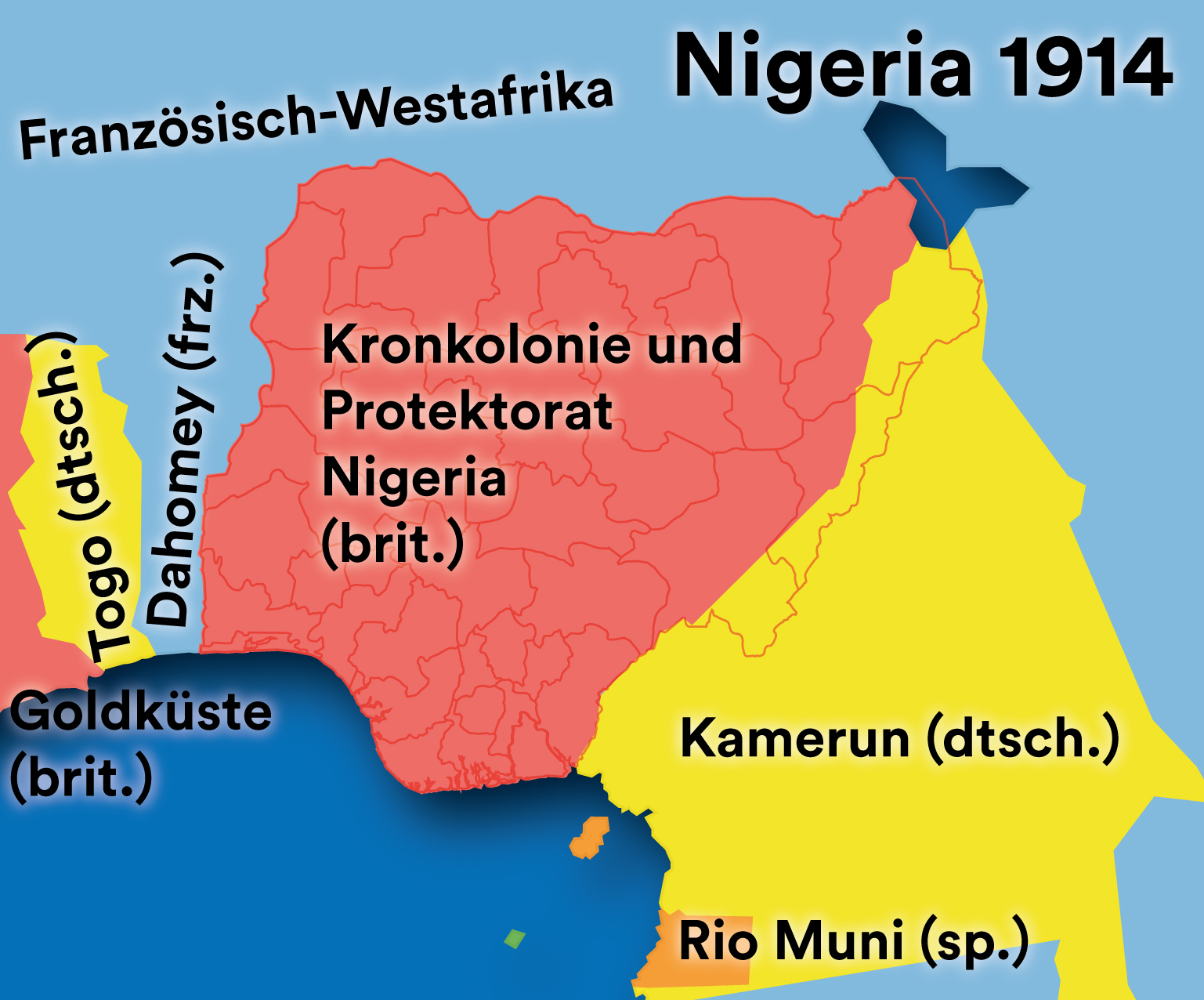
Nigeria und seine Nachbarn 1914 (heutige Bundesstaaten rot umrissen)

Am 1. Januar 1900 wurde Lugard, inzwischen Oberstleutnant, Gouverneur des neuen, aber kleinen Protektorats Nordnigeria. Dabei wichen die Briten nun von dem ab, was seit 1807 der ursprüngliche Grund für die britische Anwesenheit in Westafrika war: die Ablehnung der Sklaverei. Diese wurde in Nordnigeria erst 1936 verboten, während sie im Süden mit der Errichtung der Protektorate Yorubaland und Oil Rivers in Südnigeria bereits um 1885 abgeschafft wurde. Der Norden Nigerias hatte gegen 1900 noch zwischen 1 Million und 2,5 Millionen Sklaven.
Im Sommer 1900 wurde dem Nordprotektorat im Nordosten ein weiteres Territorium mit Korridor bis zum Tschadsee hinzugefügt. Dieses Gebiet gehörte zum kurzzeitigen Reich des sudanesischen Warlords Rabih az-Zubayr, den die Franzosen am 22. April 1900 in der Schlacht von Kousséri besiegt hatten. Die Kolonialmächte Großbritannien, Frankreich und Deutschland teilten sein Herrschaftsgebiet auf, wodurch das britische Nordnigeria und das deutsche Kamerun ein Stück Küste am Tschadsee erhielten. Die Briten restituierten formal Kanem-Bornu als Emirat und setzten einen Spross der alten Herrscherfamilie, Abubakar Garbai, als „Shehu“ (Scheich) ein.
Im Jahr 1902 stießen die Briten nach Nordwesten in das Sokoto-Kalifat vor. Am 13. März 1903 unterwarf sich der letzte Wesir des Sokoto-Kalifats.
Nach dem britischen Trauma der Belagerung Khartums und dem Tod von Generalmajor Gordon durch Islamisten bevorzugte das Kolonialamt eine subtilere Vorgehensweise im islamischen Nordnigeria. Lugard entwickelte hierfür das Konzept der „Indirect Rule“, bei der die Kolonialherren die traditionellen Gesellschaftsstrukturen intakt lassen. Dabei kam ihm entgegen, dass das Sokoto-Kalifat von 1804 eine Herrschaft der Fulani über die zahlreicheren Hausa war. Wenn man die Fulani nun durch Briten ersetzte, konnte die neue britische Herrschaft im Norden Nigerias mit minimalen gesellschaftlichen Umwälzungen implementiert werden. Das Sokoto-Kalifat ließ man formell weiterbestehen und gab ihm 1903 mit Attahiru II einen neuen Kalifen. Sultan des Kalifats allerdings war nun der Gouverneur von Nordnigeria, also Lugard. Dieser hatte wie seine Fulani-Vorgänger das Recht, Gesetze zu erlassen und Beamte zu ernennen. Historiker Murray Last spricht darum vom Protektorat Nordnigeria als dem „Kolonialen Kalifat“.
Statthalter vor Ort blieben die Emire (einige Hundert in einer dreistufigen Hierarchie). Die Emire wurden von sogenannten „Königsmachern“ bestimmt, wobei der Sultan / britische Gouverneur das Vorschlagsrecht hatte. Der britische Gouverneur konnte Emire absetzen und Lugard tat dies alleine 1906 zehn Mal. (Auch in der Vierten Republik Nigerias werden gelegentlich Emire von Gouverneuren der Bundesstaaten abgesetzt.) Die Emire setzten britische Anweisungen um (wie das Ausheben von Rekruten während der Weltkriege) und standen einem Gericht vor, das islamisches Maliki-Recht sprach, aber der Meinung des Orientalisten Joseph Schacht folgend britisches Recht „ergänzend“ berücksichtigte. Innerhalb eines Emirates war der Emir also Dienstherr der von ihm eingestellten Richter (Qadi). Dabei wurde jeder Emir von einem (britischen) „Resident“ offiziell beraten, tatsächlich aber kontrolliert. Die Briten verhinderten die Folter als Verhörmethode, das Abtrennen von Körperteilen bei Diebstahl und die Steinigung z. B. für Ehebruch. Da die Maliki-Schule des islamischen Rechts keinen Unterschied macht zwischen z. B. Mord und fahrlässiger Tötung oder dem (Strafrechtsbestand des) Vandalismus und (zivilrechtlicher) Sachbeschädigung, führten die Briten das Prinzip des Vorsatzes (der Absicht) ein. Todesurteile mussten vom Residenten genehmigt werden. Kinder von Sklaven galten nun als Freigeborene.
Die Emire trieben auch Steuern ein. Steuern wie die Landsteuer Kharaj und die Kopfsteuer Dschizyah gingen nun zwar nicht mehr an die Emire. Dafür konnte jeder Emir 25 % der von ihm eingetriebenen Steuern für seine „Verwaltung“ einbehalten. Die Emire hatten damit eine disziplinarische und finanzielle Motivation, den Briten loyal zu sein. Im Laufe der nächsten Jahrzehnte wurde das islamische Recht in Nordnigeria stets weiter eingeschränkt und galt in den 1940er Jahren nur noch für das Familien- und Erbrecht.

### Vereinigung zu „Kronkolonie und Protektorat“ 1914, Gouverneur Lugard

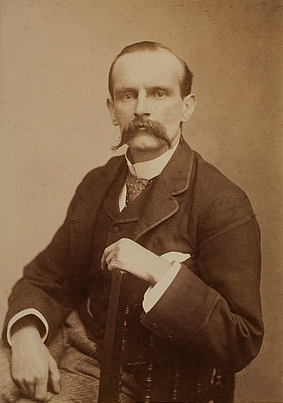
Frederick Lugard, der Schaffer von Nigeria als staatliche Einheit

1912 kehrte Lugard, mittlerweile Brigadegeneral, nach einem Intermezzo in Hong Kong als Gouverneur der beiden nigerianischen Protektorate zurück und fasste sie zusammen. Nigeria erhielt gemeinsame Telegrafen, Eisenbahnen, Zölle und Verbrauchsteuern, eine einheitliche Zeit, eine gemeinsame Währung und einen gemeinsamen öffentlichen Dienst. Lugard führte damit ein, was für die Infrastruktur eines modernen Staates erforderlich war. Norden und Süden blieben jedoch als zwei getrennte Länder mit separaten Verwaltungen bestehen. Gouverneure waren ermächtigt, Gesetze zu erlassen, ansonsten galt englisches Recht. Es gab einen Obersten Gerichtshof, Provinzgerichte und Kantonsgerichte. Gegen die Entscheidungen des Supreme Court konnte Berufung beim westafrikanischen Berufungsgericht eingelegt werden. Die Provinzgerichte erlaubten keine rechtliche Vertretung durch Anwälte und waren mit Verwaltungspersonal statt mit Justizpersonal besetzt.
Im gleichen Jahr ließ Lugard im Südosten einen neuen Seehafen anlegen und nach seinem Vorgesetzten im Kolonialamt Port Harcourt benennen. Dieser Seehafen erhielt bald eine Eisenbahnlinie nach Enugu und verschiffte die dort geförderte Kohle (ab 1958 auch Erdöl) nach Übersee.
Im Süden war Englisch Amtssprache und wurde in Schulen gelehrt, im Norden Hausa. Südnigerianern war damit englischsprachige Literatur – von Fachliteratur bis zur Belletristik – auch dank der von Missionaren betriebenen Bibliotheken zugänglich; die Landsleute im Norden mussten sich mit der viel weniger umfassenden Hausa-Literatur begnügen, die sich überwiegend mit philosophischen und praktischen Fragen zum Islam befasste. (Diese Schieflage findet sich auch heute. So gibt es z. B. 2024 auf Wikipedia 6,8 Mio. Artikel auf Englisch und 101 Artikel auf Hausa.) Südnigerianer begannen zudem, sich literarisch zu betätigen – Igbo (wie Chinua Achebe) hauptsächlich auf Englisch, Yoruba (wie Wole Soyinka) gleichermaßen auf Englisch und in ihrer eigenen Sprache. Seit 1950 gab es eine eigenständige und dynamische nigerianische Literaturszene. Daran hatten der deutsche Professor an der Universität von Ibadan Ulli Beier und seine österreichische Frau Susanne Wenger wesentlichen Anteil. Beier gab 1957 Nigerias erste Literaturzeitschrift, Black Orpheus, heraus.
Das Protektorat im Süden finanzierte sich mit 1.933.235 £ Steuereinnahmen (1912) selbst. Das größere, aber rückständige Nordprotektorat zog im gleichen Jahr 274.989 £ ein und musste jährlich mit 250.000 £ bezuschusst werden. (Diese Wirtschaftsstruktur besteht im Grunde bis heute.)

Der Versuch, die „Indirect Rule“ im Süden durchzusetzen, hatte geringen Erfolg. Im Yorubagebiet des Südwestens konnten die Briten an Königreiche und ihre Grenzen anknüpfen. Im Südosten ernannten die Briten „Warrant Chiefs“ („Bevollmächtigte Häuptlinge“), um als lokale Vertreter der britischen Verwaltung in ihrem Volk zu agieren. Jedoch war im Südosten die Vorstellung von „Häuptlingen“ oder „Königen“ nicht bekannt. Bei den Igbo zum Beispiel wurden Entscheidungen durch langwierige Debatten und allgemeinen Konsens getroffen. Die neuen Befugnisse der Warrant Chiefs führten zu einer Ausübung von Macht und Autorität, die in vorkolonialen Zeiten beispiellos war. Die Warrant Chiefs waren korrupt, arrogant und entsprechend verhasst. 

Flagge des britisch-kolonialen Nigeria

Die britische Kolonialherrschaft nutzte – und verstärkte – von Anfang an die Differenzen der anwesenden Volksgruppen untereinander, um sich jeder Seite als machterhaltender Faktor anbieten und mit relativ geringem militärischem Aufwand die übergroße Kolonie kontrollieren zu können. Während Offizierspositionen mit Briten besetzt waren, wurden Mannschaften, Unteroffiziere und höhere Unteroffizierspositionen (Feldwebel) ausschließlich mit Nordnigerianern besetzt, da man diese gemäß einer damals verbreiteten und in Indien seit 1857 praktizierten völkischen Lehre als „Kriegervölker“ ansah (z. B. Sikhs, Brahmanen). Der in Indien aufgewachsene Lugard meinte in seinen Publikationen auch, die Nordnigerianer seien „arischer“ als die Nigerianer im Süden.
Lugard war auch verantwortlich für die Rassensegregation in Nigeria, vor allem in Lagos. Die östliche Hälfte der Lagosinsel, Ikoyi, und eine umzäunte und bewachte Siedlung westlich von Lagos (das heutige FESTAC-Gelände), waren Europäern und ihren Dienstboten vorbehalten, angeblich aus hygienischen Gründen. Die Rassentrennung der Briten wurde bis zur Erlangung der Unabhängigkeit 1960 beibehalten.
Zu Lugard meint Historiker K. B. C. Onwubiko: „Sein System der indirekten Herrschaft, seine Feindseligkeit gegenüber den gebildeten Nigerianern im Süden und sein Bildungssystem für den Norden, das darauf abzielte, nur die Söhne der Häuptlinge und Emire zu Schreibern und Dolmetschern auszubilden, zeigen ihn als einen der britischen Erzimperialisten“.
Im August 1914 griff eine britisch-nigerianische Militäreinheit Kamerun an. Die deutsche kaiserliche Schutztruppe ergab sich nach 18 Monaten einer Übermacht von Briten, Nigerianern, Belgiern und Franzosen. Einige deutsche Einheiten konnten sich ins spanische und damit neutrale Rio muni (das heutige Äquatorialguinea) absetzen.

### Zeit zwischen den Weltkriegen

#### Die 1920er Jahre
1920 wurde gemäß des Versailler Friedens der westliche Teil der ehemals deutschen Kolonie Kamerun als Mandatsgebiet des Völkerbundes dem britischen Nigeria unter der Bezeichnung British Cameroons angegliedert. 

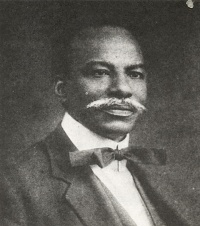
Herbert Macaulay, Nigerias erster Parteiführer

Lugards Nachfolger (1919–1925), Sir Hugh Clifford, Enkel des 7ten Barons Clifford of Chudleigh und Fachmann für Kolonialverwaltung, war erklärter Gegner von Lugards Ansichten und sah seine Rolle nicht im effizienten Betreiben eines Machtapparates, sondern in der Entwicklung des Landes. Er verstärkte die Bildungsanstrengungen im Süden und schlug mehrfach dem Kolonialamt in London vor, die Macht der im Norden herrschenden Emire zu begrenzen – was abgelehnt wurde. Damit vertiefte sich die faktische Spaltung des Landes weiter. 1922 richtete Clifford den Legislativrat ein, ein beratendes Gremium von ca. 40 handverlesenen Briten in Nigeria, überwiegend Verwaltungsbeamte. Die vier gewählten Mitglieder stammten aus Lagos (3) und Calabar (1). Der Legislativrat erließ offiziell die Gesetze für die Kolonie und das Protektorat Südnigeria. Er segnete auch den Jahreshaushalt für das gesamte Land ab. Die vier gewählten Mitglieder waren die ersten Afrikaner, die in ein parlamentarisches Gremium in Britisch-Westafrika gewählt wurden. Die Clifford-Verfassung führte entsprechend zur Bildung politischer Parteien in Südnigeria. Herbert Macaulay, Besitzer der ersten Zeitung in Britisch-Westafrika, „Lagos Daily News“, und Enkel von Samuel Ajayi Crowther (s. o.), gründete 1923 die erste nigerianische politische Partei – die Nigeria National Democratic Party. Sie blieb in den Wahlen bis 1939 die stärkste Partei. Justiz, Demokratie, Parteien, Massenmedien und Gewerkschaften blieben aber bis in die 50er Jahre überwiegend eine Angelegenheit des Südens.

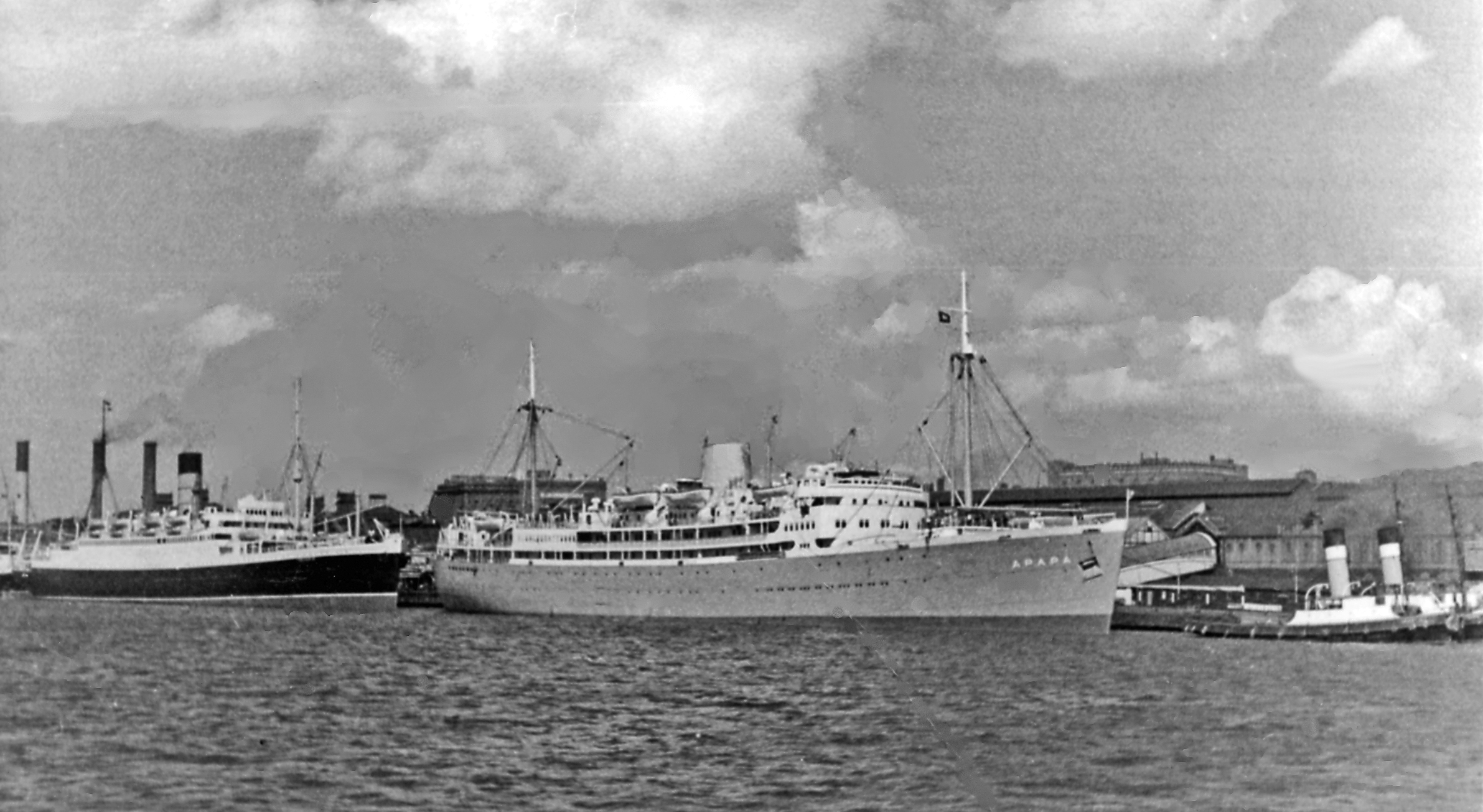
Postdampfer MS Apapa im Streckendienst zwischen Liverpool und Lagos/Calabar/Fernando Po (Bild von 1950)

Der Kontakt Nigerias (und des Commonwealth) mit Großbritannien wurde überwiegend mit Postschiffen der Elder Dempster Gesellschaft aufrechterhalten. Bis zum Ende des Jahres 1967 fuhr jeden zweiten Freitag ein solches Postschiff von Liverpool nach Lagos. Dies waren wechselweise die MS Apapa, die MS Accra und die MV Aureol. Die Fahrt dauerte 13 Tage und führte über Las Palmas, Bathurst (Banjul), Freetown, Monrovia und Tema mit fünftägigem Aufenthalt in Lagos-Apapa. Neben Briefen, Paketen und Zeitungen transportierten die Postschiffe auch Cargo und 250 Passagiere der 1. Klasse und 24 Passagiere der 3. Klasse, letztere vor allem Nonnen und Offiziere der Heilsarmee (eine 2. Klasse gab es nicht). Die 1. Klasse, die sich aus Kolonialbeamten, Offizieren der Kolonialarmee und Geschäftsreisenden zusammensetzte, verfügte über einen eigenen Salon, eine Bibliothek, eine Bar und einen Raucherraum. Es gab großzügige Freigepäckgrenzen, die von nigerianischen Händlern auf der Rückreise nach Lagos gerne vollständig ausgeschöpft wurden.

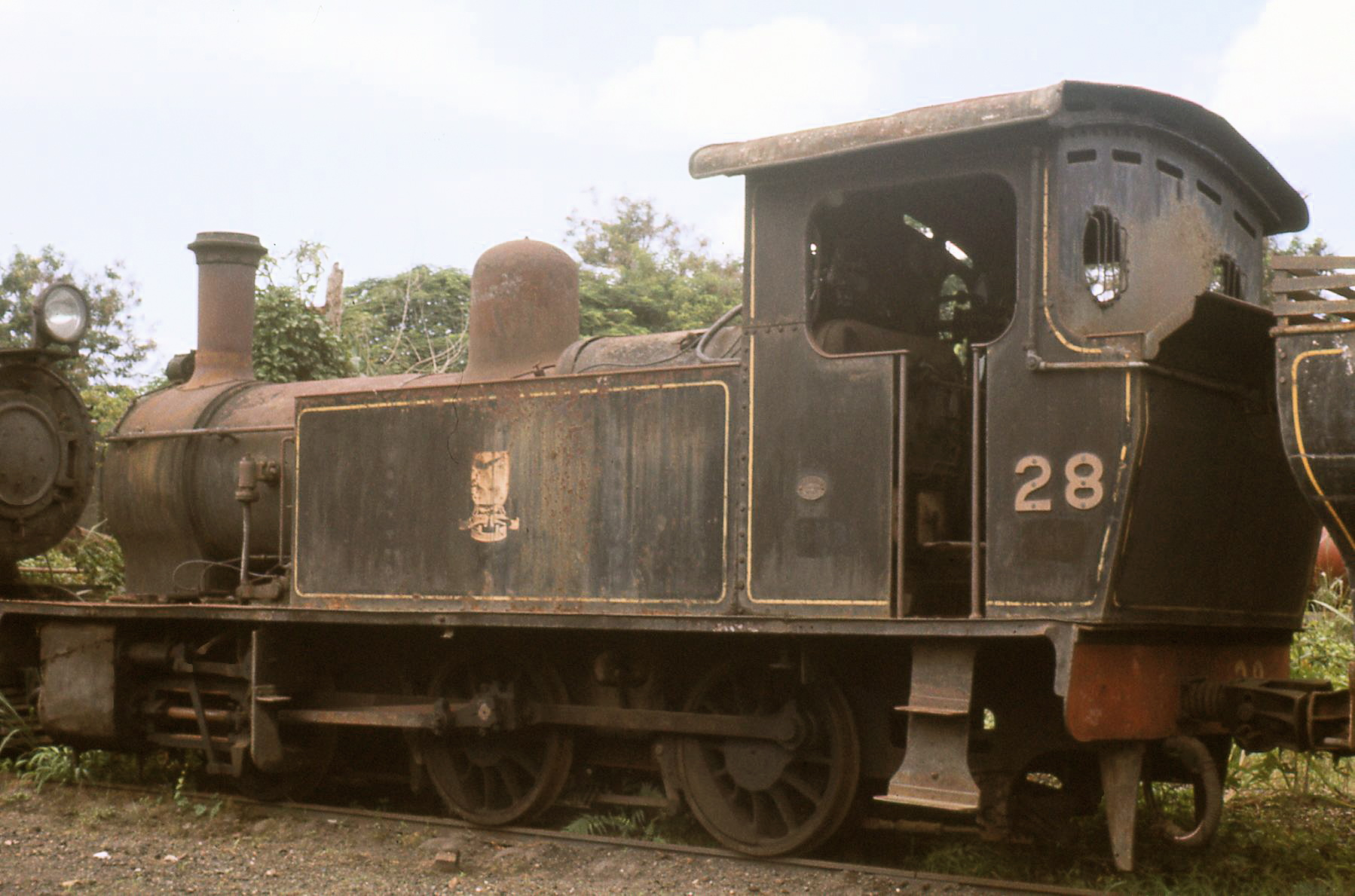
0-6-0-Dampflokomotive in Lagos (Bild von 1974)

Die nigerianische Eisenbahngesellschaft wuchs zum größten Arbeitgeber des Landes heran und zahlte ihren einheimischen Mitarbeitern Gehälter auf europäischem Niveau. Dies lag an den Aktivitäten der gut organisierten Eisenbahnergewerkschaft, aber auch an konkurrierenden Arbeitgebern – die gerne Fachkräfte wie Dreher oder Schweißer abwarben. High-School-Absolventen konnten sich in Berufsschullehrgängen der Nigerian Railways zu Lokführern oder Technikern („Engineers“) ausbilden lassen und erhielten nach Abschluss 380 – 480 £ Jahresgehalt (Stand 1935, nach heutigem Geldwert etwa 38 – 48.000 Euro, deutlich mehr als das heutige nigerianische Durchschnittseinkommen). Für die Berufsschüler in Lagos hatte die Eisenbahngesellschaft eigens eine ausrangierte, aber noch funktionstüchtige 0-6-0-Dampflokomotive im Wert von 4 Mio. £ (nach heutigem Geldwert) bereitgestellt, anhand der sie deren Funktionsweise erlernen konnten.
1925 besuchte zum ersten Mal ein Angehöriger des britischen Königshauses, der Prinz von Wales und spätere König Edward VIII., die Kolonie Nigeria und fuhr mit der Eisenbahn bis nach Kano im äußersten Norden des Landes.
1926 wurde der erste Spielfilm in Nigeria aufgenommen; der Stummfilm Palaver über den Zauberdoktor Yilkuba, unter der Regie von Geoffrey Barkas und mit einheimischem Cast begründete Nollywood.
Mittlerweile hatte sich gezeigt, dass Kolonien weder im Sinne der oben beschriebenen Grenznutzentheorie „profitabel“ noch der Ausweg im Problem der schrumpfenden Märkte („Lebensraum“, siehe oben) waren. Stattdessen verschlang Nigeria trotz erfolgter Investitionen in mehrstelliger Milliardenhöhe (so wie die meisten afrikanischen Kolonien) weiterhin Steuergelder und nutzte der Volkswirtschaft des Mutterlandes kaum. Der neue Gouverneur Graeme Thomson, Oxford-ausgebildeter Fachmann für effiziente Marinelogistik unter dem Marineminister Winston Churchill, leitete darum 1925 scharfe Sparmaßnahmen ein, darunter massive Entlassungen und die Einführung direkter Steuern. – Diese „buchhalterische“ Kolonialpolitik deckte sich mit den damaligen Ansichten im Londoner Kolonialamt. Der jährliche Bericht aus dem Kolonialamt zur Kolonie Nigeria liest sich wie ein Geschäftsbericht moderner Kapitalgesellschaften, in dem die Gewinn- und Verlustrechnung der einzelnen Sparten (Palmöl, Kakao, Baumwolle, Kohle, Schienennetz, Häfen etc.) beziffert und erläutert wird. Die geplante Steuer für Markthändlerinnen, Graeme Thomsons undiplomatische Art und das unpopuläre Warrant-Chief-System (s. o.) führten bei den Igbo zum „Frauenkrieg“ von 1929. Die Bäuerinnen zerstörten bis Dezember 1929 zehn Eingeborenengerichte. Darüber hinaus wurden die Häuser von Oberhäuptlingen und Angestellten der Eingeborenengerichte angegriffen, europäische Fabriken geplündert sowie Gefängnisse angegriffen und Gefangene freigelassen. 55 Frauen wurden von den Kolonialtruppen getötet. Immerhin führte der Frauenkrieg zu grundlegenden Reformen in der britischen Kolonialverwaltung. Die Briten schafften das System der „Warrant Chiefs“ 1934 ab, stattdessen wurden Gerichtshöfe eingeführt, die das einheimische Regierungssystem, das vor der Kolonialherrschaft geherrscht hatte, berücksichtigten.

#### Die 1930er Jahre
Großbritannien hatte versucht, in Kolonien wie Nigeria eine profitable Kolonialwirtschaft zu errichten: 1851 auf Basis privatwirtschaftlicher Grundsätze, 1884 auf Basis monopolistischer Bewirtschaftung, 1900 durch staatlich-militärische Verwaltung und seit 1925 durch eine rigide Sparpolitik. In den 1930er Jahren waren diese vier Ansätze gleichermaßen gescheitert. Im Kolonialamt in London und unter den Gouverneuren in Lagos gab es nun niemanden mehr, der mit einer neuen Idee an die Öffentlichkeit getreten wäre, wie man die Kolonialherrschaft in Nigeria (oder in anderen afrikanischen Kolonien) zu einem Erfolg machen könnte. Die Briten bewahrten den Status quo, bemühten sich um ein gutes Verhältnis zu allen lokalen Würdenträgern und verwalteten das Land weiter, aber ohne Vision oder Überzeugung. Nichtsdestotrotz sind die 1930er Jahre das einzige Jahrzehnt, in dem scheinbar nur Positives zu Nigeria zu vermelden ist. Für nigerianische Nostalgiker sind die 1930er Jahre „die gute alte Zeit“.
1931 wurde die erste industrielle Gewerkschaft Nigerias, die der Eisenbahnarbeiter, vom Dreher Michael Imoudu gegründet. Die Eisenbahnergewerkschaft galt bald als die militanteste „workers union“ Nigerias. Im gleichen Jahr wurde die einflussreiche Lehrergewerkschaft „Nigerian Union of Teachers“ unter ihrem Präsidenten O. R. Kuti (dem Vater von Fela Kuti) gegründet. 1932 gründete seine Frau, Funmilayo Ransome-Kuti, den Abeokuta Ladies Club (später Abeokuta Women’s Union), eine zuerst unpolitische Organisation, die 1946 zur mächtigen Vertretung von Marktfrauen gegen unfaire Preiskontrollen und Steuern transformierte.
1933 wurde die Partei Lagos Youth Movement – später Nigerian Youth Movement (NYM) – gegründet. Sie trat in schärferem Ton als die NNDP für die Unabhängigkeit ein. 1937 trat ihr Nnamdi Azikiwe bei, der wegen aufrührerischer Tätigkeiten aus der Goldküste verbannt worden war, und der Herausgeber und Chefredakteur des „West African Pilot“ sowie Vater des nigerianischen Populärjournalismus wurde. Azikiwe und sein West African Pilot konzentrierten sich u. a. auf die Fußballberichterstattung und machten aus dem Rasensport gezielt ein nigerianisches Massenphänomen, das die verschiedenen Ethnien zusammenbrachte und ein gesamt-nigerianisches Bewusstsein schuf. 1949 würde die Nationalelf Nigerias als erste afrikanische Nationalmannschaft Spiele in Europa absolvieren – zum Erstaunen der Europäer barfuß. Bis heute ist Fußball nigerianischer Nationalsport und einigendes Element der nigerianischen Gesellschaft.
Ebenfalls 1933 gab es die erste Radiosendung in Nigeria, zuerst nur das verstärkte Signal der BBC, ab 1939 die erste Radiostation Nigerias in Ibadan für etwa tausend Empfangsgeräte im Südwesten des Landes. (Die erste Fernsehstation Nigerias würde am 31. Oktober 1959 ihr Programm aussenden.)
1934 richtete die Kolonialverwaltung das erste und in Kolonialzeiten einzige Institut für den tertiären Bildungsbereich ein, das Yaba College, das 1948 die University of Ibadan werden sollte. Die bescheidene Ausstattung des College wurde bald Hauptthema der NYM. Bessergestellte Nigerianer schickten ihren Nachwuchs zum Studium weiterhin nach Sierra Leone oder ins Vereinigte Königreich.
August 1934 erreichte das Eisenbahnnetz nach dem Auslaufen der letzten Investitionsprojekte und vor der Stilllegung der Strecke Minna-Baro seine maximale Ausbreitung. Es umfasste 3.065 km Schienen: auf dem „Schwarzen Kontinent“  hatte nur die Südafrikanische Union ein größeres Schienennetz. 179 Strecken- und 54 Rangierlokomotiven waren im Einsatz. 14.000 Nigerianer und Briten waren bei der Nigerianischen Eisenbahn beschäftigt, darunter 2.000 in den Wartungs-, Reparatur- und Schulungswerkstätten in Lagos und Enugu. Der Schienenverkehr war effizient auf den Seeverkehr abgestimmt. Reisende von Postdampfern konnten im Hafen Apapa von Lagos den direkt am Kai wartenden „Boat Express“ besteigen und innerhalb von 43 Stunden in Schlaf- und Speisewagen Kano im äußersten Nordnigeria erreichen.
1935 wurde Bernard Bourdillon Gouverneur von Nigeria, ein Oxford-ausgebildeter Fachmann für Kolonialverwaltung. Er hielt engen Kontakt mit den heimischen Politikern, v. a. der NYM. Bourdillon, der sich übrigens immer gegen jeglichen Rassismus wandte, war mutmaßlich der einzige Gouverneur in Nigeria, der sich als Interessenvertreter des Landes verstand – gerade auch gegen vorherrschende Ansichten im Mutterland. Im Kolonialamt erreichte er 1938, dass das internationale Einkaufskartell für westafrikanische Produkte wie Kakao, Palmöl und Erdnüsse (von Unilever, Nestlé, Cadbury, Fry´s, Swiss African Trading, Verminck, Basler Mission, u. a.) nicht mehr von der britischen Regierung unterstützt wurde. Den rückständigen Norden band er durch die Schaffung eines „Zentralrates“ stärker in politische Prozesse ein. Die Sklaverei wurde 1936 für ganz Nigeria verboten. Gewerkschaften wurden 1939 erlaubt. Im gleichen Jahr erschien die erste Tageszeitung des Nordens, Gaskiya Ta Fi Kwabo, unter der Redaktion des Imams Malam Abubakar und als Reaktion auf Gerüchte, dass eine Invasion des Dritten Reiches in Nordnigeria unmittelbar bevorstehe.
1936 wurde zum ersten Mal im großen Stil nigerianische Musik aufgenommen. Auf Schellack gepresst wurde Tunde King, der Jùjú um kubanische und brasilianische Elemente ergänzte und als Urvater des „Highlife“-Stils gilt. Bemerkenswert sind die erste nigerianische Aufnahme mit einer elektrischen Steelguitar und sozialkritische Texte wie in „Oba oyinbo“ („Der weiße König“ als Reaktion auf die Krönung von George VI).
Die Nigerian Youth Movement erhob 1938 die Forderung, Nigeria den Status eines britischen Dominion zu verleihen, es also auf eine Stufe mit Australien oder Kanada zu stellen. Die NYM protestierte auch gegen das Kakaokartell, das die Einkaufspreise bei Bauern künstlich niedrig hielt. 1939 wurde die NYM bei den Wahlen in Lagos und Calabar (woanders wurde nicht gewählt) stärkste Partei.
Der letzte Kolonialbericht für Nigeria vor dem Zweiten Weltkrieg (für 1937, aber 1939 herausgegeben) bezifferte den erzielten Gewinn auf wenig beeindruckende 56.000 £ (5,5 Mio. £ nach heutigem Geldwert). In der zugrundeliegenden Gewinn- und Verlustrechnung zählte man die Personalausgaben für einige Tausend Militärs und Kolonialbeamte allerdings nicht mit. Kolonialwirtschaft war in Nigeria also bereits 20 Jahre vor dem Beschluss des Premier- und vormaligen Finanzministers Macmillan, die afrikanischen Kolonien in die Unabhängigkeit zu entlassen, ein „Verlustposten“. Im Zweiten Weltkrieg würde Nigeria allerdings seinen besonderen Wert für die Alliierten unter Beweis stellen.

### Zweiter Weltkrieg
Am 26. Juli 1940 wurde eines der Postschiffe, die Nigeria mit der Kolonialmacht verbanden, die MS Accra, vor Irland von U-Boot U-34 versenkt. 24 Menschen starben. Am 15. November 1940 wurde das Schwesterschiff auf der gleichen Linie, die MS Apapa, von einer deutschen FW 200 Condor auf der Heimfahrt vor Irland versenkt. 26 Menschen verloren dabei das Leben. Ein baugleiches Schiff erhielt den gleichen Namen und übernahm den gleichen Streckendienst (Bild siehe oben).
1942 spielte Nigeria eine Rolle bei der „Operation Postmaster“. Auf abenteuerliche Weise kaperten britische Spezialagenten aus Lagos auf der nahegelegenen, aber spanischen und damit neutralen Insel Bioko italienische und deutsche Versorgungsschiffe für U-Boote im Südatlantik und brachten sie in den Heimathafen Lagos. Der Vorfall – bei dem kein Schuss fiel – führte beinahe zum Kriegseintritt Franco-Spaniens an der Seite des Dritten Reiches und des faschistischen Italiens.
Bereits 1939 wurde das Nigeria Supply Board ins Leben gerufen, das die Produktion der kriegswichtig erachteten Güter Kautschuk und Palmöl zulasten der Nahrungsmittelproduktion förderte. Der Import von landwirtschaftlichen Produkten wurde begrenzt. Ab 1942 durften Bauern nach dem „Pullen Scheme“ Reis, Mais, Bohnen etc. nur noch an staatliche Stellen und zu einem sehr niedrigen Preis verkaufen, damit die von Europa abgeschnittenen Britischen Inseln kostengünstig mit Nahrungsmitteln versorgt werden konnten. Diese Preiskontrolle motivierte Bauern aber, ihre Produkte entweder gar nicht mehr oder über den Schwarzmarkt zu verkaufen. Andere könnten sich auf den Anbau nichtregulierter d. h. unverzehrbarer Produkte verlegt haben. Nigerias Landwirtschaft, die bereits unter den europäischen Einkaufskartellen und der Großen Depression gelitten hatte, wurde hiermit erneut in ihrer Entwicklung gehemmt. Im Dezember 1942 wurden Konsumgüter rationiert. (Die Rationierung würde bis 1948 dauern.) Als „positive“ Auswirkung des Zweiten Weltkrieges bildete die Kolonialverwaltung in dieser Zeit in großem Stil kriegsentscheidende Fachkräfte wie Techniker, Elektriker, Krankenschwestern, Schreiner und Bürofachkräfte heran. Neue Häfen und – erstmalig – Flughäfen wurden angelegt.

Von Oktober 1941 bis Januar 1945 war das 44. Britische Militärkrankenhaus („44th General Hospital“) in Abeokuta, unweit von Lagos, stationiert. Hier konnten Soldaten, Flieger und Seeleute ihre Verletzungen auskurieren. Zusätzlich gab es 1942 und 1943 das 46. Britische Militärkrankenhaus in Kaduna, das überwiegend Patienten vom Nordafrikaschauplatz Montgomerys gegen Rommel behandelt haben dürfte. Diese Groß-Kliniken waren besser ausgestattet als die von Missionaren betriebenen Einrichtungen und betreuten bald auch mehr Patienten. Das Vereinigte Königreich betrieb einige Dutzend solcher Krankenhäuser weltweit in Regionen, die vor militärischen Vorstößen der Achsenmächte relativ sicher waren. 

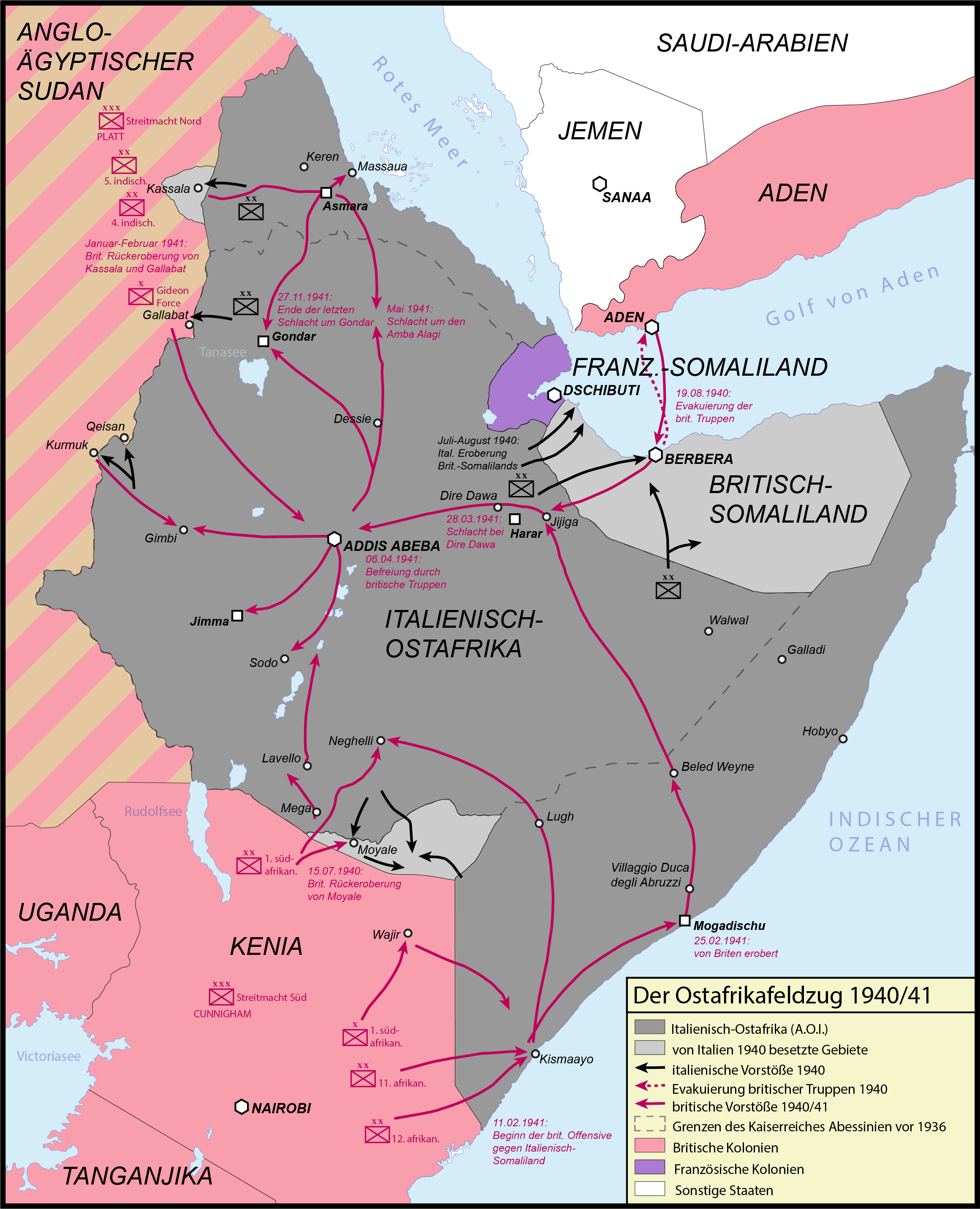
Vorstoß britisch-afrikanischer Truppen im Ostafrikafeldzug 1941

Während des gesamten Krieges dienten 45.000 nigerianische Soldaten in den britischen Streitkräften in Afrika und Südostasien. Nigerianische Regimenter bildeten die Mehrheit der 81. und 82. westafrikanischen Divisionen der britischen Armee. Diese Divisionen kämpften in Palästina, Marokko, Sizilien und Burma. Nigerianische Soldaten kämpften auch in Indien.

Drei Bataillone des Nigeria-Regiments kämpften im Äthiopienfeldzug gegen das faschistische Italien. März 1941 stießen zwei motorisierte Kompanien des Nigeria-Regiments von Kenia aus im von Mussolini beherrschten Äthiopien innerhalb von 10 Tagen 930 km bis nach Daghabur vor. Am 26. März eroberte das Nigeria-Regiment Harar bei Dschibuti nach einem Vormarsch von 1.600 km in 32 Tagen. Dies war zu diesem Zeitpunkt der schnellste militärische Vorstoß der Weltgeschichte. Addis Abeba wurde am 6. April von den Alliierten erobert. Der Äthiopienfeldzug wurde, nicht zuletzt durch den „Blitzkrieg“ des Nigeria-Regiments, zum ersten großen Erfolg der Alliierten gegen die Achsenmächte. Italien verlor mit Ostafrika (1,9 Mio. km2) in wenigen Tagen ein Gebiet, das größer ist, als das heutige Polen, Belarus, die Ukraine und die baltischen Staaten zusammen (1,3 Mio. km2).

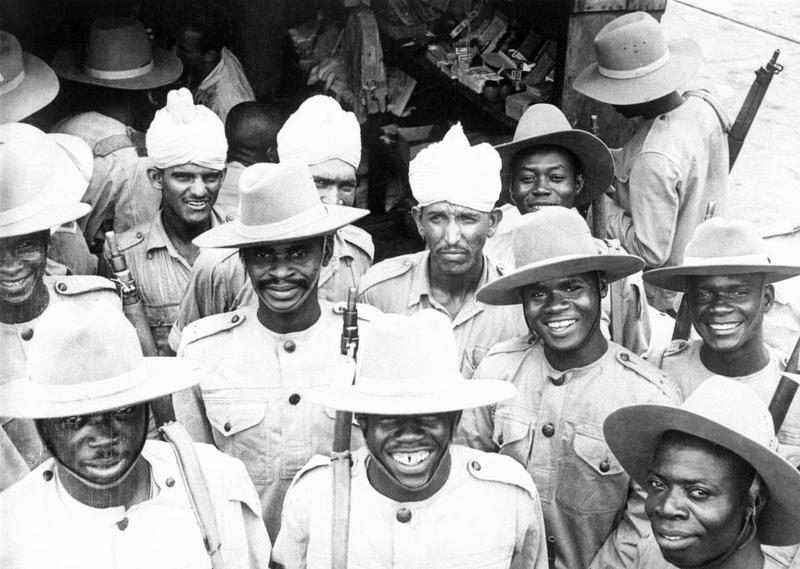
Das Nigeria-Regiment bei Ankunft in Indien

Für die Alliierten kämpften 600.000 „schwarze“ Freiwillige aus Afrika, denen gleichrangige Waffenbrüderschaft mit ihren hellhäutigen Kameraden versprochen worden war. Dennoch erhielten sie weniger Sold als ihre europäischen oder asiatischen Mitstreiter. Auch die körperliche Züchtigung (Prügelstrafe, Auspeitschen) gab es noch als Disziplinarstrafe ausschließlich für schwarze Soldaten. Während des Krieges stammte auch keiner der kommandierenden Offiziere des nigerianischen Korps aus Nigeria.
Den nigerianischen Soldaten kann der Widerspruch ihrer Realität mit der propagierten britischen Lesart, Afrika vor der deutschen und italienischen Kolonisierung schützen zu wollen, kaum entgangen sein. Dazu kam, dass die nigerianischen Truppen mehrere Jahre zusammen mit indischen Kameraden kämpften und es in deren Heimat unter Mahatma Gandhi schon eine starke und medial wirksame Unabhängigkeitsbewegung gegen die britische Kolonialherrschaft gab. (Indien wurde bereits 22 Monate nach dem Zweiten Weltkrieg unabhängig.) Der gedankliche Austausch mit den nach Unabhängigkeit strebenden Indern hat mit großer Sicherheit dazu beigetragen, dass nigerianische Soldaten im Januar 1946 mit ganz neuen Gedanken zu einem unabhängigen Nigeria, aber mit weniger Geduld aus Burma nach Hause zurückkehrten.

### Nachkriegszeit, der Weg zur Unabhängigkeit
Während des Zweiten Weltkrieges hatte sich die Anzahl der nigerianischen Gewerkschaftsmitglieder auf 30.000 versechsfacht, wovon die Mitarbeiter der Eisenbahngesellschaft und die Kumpel der Kohlenzeche in Enugu den größten Teil ausmachten. Ein von Eisenbahnarbeitern wie Michael Imoudu (s. o.) ausgehender Generalstreik für höhere Löhne und für die Freilassung inhaftierter Gewerkschafter machte 1945 deutlich, dass die bisherige Kolonialverwaltung durch eine neue, nationale Regierungsform abgelöst werden musste. 

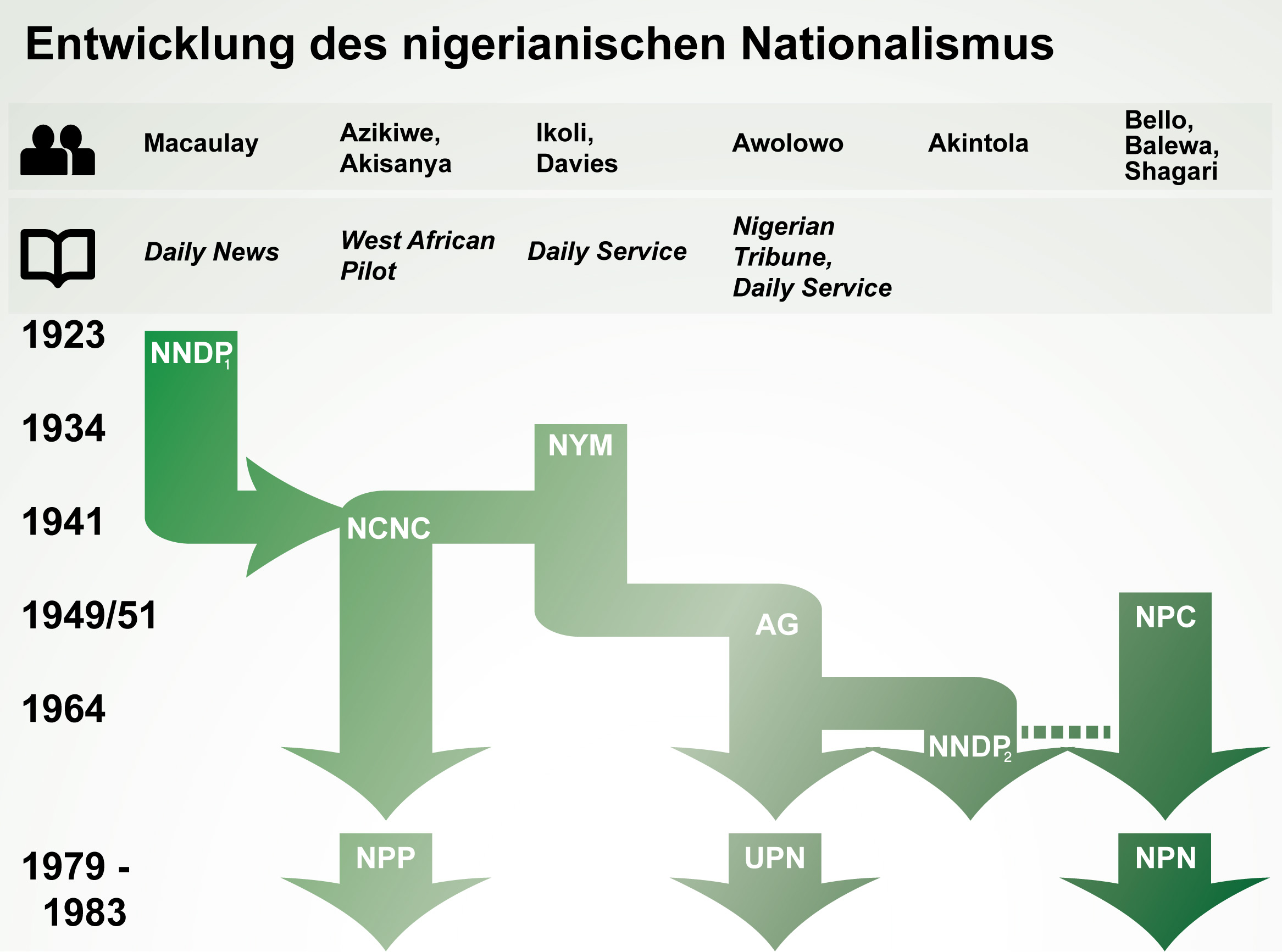
Nigerianische Parteien, prägende Persönlichkeiten, verbundene Medien

Der neue Gouverneur Nigerias, Richards, wie Graeme Thomson und Bourdillon ein „Oxford-Mann“, führte 1946 eine Verfassung ein, die aus dem Land eine Föderation machte, bestehend aus drei Bundesstaaten mit wenig inspirierenden Namen wie „Northern/Western/Eastern Region“ und eigenen Parlamenten, eigenen Regierungen und eigener Verfassung  (der Osten hatte eine Parlamentskammer, der Westen und Norden ein Zweikammersystem). Diese würden eine Zentralregierung für Zollfragen, die gemeinsame Außenpolitik und Verteidigung einsetzen.
Im Rückblick muss die Richards-Verfassung kritisch gesehen werden und sie wurde auch von Nigerianern dieser Zeit kritisch gesehen. In einer Kampagne sammelte man Geld ein, um den drei angesehensten Landsleuten (Zeitungsverleger Macaulay, Gewerkschaftsführer Imoudu und Journalist Azikiwe) eine Reise nach London zu ermöglichen, um bei der dortigen Attlee-Regierung (letztlich erfolglos) vorsprechen zu dürfen. Die britische Regierung im fernen London war offenbar der Meinung, besser zu wissen, was gut für die Nigerianer sei als die Nigerianer selbst. Die Verfassung wurde immerhin 1951 und 1954 noch leicht modifiziert, die letzte Version, final beschlossen durch und benannt nach dem Kolonialminister Oliver Lyttelton, dem Sohn des 4. Barons Lyttelton und später selbst 1. Viscount Chandos, war schließlich die Verfassung, mit der Nigeria 1960 dann unabhängig werden würde. Zwar hatte es zwei diesbezügliche Konferenzen gegeben (eine in London, die andere in Lagos), diese hatten aber nur beratende Funktion: die Verfassung des 1960 unabhängigen Nigeria war nicht Ergebnis einer verfassungsgebenden Versammlung von Nigerianern, sondern ein Produkt von britischen Kolonialministern und Gouverneuren, unter denen (beide) damals noch englische Adlige und Oxford-Absolventen vorherrschten – Vertreter der britischen Oberschicht also.
In dieser Föderation mit gerade einmal drei Bundesstaaten (von denen der Nordstaat 60 % der Fläche und 50 % der Bevölkerung einnahm) geriet naturgemäß der politische Prozess eher zu einem Gegeneinander als zu einem Miteinander. Dementsprechend gliederten sich auch die dominierenden politischen Parteien nach Ethnien:
- der feudalistische Northern Peoples Congress (NPC) vertrat die eponymen Nordnigerianer, vor allem die Hausa, und wurde von Ahmadu Bello angeführt, einem der höchsten Adligen des Nordens und Ururenkel des „schwarzen Napoleons“ Usman dan Fodio (siehe oben),
- der National Council of Nigeria and the Cameroons (NCNC) vertrat die Igbo im Südosten nach dem Tod von Herbert Macaulay unter der Führung des Journalisten Nnamdi Azikiwe und
- die Action Group (AG) vertrat die Yoruba im Südwesten und hatte Obafemi Awolowo als Parteichef.

Man sollte anmerken, dass in den 1950er Jahren islamisch geprägte Länder wie Ägypten, der Iran, Syrien, Irak etc. bereits ihre Monarchen ins Exil schickten, die Emire entmachteten und sozialistische Republiken gründeten. Eine feudalistische Partei wie der NPC war also auch in dieser Zeit und gegen diesen kulturellen Hintergrund eine reichlich rückwärtsgewandte Angelegenheit.
1952 wurden die Regionalparlamente gewählt, für den Nordstaat war dies die erste freie Wahl in seiner Geschichte. Erwartungsgemäß gewannen alle drei Parteien die Mehrheit in ihrem jeweiligen Bundesstaat und bei ihrer Ethnie. Bello, Azikiwe und Awolowo wurden Ministerpräsidenten ihres jeweiligen Bundesstaates. Die Regierungen des Nordens, Südwestens und Südostens entsandten verfassungsgemäß jeweils drei Minister in die Zentralregierung in Lagos. Dementsprechend wurden auch die Staatseinnahmen nach einem 1953 in der ersten Volkszählung Nigerias (zuvor gab es nur Schätzungen) ermittelten Bevölkerungsproporz verteilt.
Das labile Gleichgewicht hielt sich nur mit den Briten als „Zünglein an der Waage“, war aber für die werdende Nation Nigeria, ohne die Briten, nur ein Vorstadium, das sich halten würde, bis eine der drei Ethnien sich nicht mehr ausreichend in der Föderation repräsentiert fühlen würde.

Die neue konservative Regierung im Vereinigten Königreich unter Harold Macmillan vertrat seit dem 10. Januar 1957, nach dem Debakel in der Suezkrise und angesichts hoher Kosten durch das defizitäre Kolonialsystem, eine zügige Dekolonisierung im britischen Weltreich. In wenigen Jahren entließ Großbritannien ein gutes Dutzend afrikanischer Kolonien in die Unabhängigkeit. Nigeria hatte jedoch, anders als z. B. das nahegelegene Ghana, nicht seine Unabhängigkeit erkämpft, sie war dem durch den Zweiten Weltkrieg erschöpften Großbritannien quasi kraftlos aus der Hand geglitten und der unvorbereiteten Kolonie in den Schoß gefallen. Der nigerianischen Unabhängigkeitsbewegung fehlte es sowohl am einigenden Erlebnis eines Freiheitskampfes als auch an der Bestätigung durch den gemeinsamen Erfolg gegen die ehemalige Kolonialmacht. 

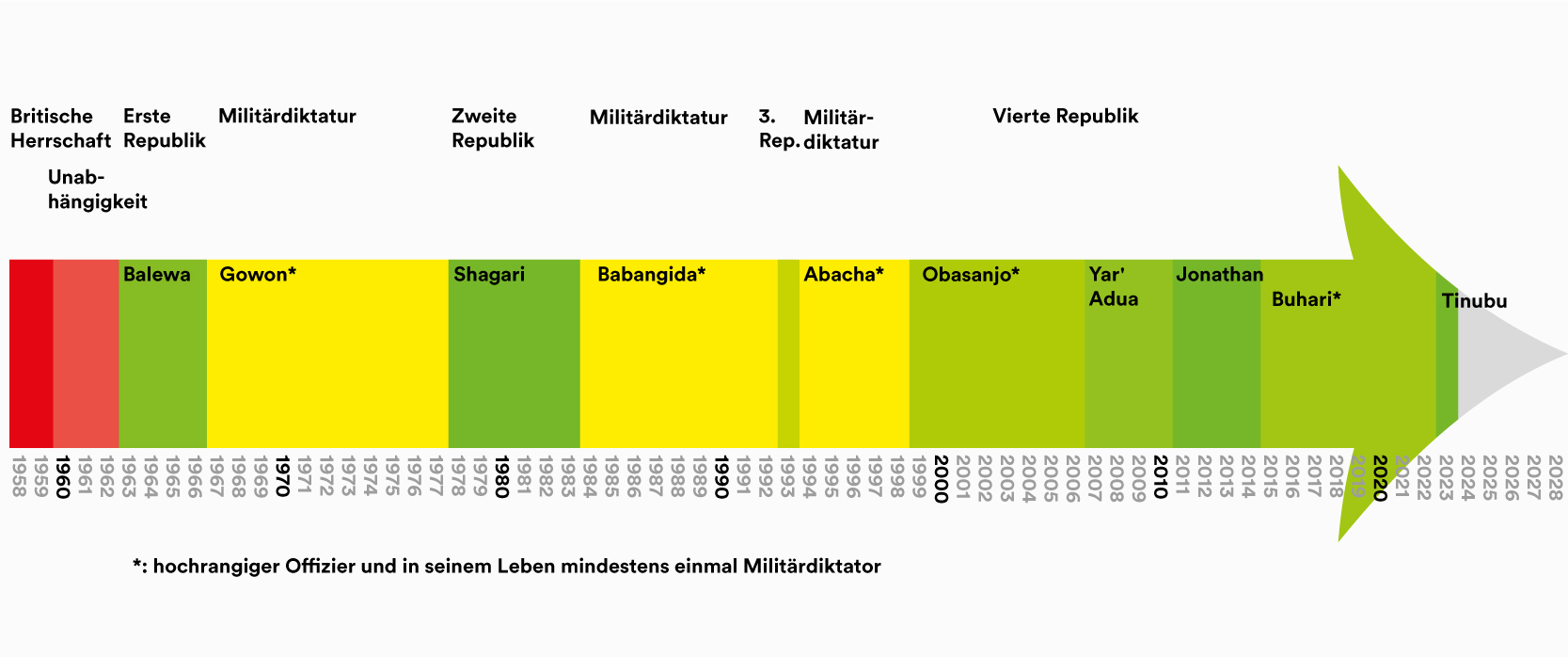
Geschichte nach 1958; Rot: britische Herrschaft, Grün: Demokratie; Gelb: Diktatur; Namen: Regierungschefs mit mind. 3 Jahren Amtszeit

Aufgrund des absehbaren Endes der Kolonialherrschaft mussten nach und nach Posten in der nigerianischen Kolonialverwaltung, die bisher von britischen Staatsangehörigen eingenommen worden waren, nun mit Einheimischen besetzt werden. Bald zeichnete sich ein Dilemma ab: Sollten die Stellen nach dem Proporz der vorhandenen ethnischen Gruppen gleichmäßig verteilt werden (unabhängig von der beruflichen Qualifikation der neuen Amtsinhaber und ungeachtet der dadurch drohenden Aufblähung und Ineffizienz der Verwaltung)? – Oder sollte man die vakante Stelle an den am besten qualifizierten Bewerber vergeben und damit riskieren, dass die meisten bisher britischen Stellen in der Verwaltung mit den im nigerianischen Vergleich höherqualifizierten Igbo besetzt würden und man damit andere Ethnien verprellt? – Beispielsweise rekrutierte von 1958 an die nigerianische Armee nicht mehr, wie zuvor, ausschließlich Mannschaften aus dem Norden, sondern aus dem ganzen Land. In den Folgejahren strömten dadurch Südnigerianer in Führungspositionen, da sie im Allgemeinen besser ausgebildet waren (v. a. besseres Englisch sprachen). Dies kollidierte mit erfahreneren Mannschaften, denen man beigebracht hatte, dass ihr Volk (Hausa, Fulani, Kanuri) zu den „Kriegervölkern“ gehört, und Vertretern der südlichen Ethnien Yoruba und Igbo die zu besetzenden Positionen nicht zustehen würden.
Am 30. August 1957 wurde der vormalige Transportminister Abubakar Tafawa Balewa der erste Ministerpräsident der (schwachen) Zentralregierung Nigerias. Ende 1959 wurde das erste gesamtnigerianische Parlament gewählt. Der feudalistisch-islamistische Northern Peoples Congress gewann 148 der 312 Sitze im Repräsentantenhaus und koalierte mit mehreren Kleinstparteien zur Erlangung der absoluten Mehrheit. Bereits 1956 hatte man das erste Ölfeld in Nigeria, das Oloibiri Oilfield im Südosten des Landes, entdeckt.

### Ende der britischen Kolonialherrschaft
Am 1. Oktober 1960 wurde Nigeria durch einen Gesetzesakt im Britischen Parlament in die Unabhängigkeit entlassen und in die Vereinten Nationen aufgenommen.
Auf den ersten Blick wirkt die Bilanz der britischen Kolonialherrschaft in Nigeria durchaus positiv. Die Briten beendeten in ihrer Kolonie Menschenopfer, die Sklaverei, den Kannibalismus, Gottesurteile und das Töten von neugeborenen Zwillingen bzw. von Dienstboten Verblichener. Islamischen Gerichten untersagten sie die Folter bei der Wahrheitsfindung sowie Steinigungen und Verstümmelungen als Strafmaß. Dafür wurde zum ersten Mal bei Gerichtsverhandlungen der Umstand des Vorsatzes berücksichtigt. Britische Missionare gründeten Schulen, Krankenhäuser und Bibliotheken. Britische Kolonialbeamte schufen eine effiziente Verwaltung, ein Post- und Telegrafennetz, sie befestigten Straßen und legten Häfen und ein umfangreiches Schienennetz an. Die Kolonialverwaltung zwang die Nigerianer zwar mit Kopfsteuern in die auf Dauer unvermeidbare Geldwirtschaft, investierte jedoch netto jedes Jahr mehrere Milliarden Pfund (nach heutigem Geldwert) in ihre Kolonie am Niger. Anders als andere Kolonialmächte ließ sie eine freie Presse, Parteien, Gewerkschaften, Einzelhandelsvertretungen und Frauenverbände zu. – Der sozialpolitische Aktivist Deji Adeyanju behauptete darum 2022, dass es Nigeria unter den Kolonialherren besser ging als unter den neuen einheimischen Politikern. So wie Adeyanju erscheint manchen heutigen Nigerianern die Kolonialzeit als eine Belle Époque, in der rechtschaffene Kolonialbeamte das Land verwalteten, Ausländer in Nigeria investierten und der Nigerianer adrett, die Straße sauber und das Geld noch etwas wert war.
Die oben aufgezählten Leistungen und Erfolge entstammten jedoch einem autokratischen Herrschaftssystem, das urbritischen Errungenschaften wie Parlamentarismus oder Rechtsstaatlichkeit zuwiderlief und im Mutterland niemals akzeptiert werden würde. – Eine Demokratie für ganz Nigeria wagten die Briten erst, als ihnen klar war, dass sie selbst bald gehen würden. Gesetze und 1946 sogar eine Verfassung erließ der Gouverneur ohne Mitwirkung eines gewählten Parlamentes, ohne verantwortliche Minister und gegen den berechtigten Protest der angesehensten Nigerianer (eine solche absolutistische Herrschaftsform war in Großbritannien bereits 1688 mit der Glorious Revolution abgeschafft worden). Die unterste Gerichtsinstanz erlaubte keine Vertretung durch Anwälte und verwehrte damit einfacheren Nigerianern den Rechtsweg – ein Umstand, den die Briten in ihrem eigenen Land bereits 1275 beseitigt hatten. Für kolonial aufgewachsene Nigerianer musste es so scheinen, als ob zivilisatorische Fortschritte nur unter autokratischer Herrschaft möglich seien. Spätere Diktatoren Nigerias von Agulyi-Ironsi bis Abacha wuchsen unter britischen Gouverneuren auf und imitierten sie.
Nach 1960 würden die Nigerianer jedoch miterleben müssen, dass Diktaturen von einheimischen Offizieren, die ihre Erziehung in den Kasernenhöfen der britischen Kolonialarmee erworben hatten – anders als die autokratische Verwaltung durch Oxford-erzogene britische Kolonialbeamte mit Adelsprädikat – keinen Fortschritt bringen, sondern zu Willkürherrschaft, Krieg und Genozid führen würden.
Der von den Briten geschaffene „Entwicklungsspagat“ zwischen Nord und Süd, das von den Briten versäumte Vorleben von Demokratie, die von den Briten praktizierte Rassentrennung und der von den Briten verstärkte innernigerianische Rassismus würden in wenigen Jahren alle kolonialen Investitionen und Entwicklungsbemühungen im nun unabhängigen Nigeria wieder zunichtemachen.

## Unabhängigkeit, Erste Republik, Biafra

### Die Erste Republik (1960/1963 bis 1966)

Flagge des unabhängigen Nigeria

Am 1. Oktober 1960 erlangte Nigeria die vollständige Unabhängigkeit. Die Lyttelton-Verfassung wurde mit all ihren Schwächen weitgehend übernommen. NCNC-Vorsitzender Nnamdi Azikiwe löste den kolonialen Generalgouverneur James Wilson Robertson im November 1960 ab. Elisabeth II. blieb Staatsoberhaupt des unabhängigen Nigeria.
NPC und NCNC waren weiterhin Regierungsparteien, die AG saß nun in der Opposition. In dieser AG, der Partei der Yoruba, herrschte ein erbitterter Machtkampf zwischen Obefemi Awolowo, der einen sozialistischen Kurs vertrat, und dem konservativen Ministerpräsidenten des Südwestens Samuel Akíntọ́lá, der die Zusammenarbeit mit der Nordstaatenpartei NPC verbessern wollte. Dieser innerparteiliche Streit erhitzte sich dermaßen, dass die Zentralregierung unter Balewa im Mai 1962 den Ausnahmezustand über den Südwesten verhängen musste. Akíntọ́lá gründete letztendlich eine neue Partei, die NNDP, die im Wahlbündnis mit der NPC die umstrittenen Wahlen 1964 gewinnen würde. Akíntọ́lá galt dadurch in seiner Region fortan als Erfüllungsgehilfe des rückständigen und feudalen Nordens, was ihm 1966 sein Leben kosten sollte.
Am 1. Juni 1961 erhielt Nigeria die „North Cameroons“, einen moslemisch geprägten Landstreifen an der Grenze zu Kamerun, nach Volksbefragung. Die überwiegend christlichen Bewohner der „South Cameroons“ (die an Biafra grenzen), entschieden sich gegen das moslemisch dominierte und instabile Nigeria und für die Zugehörigkeit zum christlich dominierten Kamerun.
1963 wurde Nigeria Republik. Die Verfassung von 1960, basierend auf der unseligen Lyttelton-Verfassung, wurde kaum geändert. Abubakar Tafawa Balewa blieb weiterhin Premierminister und aus dem Gouverneur der britischen Königin Nnamdi Azikiwe wurde ein Präsident.
1964 wurde ein neues Repräsentantenhaus gewählt. Das Wahlbündnis NPC und NNDP gewann 198 der 312 Sitze. Die Yoruba und Igbo (die den Löwenanteil der Steuereinnahmen generierten) saßen nun in der Opposition, während die Hausa / Fulani die Politik und die unteren Ränge der Armee bis zu den Feldwebeldienstgraden dominierten. Verwaltungsposten wurden nun vorzugsweise an Nordnigerianer vergeben, davon ausgehend, dass die neuen Funktionsträger sich ihre fachlichen Qualifikationen durch „learning by doing“ aneignen würden. Qualifiziertere Nigerianer bemerkten schnell, dass diese Hoffnung vergeblich war, die Verwaltung sich aufblähte und gleichzeitig ineffizient wurde. Die frischgekürten Beamten nördlicher Herkunft brachten kaum die Lesefähigkeiten mit, um die vorgelegten Schriftstücke zu verstehen und waren dementsprechend überfordert.
Der Nordstaat war indessen größer bemessen, als durch die Grenze zwischen den drei Hauptethnien bzw. zwischen den überwiegenden Bekenntnissen Islam und Christentum nahegelegen hätte. Der „Bundesstaat Nordregion“ umfasste darum nicht nur moslemische Hausa und Fulbe (für die er sich politisch einsetzte, die aber kaum mehr als ein Viertel der Bevölkerung stellten), sondern auch erhebliche Minderheiten von Christen, Anhängern von Naturreligionen, Yoruba, Igbo und andere Minderheiten, wie die Tiv. Als der politisch und militärisch dominante, aber um Geldmittel chronisch verlegene Nordstaat im gleichen Jahr den christlichen Tiv eine Sondersteuer, die Dschizya, auferlegen wollte, kam es in der betroffenen Region zu Unruhen. 4.000 Menschen wurden getötet. Man musste sich fragen, wie viel Menschenleben zu beklagen sein würden, wenn sich z. B. die sehr viel zahlreicheren Igbo erheben würden und es nicht um eine Sondersteuer gehen würde, sondern um das lukrative Ölgeschäft im Igboland.
Im Südwesten verschlimmerten sich 1965 die Unruhen, weil die Wahlergebnisse offenbar gefälscht bzw. durch Einschüchterung zustande gekommen waren und die Regierung unmittelbar nach der Wahl die staatlich garantierten Produzentenpreise für Kakao halbiert hatte. Es kam zu Brandstiftung und Plünderung. Dutzende politischer Gegner wurden in Orten wie Ekiti oder Ijebu-Ode (beide unweit von Lagos) aufgespürt, mit Benzin übergossen und in Brand gesteckt („Operation Wetie“). Kriminelle Banden kontrollierten die Straßen. Gegen Ende 1965 befand sich der Südwesten in einem Zustand vollständiger Anarchie.
Am 1. Mai 1965 ging Sir Christopher Welby-Everard, der Generalstabschef von Nigeria und letzter britischer Amtsträger aus kolonialen Zeiten, in Pension. Ihm folgte Johnson Agulyi-Ironsi, ein erfahrener Offizier, ehemaliger Militärattaché in London und 1964 Kommandeur der UN-Schutztruppe im Kongo.

### Putsch und Gegenputsch (1966)
Am 15. Januar 1966 putschten sechs Majore um Patrick C. Nzeogwu (einem Geheimdienstoffizier), darunter fünf Igbo. Die Offiziere hatten 1959–61 in Großbritannien mit Auszeichnungen in Sandhurst und Aldershot ihre Offizierspatente erhalten und erkannten, nicht ohne eine gewisse Berechtigung, die Misswirtschaft und die Anarchie ihres Landes, in das sie zurückkehrten. Die Verschwörer ermordeten u. a. Regierungschef Balewa und die Ministerpräsidenten des Nordens und des Westens, Bello und Akíntọ́lá. Dass die Putschisten auch die Ehefrauen, Sekretäre und Fahrer ihrer ursprünglich beabsichtigten Opfer gleich mit ermordeten, wirft ein bezeichnendes Licht auf die Täter. Drei der Verschwörer, Nzeogwu, Ifeajuna und Onwatuegwu, fanden zudem in den hektischen Stunden ihres Umsturzversuches genügend Zeit, ihre Vorgesetzten Oberst Shodeinde, Brigadegeneral Maimalari bzw. Brigadegeneral Ademulegun ausfindig zu machen und zu töten, was private Rache vermuten lässt. Unteroffizier Daramola Oyegoke, der dagegen protestierte, wurde ebenfalls ermordet. Zu den Verschwörern gehörte auch Don Okafor, dieser war als Kommandierender der Wachtruppe des Regierungschefs persönlich für dessen Schutz verantwortlich und stand mit ihm auf „Du“, sein Anteil an der Ermordung Balewas, dessen Leiche am Straßenrand zurückgelassen wurde, zeigt eine besondere Niederträchtigkeit. Unter den 22 Opfern war nur ein Igbo.
Entschlossen ergriff Armeechef Ironsi die Macht und beseitigte mit seinem ersten Dekret die Verfassung und die Pressefreiheit und löste das Parlament auf. Verbliebene Minister wurden zum Rücktritt gezwungen, von nun an regierte der Staatschef wie kurz zuvor noch die britischen Gouverneure autokratisch mittels Anordnungen über seine Mitarbeiter. Die drei Bundesstaaten hob Ironsi auf. Ironsi, ein Igbo, setzte im Land vor allem seine höher gebildeten Stammesbrüder ein, um die vermeintlich fortschrittlichen Beschlüsse der Zentralregierung vor Ort zu implementieren. Für andere Ethnien musste es wirken, als ob die Igbo das Land übernehmen wollten. Es sei daran erinnert, dass der zuvor ermordete Ahmadu Bello nicht nur der Ministerpräsident des nördlichen Teilstaates war, sondern auch Nachfahre des Propheten Mohammed und des „schwarzen Napoleons“ dan Fodio, als auch Sardauna (Kronprinz) des Sokoto-Kalifats, ein dynastischer und religiöser Titel. Für Moslems im Norden war die lückenlose Aufklärung und rigorose Sühnung der höchst empörenden Tat absolut nicht verhandelbar. Die Ungeheuerlichkeit des Mords an Bello erlaubte aus ihrer Sicht ein bis dahin ungekanntes Maß von Rache und Gewalt. Ironsi grenzte sich jedoch nicht von Bellos Mördern ab (die zum Teil aus seiner persönlichen Arbeitsumgebung stammten) und ließ Ermittlungen gegen diese im Sande verlaufen. Ironsis Versäumnis sollte ihn teuer zu stehen kommen.
Am 29. Juli 1966 putschten Offiziere und nahmen Agulyi-Ironsi gefangen. Als dieser sich weigerte, rangniedrigeren Offizieren zu seiner Rolle bei der Ermordung Bellos Rede und Antwort zu stehen, wurde er von Major Danjumas Untergebenen in ein Waldstück bei Lalupon gebracht und erschossen. Zu Theophilus Danjumas Mitverschwörern gehörten u. a. Murtala Muhammed, Bukar Dimka, Shehu Yar'Adua, Muhammadu Buhari, Ibrahim Babangida und Sani Abacha, gewissermaßen eine Liste zukünftiger Diktatoren Nigerias (und solcher, die es werden wollten) – zu diesem Zeitpunkt meist noch Leutnants 1. und 2. Klasse.
Im ganzen Land brachen Pogrome gegen die Igbo aus, Quellen sprechen von 30.000 Opfern, überwiegend Kinder. In dieser Situation wurde Generalstabchef Yakubu („Jack“) Gowon neuer Militär- und Staatsführer. Gowon gehörte keiner der drei vorherrschenden Ethnien an und sah sich mit der Aufgabe konfrontiert, die drei auseinanderstrebenden Landesteile und Volksgruppen seines Landes zusammenzuhalten sowie die Pogrome zu beenden. Es schien unter diesen Vorzeichen wohl unwahrscheinlich, dass die Herrschaft von Yakubu Gowon vergleichsweise lang – neun Jahre – dauern würde. In diesen Zeitraum fällt allerdings eine der schlimmsten humanitären Katastrophen moderner Zeitrechnung: der Biafra-Krieg.

### Bürgerkrieg und Genozid (1967–1970), Biafra

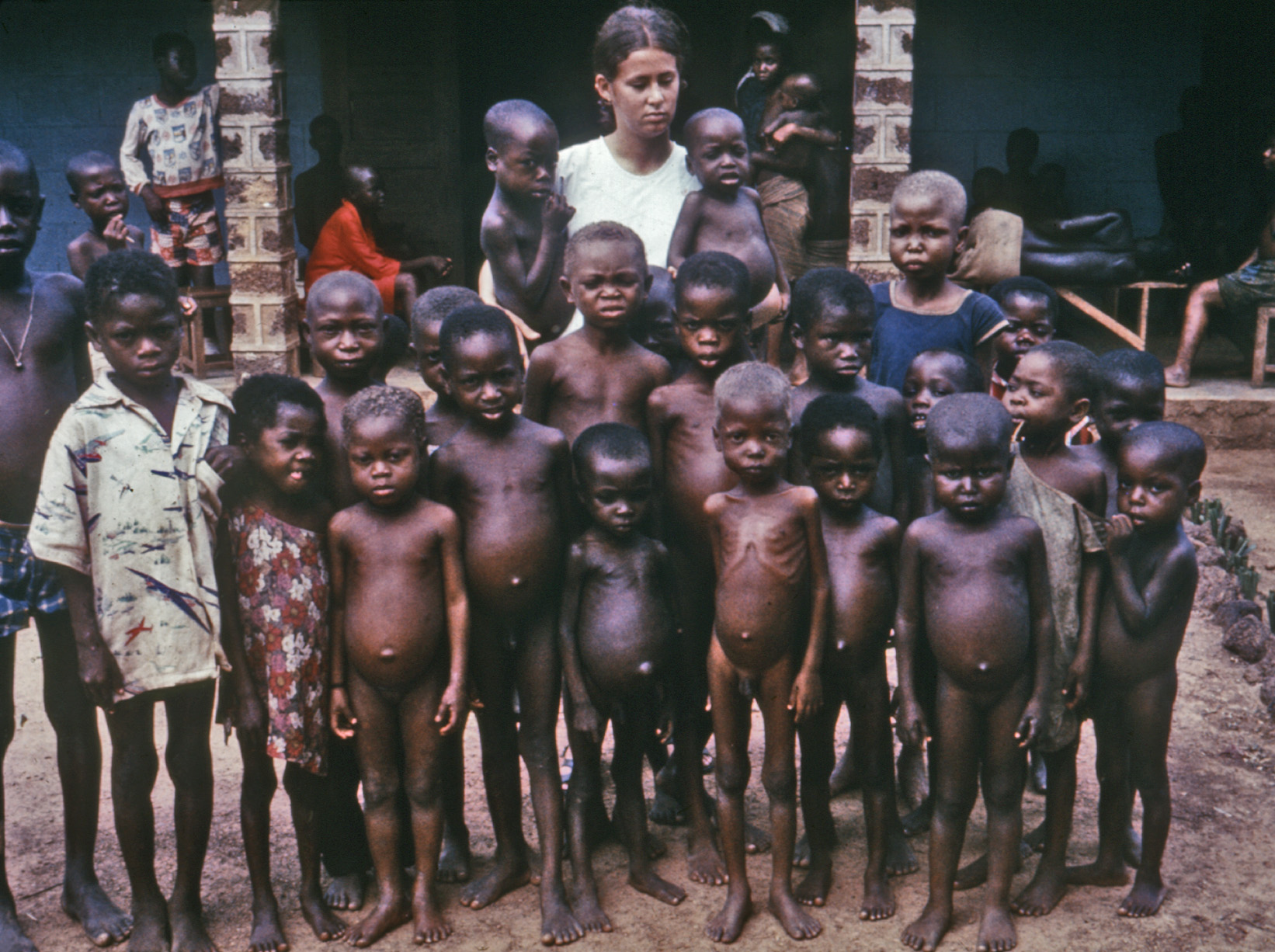
Kinder mit Hungerödemen während des Biafra-Krieges

Im September 1966 erreichten die Pogrome gegen die Igbo ihren Höhepunkt. Schätzungsweise 1 Million Igbo flüchteten aus dem ganzen Land in den Südosten, wo sie sich sicher glaubten.

Im Mai 1967 rief der Gouverneur der Ostregion, Oberstleutnant Emeka Ojukwu, diese als unabhängigen Staat „Republik Biafra“ aus. Nigeria war auf diese Situation auch durch die Liquidierungen führender Offiziere während der vorherigen Putsche personell schlecht vorbereitet. So konnten die biafrischen Streitkräfte im August 1967 nach Westen bis nach Benin City vorstoßen. Biafra wurde belagert und vom Handel abgeschnitten, ohne dass eine der beiden Seiten zu entscheidenden militärischen Bewegungen imstande war.  

Karte Biafras

Die Region Biafra, die bereits eine Flüchtlingswelle ungekannten Ausmaßes verkraften musste, konnte durch die Handelsblockade nicht mehr ihre Einwohner ernähren. Schätzungen über die Zahl der Toten durch Hunger und Kriegshandlungen während des Bürgerkriegs reichen von einer bis zu drei Millionen. Aufnahmen von hungernden Kindern in Biafra gingen um die Welt und prägten das Bild vom nach-kolonialen Afrika.
Außer Kriegshandlungen und Hunger forderten Genozide gegen unbewaffnete Zivilisten zahlreiche Opfer. Dazu zählt beispielsweise das Massaker von Asaba. Als im Oktober 1967 nigerianische Truppen die mehrheitlich von Igbo bewohnte Stadt im mittleren Westen eroberten, wurden die Bürger aufgefordert, auf dem zentralen Platz des Ortes einer bestellten Freudenfeier beizuwohnen. Die 4.000 unbewaffneten Zivilisten, die gutgläubig genug waren, dem Folge zu leisten, wurden nach Geschlecht getrennt; die Männer wurden auf der Stelle vor den Augen der Frauen und Kinder ermordet.
Der Caterer auf einem Postdampfer John Martin, ein Brite, erinnert sich an den September 1967: „Bei der Ankunft in Lagos und bevor das Schiff auslaufen konnte, kam die Armee an Bord und versammelte im Speisesaal alle Afrikaner an Bord, Passagiere und Besatzung. Sie begannen, sie zu trennen, wobei ein Offizier die Nationalität und die nigerianische Stammeszugehörigkeit feststellte - sogar durch Narben auf der Wange. Unser Zeugwart wurde als Helfer rekrutiert. (...) Trotz der Bemühungen von Kapitän Hutchinson, der darauf bestand, dass die Besatzung unter seinem Schutz stand und sich auf die britische Flagge berief, wurden die als Igbo identifizierten Personen, darunter der Zeugwart selbst, unter bewaffneter Eskorte vom Schiff gebracht. Das letzte, was wir von ihnen sahen, war, wie sie hinter die Schuppen gebracht wurden. Schüsse waren zu hören. Man sah Leichen in der Lagune treiben, als die Flut ablief.“
Ereignisse wie diese wurden nie aufgearbeitet. Führende Offiziere der nigerianischen Armee während des Bürgerkrieges wie Obasanjo, Babangida und Buhari waren sogar, teils mehrfach, Staatsoberhaupt und sind weiterhin in der nigerianischen Politik einflussreich (Stand 2024). Igbo sind bis heute, möglicherweise auch durch ihre hohe Assimilation an die westliche Kultur und hohen Bildungsabschlüsse, Nigerianer zweiter Klasse.
Innerhalb weniger Jahre hatten immer ungeheuerlichere Gräueltaten, von der „Operation Wetie“ über die Ermordung Bellos und Pogromen an Kindern bis zum Genozid an den Igbo zivilisatorische Errungenschaften zerstört, soziale Tabus gebrochen und den gesellschaftlichen Konsens beseitigt sowie jeden einzelnen Nigerianer zutiefst verunsichert. Die Überlebenden verdankten ihre weitere Existenz der nächsten Umgebung (vor allem ihrer Familie) und ihrem zähen Überlebenswillen, auch auf Kosten von Anstand und einfachster ethischer Grundsätze. Entsprechend machte das Land mit der bis heute bemerkbaren Schieberkultur Bekanntschaft (engl. hustle culture). Die nigerianische Gesellschaft ähnelte in keiner Weise mehr der wohlgeordneten kolonialen Gesellschaft am Anfang des Jahrzehnts.

## Diktatur Gowon (1966–1975)

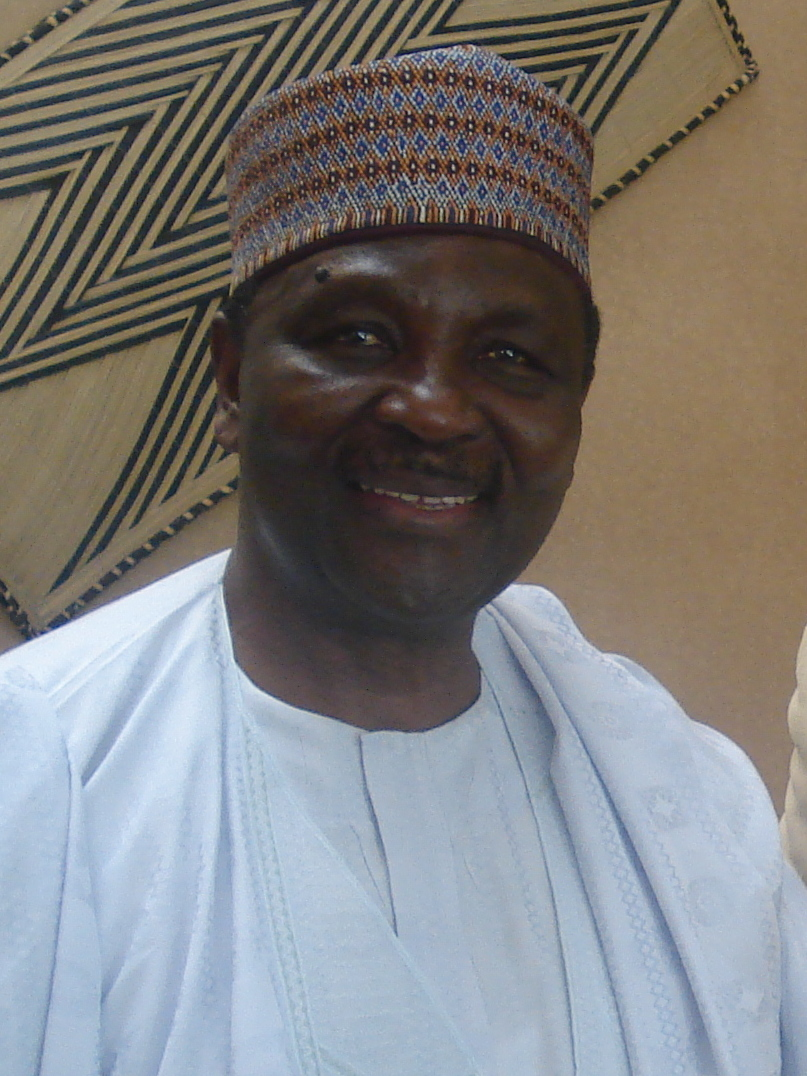
Yakubu Gowon, Diktator während des Biafra-Krieges

Im Dezember 1969 stieß Oberst Obasanjo mit 30.000 Streitkräften nach Umuahia vor, wodurch Biafra in zwei Hälften geteilt wurde. Dies entschied den Krieg. Die kriegerischen Handlungen endeten schließlich nach 30 Monaten im Januar 1970.

### Mehr Bundesstaaten
Gowon hatte 1967 die Zahl der Bundesstaaten in Nigeria auf 12 erhöht. Mit diesem strategischen Schachzug verbaute er sowohl für den Südosten als auch für den Norden die realistische Chance, einen eigenen Staat zu errichten und entzog durch geschickte Grenzziehung der Bundesstaaten den Igbo die Kontrolle über die Ölquellen und über die Seehäfen. Der föderative Charakter Nigerias wandelte sich dadurch grundlegend, blieb aber eben föderativ.

### Der Beitritt zur OPEC und die Folgen
1971 trat Nigeria, das zuvor durch Einkaufskartelle für Kakao oder Palmöl in seiner Entwicklung gehemmt worden war, dem mutmaßlich mächtigsten Produzentenkartell der Menschheitsgeschichte, der OPEC, bei. Die Einnahmen aus dem Ölgeschäft werden (bis zum heutigen Tag) zentral in der Hauptstadt zwischen der Spitze der nationalen Ölbehörde NNPC und den Mineralölfirmen in Form von Bohrlizenzen, Ausfuhrzöllen etc. erzeugt. Diese Öleinnahmen werden an die einzelnen Bundesstaaten, Bundesbehörden etc. nach dem Top-down-Prinzip weiterverteilt und sind deren einzige Finanzierungsform. (Dies im Gegensatz zu Deutschland, wo – außer dem Zoll – die Staatseinnahmen durch ortsnahe Finanzämter generiert und „Bottom-up“ über Oberfinanzdirektionen in die Finanzministerien von Bund und Ländern geleitet werden.)
Der Direktor (seit 2022 Generalmanager) der NNPC wird vom Staatspräsidenten nach Gutdünken ernannt bzw. entlassen und ist damit von diesem vollständig abhängig. Der Präsident leitet die Öleinnahmen weiter, wobei seit 1999 das Repräsentantenhaus das Budget gutheißen muss und gelegentlich auch Änderungen vornimmt. (2023 verweigerte es dem Präsidenten den Kauf einer Luxusyacht.) In einer solchen Situation entsteht schnell ein System der Patronage oder des Neofeudalismus – ein Phänomen, das Nigeria seit 1970 plagt, unabhängig davon, ob es demokratisch oder diktatorisch regiert wurde. Dieses System sorgt für Fehlallokation von ökonomischen Mitteln; zudem ist es leistungsfeindlich. Der Klient (der Anhänger des Patrons) ist seinem Patron gegenüber loyal, nicht seinen Mitbürgern oder Kunden.
Historiker Toyin Falola klassifiziert Nigeria nach dem Beginn des Erdöl-Booms 1970 als „Rentierstaat“  (von frz. [rɛnˈtjeː]), d. h. als Staat, der sich nicht hauptsächlich über die Arbeitsleistung seiner Einwohner finanziert, sondern v. a. durch Zölle, Lizenzen, Förderrechte etc. Ein solcher Staat begünstige einige staatstragende soziale Gruppen, diktatorische Staatsformen, eine ökonomische Monokultur und Intransparenz. Loyalität bzw. das Stillhalten kritischer Gruppen werde erkauft. Der Leistungsanreiz der Wirtschaftssubjekte sei gering, da ein Job in der Staatsbürokratie ein im Vergleich zur Arbeit in der Industrie oder der Landwirtschaft gutes Einkommen für wenig Arbeit verspricht. Der Wunsch nach weiterer Steigerung des Einkommens aus einer solchen staatlichen Stelle heraus führe beinahe zwangsläufig zu Erscheinungen wie Veruntreuung, Bestechlichkeit etc.
Obwohl Gowon selbst nie in die korrupten Praktiken verwickelt war, wurde er oft beschuldigt, ein Auge zuzudrücken. Zeitungen berichteten über Bestechungen und Nepotismus. Diebstahl und Unterschlagungen in Krankenhäusern und Waisenhäusern empörten die nigerianische Öffentlichkeit. Durch Beamte gegen Vollpreis importierte Medikamente, deren Haltbarkeit längst abgelaufen waren, zeigten, dass den Involvierten auch Menschenleben gleichgültig waren.

### Beschränkung ausländischer Firmenbeteiligungen, ineffiziente Verwaltung
Nigeria erlebte während der Ölkrise 1974 einen dynamischen Wirtschaftsaufschwung, der Inflation, aber auch kurzzeitigen Wohlstand auslöste. Toyin Falola erinnert sich: „Jede nigerianische Familie hatte damals ein Kindermädchen aus Ghana.“ 1975 folgten rückläufige Nachfrage und Massenarbeitslosigkeit. Diktator Gowons Nationalisierungsdekret von 1972 verschloss viele Sektoren der nigerianischen Wirtschaft für alle ausländischen Investitionen und verbot in mehreren anderen Bereichen ausländische Beteiligungen über 40 % hinaus. Dieses Dekret lässt sich mit einer Schachtelgesellschaft leicht umgehen, erwies sich aber dennoch als nachteilig für Investitionen in die nigerianische Wirtschaft; es gilt bis heute.
Darüber hinaus blähte sich die ehemals effiziente Verwaltung auf und war auch bei einfacheren Aufgaben überfordert. Die Misswirtschaft in Gowons Verwaltung gipfelte in der berüchtigten „Zementarmada“ im Sommer 1975, als der Hafen von Lagos mit Hunderten von Schiffen überfüllt war, die Zement entladen wollten. Vertreter der nigerianischen Regierung hatten mit 68 verschiedenen internationalen Lieferanten Verträge über die Lieferung von insgesamt 20 Millionen Tonnen Zement in einem Jahr nach Lagos geschlossen, obwohl der Hafen nur eine Million Tonnen Fracht pro Jahr aufnehmen konnte. Die schlecht ausgearbeiteten Zementverträge enthielten Liegegeldklauseln, die für die Lieferanten sehr günstig waren. Die nigerianische Regierung wurde sich des Ausmaßes ihres Fehlers erst bewusst, als der Hafen von Lagos so stark überlastet war, dass die Grundversorgung nicht mehr gewährleistet werden konnte. Ihre Versuche, die Zementverträge zu kündigen und ein Not-Embargo für alle ankommenden Schiffe zu verhängen, beschäftigten das Land viele Jahre lang mit Rechtsstreitigkeiten in der ganzen Welt, einschließlich einer Entscheidung des Obersten Gerichtshofs der USA aus dem Jahr 1983.

### Vernachlässigung der Infrastruktur
Seit 1934 wurde die Infrastruktur, z. B. das Schienennetz, nicht mehr ausgebaut und nach Ausbruch des Biafra-Krieges 1967 auch nicht mehr unterhalten. Nigerias Eisenbahnsystem wurde zunehmend marode (dies gilt auch für die Eisenbahnnetze anderer westafrikanischer Länder nach ihrer Unabhängigkeit). Fachwissen ging verloren, Ausbildungseinrichtungen erhielten keine Zuwendungen mehr und stellten ihren Betrieb ein. (Erst 2009 begann Nigeria mit chinesischer Hilfe, für Milliardenbeträge wieder Schienen zu renovieren und neu zu verlegen (siehe Nigerian Railway Corporation), das Land betreibt aber dennoch 2024 kaum mehr als die koloniale Streckenlänge.)
Skandale und die offenkundige Misswirtschaft lösten innerhalb der Armee Unzufriedenheit aus. Am 29. Juli 1975, als Gowon an einem OAU-Gipfel in Kampala teilnahm, verkündete eine Gruppe von Offizieren unter der Führung von Oberst Joe Nanven Garba seinen Sturz.

## Diktatur Murtala Muhammed (1975–1976)

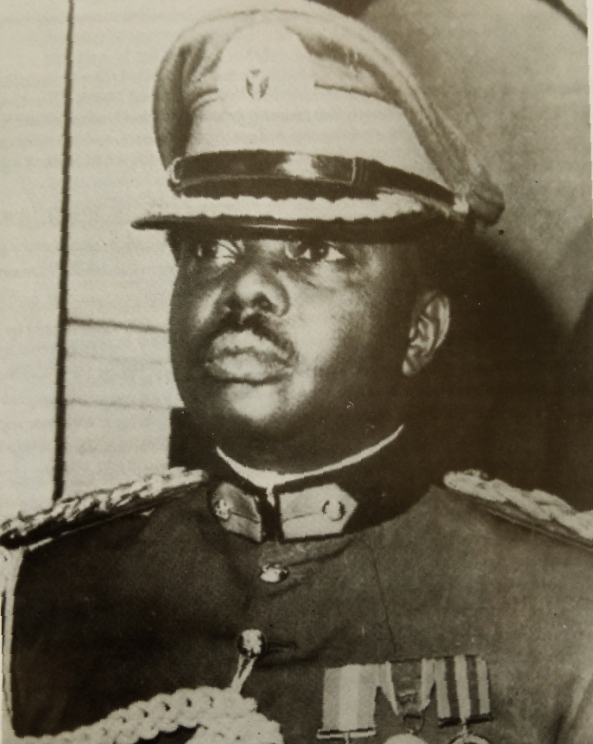
Murtala Muhammed

Die Macht als neues militärisches Staatsoberhaupt übernahm Generalstabchef Murtala Muhammed. Er galt als brillant und kühn, aber auch als unberechenbar und ungestüm.

In kurzer Zeit gewann Murtala Muhammeds Politik breite Unterstützung in der Bevölkerung, und seine Entschlossenheit machte ihn zum Volkshelden. Sein sehr populärer, aber impulsiver Regierungsstil und die oft im Fernsehen übertragenen Reden mit dem häufigen Zusatz „mit sofortiger Wirkung“ brachten ihm jedoch auch Kritik unter den Spitzenbeamten des Landes ein. Seine Ad-hoc-Erklärungen hinterließen seine Beamten oft unvorbereitet, es fehlte an Details und an finanziellen Mitteln für die Umsetzung seiner Ideen.

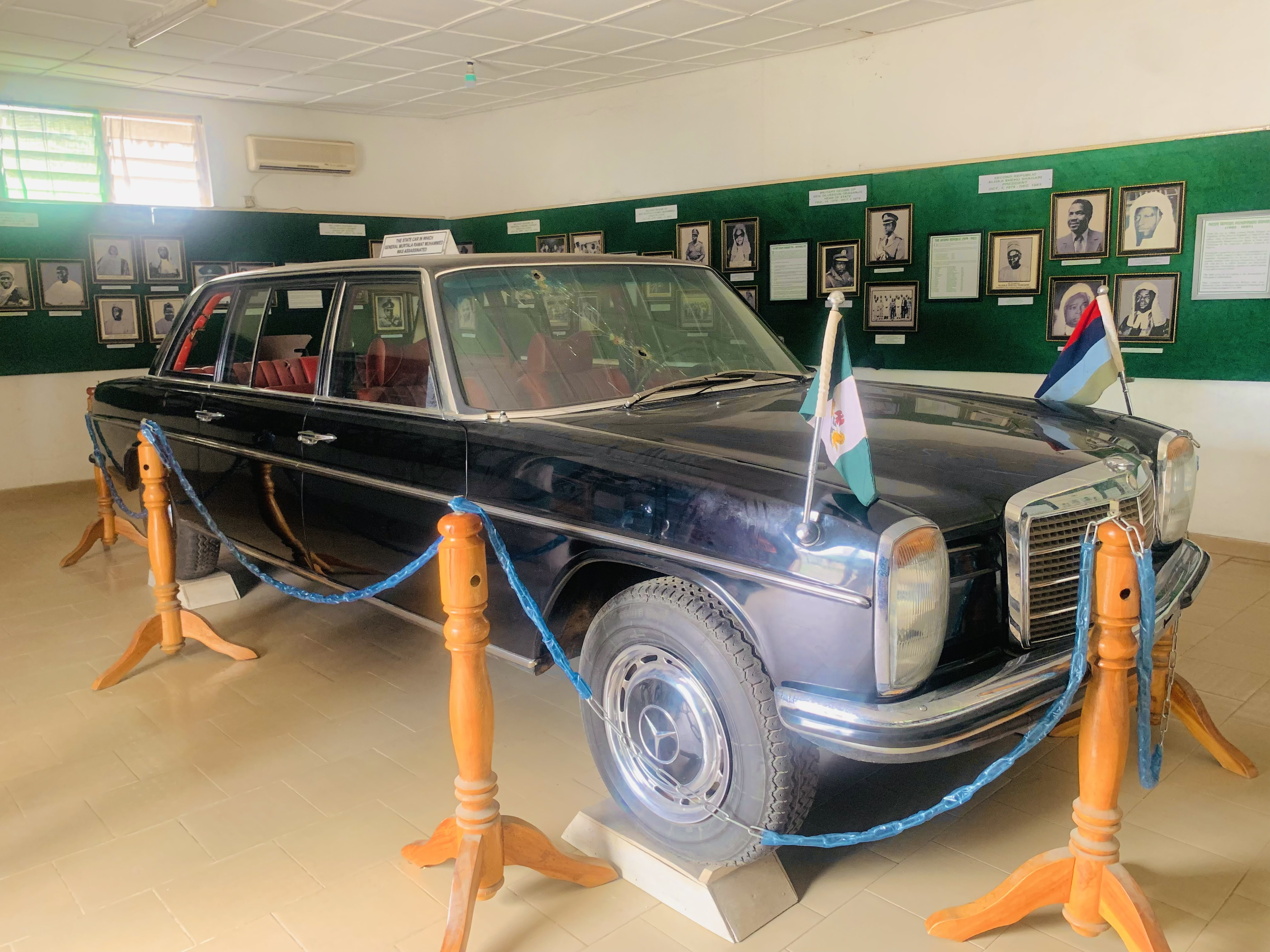
Wagen, in dem Murtala Muhammed 1976 ermordet wurde

Kurz nach der Machtübernahme musste Muhammed feststellen, dass die Staatseinnahmen aufgrund der geringen Erdölproduktion zurückgingen. Die weltweite Nachfrage nach Erdöl war eingebrochen, Ersatzteile waren teurer geworden und Lohnkosten gestiegen. Murtala Muhammed führte daraufhin eine dramatische Verschlankung des aufgeblähten und ineffizienten Beamtenapparats durch („Operation Deadwood“). Mehr als 10.000 Regierungsangestellte wurden ohne Übergangsleistungen entlassen. Zahlreiche Beamte wurden wegen Korruption vor Gericht gestellt, und ein Militärgouverneur wurde wegen groben Amtsmissbrauchs hingerichtet. Aufgrund der drastischen Art der Säuberung wurden jedoch Vorwürfe laut, dass bei der Verschlankung des Beamtenapparates auch persönliche Rechnungen beglichen wurden.
Am 13. Februar 1976, einem Freitag, fuhr Muhammed in seinem ungepanzerten Mercedes-Benz 230.6 und ohne Begleitung von Leibwächtern o. ä. zur Arbeit. Kurz nach 8 Uhr morgens fuhr sein Wagen langsam durch den berüchtigten Lagos-Verkehr, als Soldaten an der Ecke des heutigen Murtala Muhammed Drive mit der Ikoyi Road aus einer Tankstelle auftauchten und den unbewaffneten Muhammed ermordeten. Bald danach gab es Gerüchte, dass Geheimdienste wie der CIA mit dem Mordanschlag zu tun haben könnten. Dieser habe es sich zum Ziel gesetzt, Nigeria zu destabilisieren. Der Murtala Muhammed International Airport in Lagos ist nach dem immer noch populären Militärherrscher benannt, der auch (wenig zutreffend) als „nigerianischer Kennedy“ bezeichnet wird.

## Diktatur Obasanjo (1976–1979)

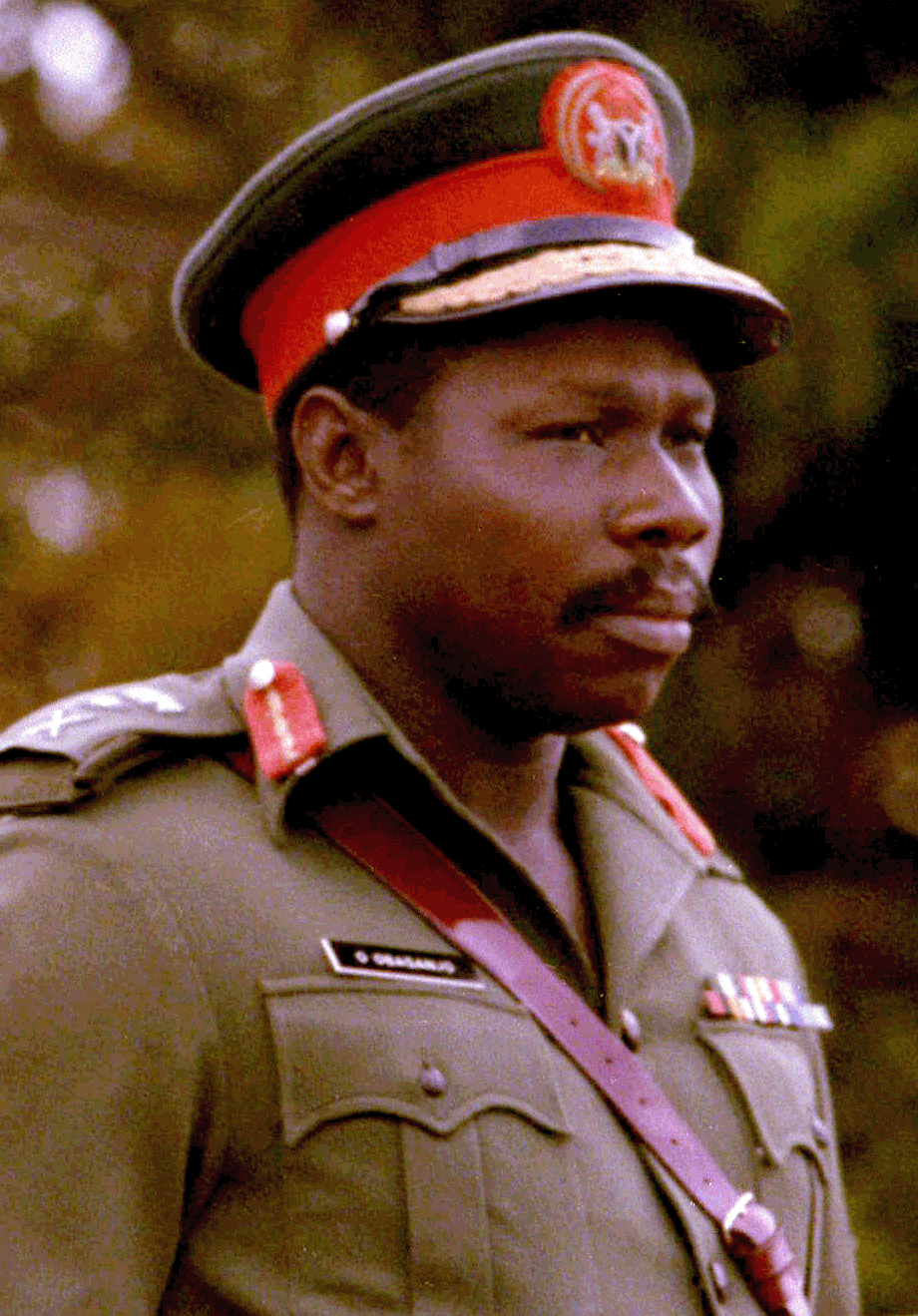
Olusegun Obasanjo als Militärherrscher 1978

Muhammeds Nachfolger wurde Generalstabchef Olusegun Obasanjo, der seiner Ermordung durch eine Verwechslung entgangen war. Er formte mit Shehu Yar'Adua und Theophilus Danjuma (der zehn Jahre zuvor noch maßgeblich an der Ermordung Ironsis beteiligt war, s. o.) ein Triumvirat und erhöhte die allgemeine Repression. Berühmtestes Beispiel ist vermutlich die Razzia im Haus des Musikers Fela Kuti, bei der weibliche Familienangehörige vergewaltigt und seine Mutter – Funmilayo Ransome-Kuti, eine angesehene Frauenrechtlerin und Gewerkschafterin – aus dem dritten Stock geworfen wurde, wobei sie sich tödliche Verwundungen zuzog. Gewerkschaftsaktivitäten wurden eingeschränkt. Die 38 Putschisten gegen Murtala Muhammed unter Führung von Bukar Dimka wurden am 15. Mai 1976 wegen Hochverrats hingerichtet.
Obasanjo berief zügig ein Komitee zur Ausarbeitung einer neuen Verfassung ein, wobei man sich am System der USA ausrichtete. Noch vor einem Ergebnis erhöhte Obasanjo die Zahl der Bundesstaaten auf 19. Der Entwurf der neuen Verfassung fasste die Position des Staatschefs und des Regierungschefs zusammen. Die mächtige Position des Präsidenten wurde durch zwei Kammern ausgeglichen. Die Parteien, die daraufhin mit einem eigenen Präsidentschaftskandidaten zur Wahl 1979 antraten, konzentrierten sich – wie schon in der Ersten Republik, aber gegen den ausdrücklichen Willen Obasanjos – vor allem auf die Vertretung ethnischer Gruppen. Trotz der vergangenen 20 Jahre und eines überstandenen Bürgerkrieges war die neue Parteienlandschaft gewissermaßen eine Kopie der alten.
- Die NPN war die Vertretung der Nordnigerianer und übernahm damit das Erbe des NPC,
- die NPP war die Vertretung des Südostens (so wie der oben erwähnte NCNC wieder mit dem Vorsitzenden Azikiwe) und
- die UPN die des Südwestens (so wie die oben erwähnte AG wieder mit dem Vorsitzenden Awolowo).

Entsprechend gewann jede Partei in dem Bundesstaat, in dem sie die Bevölkerungsmehrheit vertrat, mit über 80 %. Die Ethnie, die den größten Bevölkerungsanteil Nigerias hatte – dies waren nach wie vor die Nordnigerianer – gewann mit ihrer Partei die Wahl und stellte den neuen Präsidenten, Alhaji Shehu Shagari. Bevor sie also begonnen hatte, krankte die Zweite Republik bereits am gleichen Problem wie die Erste Republik: eine Parteienlandschaft, die entlang ethnischer Grenzlinien formiert worden war, anstatt nach ideologischen oder programmatischen Standpunkten. Nigeria war weiterhin kein Land von Nigerianern, sondern ein durch die Öleinnahmen im Nigerdelta zusammengeschnürtes Bündel ethnischer Gruppen wie den Yoruba, den Hausa, den Igbo, Tiv, Fulani, Nupe etc.

## Die Zweite Republik (1979–1983), Präsident Shagari

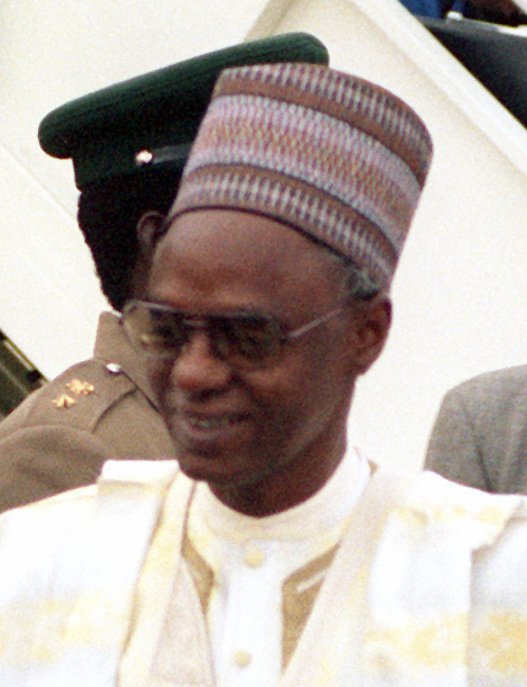
Shehu Shagari, Präsident während der Zweiten Republik

Am 1. Oktober 1979 wurde Shehu Shagari als erster Präsident und Oberbefehlshaber der Föderalen Republik Nigeria vereidigt. Da seine Partei, die NPN, im Senat und im Repräsentantenhaus kaum mehr als 35 % der Sitze innehatte, bildete Shagari eine Koalition mit der NPP, die in den Parlamentswahlen drittstärkste Kraft geworden war. Diese Koalition verfügte in beiden Kammern über eine dünne Mehrheit.
Shagari setzte auf Großindustrie und in der Landwirtschaft auf die damals dem aktuellen Stand der Wissenschaft entsprechende „Grüne Revolution“: Bevorzugung großer Farmen, intensiver Einsatz von Dünger und Pestiziden, Einsatz von Maschinen, Anbohrung des Tiefengrundwassers etc. Die Grüne Revolution wird heutzutage (2024) eher kritisch gesehen.
1980 legte Shagari den Grundstein für das Stahlwerk Ajaokuta, das von einer sowjetischen Staatsfirma in der Nähe des Niger und des Erzbergwerkes Itakpe gebaut werden sollte. Bis 1991 waren 98 % des nach sowjetischen Standards, also sehr groß dimensionierten Stahlwerks erbaut. Allerdings hatten sich 1991 die Sowjetunion aufgelöst, die Weltnachfrage nach Stahl ungünstig geändert und die Technologie weiterentwickelt. Das Stahlwerk wurde nicht fertiggestellt und hatte 1994 noch immer nicht den Betrieb aufgenommen – was nach russischen Wikipedia-Artikeln zu diesem Thema ausschließlich an Nigeria lag. Ajaokuta galt als Musterbeispiel für fehlgeschlagene Entwicklungshilfe in Westafrika. Bis 2017 konnten jedoch 40 der 43 Anlagen nach und nach ihren Betrieb aufnehmen. Ajaokuta Steel produziert 2024 etwa ein Sechstel der Menge Stahl, die Großbritannien erzeugt. Drei weitere Stahlwerke aus der Shagari-Ära in Jos, Oshogbo und Katsina scheinen nicht mehr aktiv zu sein.
Shagari begann den Bau von 200.000 Sozialwohnungen im ganzen Land, von denen in seiner Amtszeit 25.000 fertiggestellt wurden. Eine Untersuchung der Nnamdi Azikiwe Universität in Awka von 2017 bemängelt an dem Großprojekt u. a. die fehlende Planung (die fertigen Wohnungen wurden nicht an Wasser, Strom, Kanalisation oder Verkehr angebunden oder standen in einer Gegend ohne Nachfrage für neue Wohnungen). Die neuen Wohnungen seien oft nie bezogen worden, wurden nicht gemanagt und verfielen entsprechend bald. Shagaris Nachfolger hätten die Fertigstellung der restlichen Wohnungen nicht mehr weiter verfolgt, diese seien ebenfalls verfallen.
Im Januar 1983 beschloss Shagari angesichts einer Wirtschaftsflaute unter der Parole „Ghana must go!“ die Deportation von westafrikanischen Immigranten. Schätzungsweise 2 Mio. Ghanaer mussten plötzlich und unter Häme das Land verlassen und den größten Teil ihrer Habseligkeiten zurücklassen. Provisorisch zusammengeschnürte Taschen und Koffer wurden zum Symbol des erzwungenen Exodus (sie werden bis heute „Ghana bags“ genannt). Es entbehrt nicht einer gewissen Ironie, dass die gesellschaftliche und wirtschaftliche Entwicklung in Ghana nach 1983 deutlich günstiger als in Nigeria verlaufen sollte und Nigerianer ihrerseits in Ghana nach Arbeit und Einkommen suchen würden.
Auf fallende Erdölpreise und die resultierende Wirtschaftsflaute reagierte Shagari mit der Beschränkung von Einfuhrlizenzen und der Erhöhung von Zöllen. Die Zusammenarbeit mit dem Internationalen Währungsfonds schlug er aus.
Ähnlich wie in der Ersten Republik errang die Nordstaatenpartei nach ein paar Jahren in der Regierung die absolute Mehrheit im Parlament und benötigte nun keine Koalitionspartner mehr.
Obwohl Shehu Shagari von einer persönlichen Verwicklung in korrupte Praktiken freigesprochen wird, war die Zweite Republik von Korruptionsvorwürfen geplagt, darunter auch von Vorwürfen des Wahlbetrugs bei den Wahlen 1983. In seiner zweiten Amtszeit unternahm Shagari Versuche, die Korruption durch das neue Ministerium für nationale Führung unter Yusuf Maitama Sule einzudämmen, das ausschließlich zu diesem Zweck geschaffen wurde. Es wurde ein neues Programm mit dem Namen Ethische Revolution eingeführt, zu dessen Initiativen der berühmte „Krieg gegen die Disziplinlosigkeit“ gehört, der unter General Muhammadu Buhari begonnen wurde. Das Ministerium war nur drei Monate lang im Amt, bevor ein Staatsstreich am 31. Dezember 1983 Buhari zum Alleinherrscher machte.

## Buhari (1983–1985) und Babangida (1985–1992), zwei ungleiche Diktatoren
Der Amtsantritt von Muhammadu Buhari wurde allgemein als positive Entwicklung angesehen. Buhari versprach Reformen, aber seine Regierung schnitt kaum besser ab als die seines Vorgängers. General Buhari wurde 1985 durch einen Militärputsch unter der Führung von Generalstabchef Ibrahim Babangida gestürzt. Buhari würde 30 Jahre später, mittlerweile demokratisch geläutert, zum Präsidenten gewählt werden.

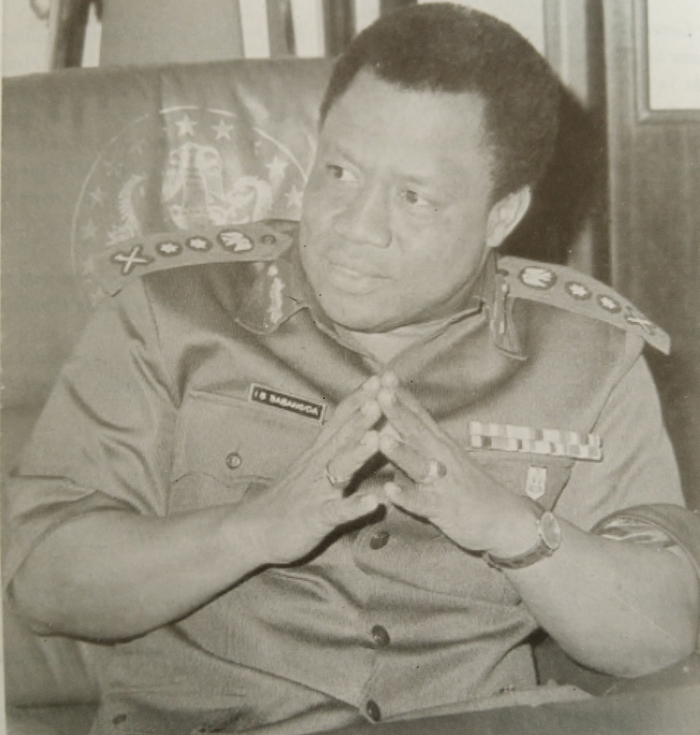
Diktator Babangida

Babangida erwarb sich bald den Ruf eines cleveren Politikers. Er fragte die nigerianischen Bürger, ob ihr Land ein milliardenschweres Finanzhilfepaket des Internationalen Währungsfonds (IWF) annehmen solle. Als das nigerianische Volk, wie er erwartet hatte, die Annahme des Pakets ablehnte, setzte Babangida die Gespräche mit dem IWF aus. Dann bot er den Nigerianern sein eigenes Programm zur wirtschaftlichen Erholung an – das viele der vom IWF vorgeschlagenen harten Maßnahmen enthielt – und überzeugte die Nigerianer, es zu akzeptieren. Aufgrund dieses Programms erhielt Nigeria Kredite von Banken und gewann an wirtschaftlicher Glaubwürdigkeit in den westlichen Ländern.
Laut Forbes lenkte Babangida kurz vor dem Zweiten Golfkrieg zwölf Mrd. US-Dollar außerplanmäßige Erträge („oil windfall“) in die eigene Tasche (der Ölpreis sprang 1990 innerhalb von Wochen von 15 auf 41,15 USD/Barrel und stürzte anschließend auf den alten Wert ab). Diese Gelder konnten jedoch nie gefunden werden. Der von Forbes berechnete Zusatzgewinn von 12 Mrd. USD wäre nur zu realisieren gewesen, wenn Nigeria die gesamte Jahresfördermenge von 630 Mio. Barrel exakt am 27. September 1990 zum Jahreshöchstpreis von 41 USD/Barrel auf dem Weltmarkt verkauft hätte – 19 mehr als die offiziell angegebenen 22 USD/Barrel im Jahresmittel (630 Mio. Barrel × 19 USD/Barrel = 11,97 Mrd. USD). Dies ist angesichts der Behäbigkeit des staatlichen Erdölkonzerns NNPC und der fehlenden Ex Post-Informationen für die Beteiligten unwahrscheinlich. Babangida meinte 2022 zu den obigen Anschuldigungen, er und seine Mitarbeiter seien „Heilige“ gewesen. Diese Darstellung sollte ebenso vorsichtig bewertet werden wie die Berechnung von Forbes.
Im Dezember 1991 wurde das zentral gelegene Abuja Hauptstadt.
1986 erhielt den Nobelpreis für Literatur der nigerianische Schriftsteller Wole Soyinka, „der in einer breiten kulturellen Perspektive und mit poetischen Untertönen das Drama der Existenz darstellt“. Soyinka ist der erste dunkelhäutige Nobelpreisträger aus Afrika, der nicht in der Kategorie „Frieden“ gewinnt.
Das Babangida-Regime sorgte für den Aufbau eines staatlichen Sicherheitsapparats; es überlebte zwei Staatsstreichversuche. General Mamman Vatsa und Major Gideon Orkar wurden hingerichtet, der kritische Journalist Dele Giwa ermordet. Babangida überlebte den Putschversuch von 1990 und verschob die versprochene Rückkehr zur Demokratie auf 1992.
Babangidas Intelligenz ist nicht abzustreiten und seine Außen- und Wirtschaftspolitik kamen Nigeria zugute. Der von ihm aufgebaute Sicherheitsapparat und Geheimdienst mag angesichts des Schicksals von Militärherrscher Murtala Mohammed – der 1976 unbewaffnet und ohne Leibwächter in einer ungepanzerten Limousine erschossen wurde – verständlich sein, ging aber über den vitalen Schutz des Präsidenten hinaus und schreckte vor politischem Mord nicht zurück. Babangida schuf damit das Instrumentarium, mit dem sein Nachfolger Abacha Nigeria in seine düsterste Epoche nach dem Bürgerkrieg führte.

## Die Dritte Republik (1993) – Abbruch vor dem Anfang
Diktator Babangida bildete vor den Parlamentswahlen 1992 mit der Sozialdemokratischen Partei und der Nationalen Republikanischen Konvention ein Zweiparteiensystem. Beide Parteien waren nun erstmalig nicht mehr Repräsentanten ethnischer Gruppen oder geografischer Regionen, sondern standen für ein eigenes Programm.
Die Präsidentschaftswahlen von 1993 wurden von Moshood Abiola von der Sozialdemokratischen Partei gewonnen. Babangida erklärte die Wahlen jedoch für ungültig, was zu massiven Protesten der Zivilbevölkerung führte, die das Land wochenlang lahmlegten. Im August 1993 löste Babangida schließlich sein Versprechen ein, die Macht an eine zivile Regierung abzugeben, aber erst nachdem er Ernest Shonekan zum Chef der nationalen Übergangsregierung ernannt hatte.

## Diktatur Abacha (1993–1998)
Shonekans Übergangsregierung, die kürzeste in der politischen Geschichte des Landes, wurde 1993 durch einen Staatsstreich unter der Führung von Generalstabchef Sani Abacha gestürzt. Dies war der siebte nigerianische Staatsstreich in weniger als 30 Jahren und auch (Stand 2024) der letzte militärische Umsturz in diesem Land.
Absolute Macht, Schreckensherrschaft
Anders als vorige Militärdiktatoren in Nigeria wie Gowon, Murtala, Obasanjo oder Buhari kann man Abacha nur als Schreckensherrscher bezeichnen.
Nachdem er im November 1993 die Regierung und das Parlament aufgelöst hatte, machte er sich im September 1994 auch zum höchsten Richter und erhielt damit absolute Macht. Abacha stellte eine persönliche Sicherheitstruppe von 3.000 in Nordkorea ausgebildeten Männern zusammen. Die nigerianischen Polizeikräfte wurden in großem Umfang umgeschult. Der Staat ging rücksichtslos gegen vermeintliche politische Gegner vor.
1995 wurden der Schriftsteller und Bürgerrechtler Ken Saro-Wiwa und acht weitere Angeklagte (die Ogoni Nine) nach einem spektakulären Schauprozess, der international heftige Proteste auslöste, in Port Harcourt hingerichtet. Nigeria wurde mit sofortiger Wirkung aus dem Commonwealth of Nations ausgeschlossen. Der Gewinner der Präsidentschaftswahlen von 1993, Moshood Abiola, wurde verhaftet und starb unter ungeklärten Umständen, auf jeden Fall durch mangelnde medizinische Versorgung nach vier Jahren im Gefängnis. Der frühere Armeestabchef Shehu Musa Yar'Adua wurde ebenfalls verhaftet – auch er verstarb im Gefängnis. Auch der ehemalige Militärmachthaber Olusegun Obasanjo wurde wegen Hochverrats inhaftiert und beschuldigt, gemeinsam mit General Oladipo Diya einen Staatsstreich geplant zu haben. Der Nobelpreisträger Wole Soyinka wurde in Abwesenheit wegen Hochverrats angeklagt. Sogar der tödliche Flugzeugunfall von Sani Abachas ältestem Sohn Ibrahim am 17. Januar 1996 und die anschließenden Mordanschläge auf Angehörige der 14 anderen Unfallopfer sollen auf Anweisung des Diktators geschehen sein; diese Gerüchte wurden dadurch verstärkt, dass Abacha die 15 Leichname nicht freigab.
Abstieg zum Narco-Staat
Abachas mangelhafte Zusammenarbeit bei Anti-Narkotika-Operationen führte in seinen fünf Amtsjahren zur wiederholten Aberkennung der US-Zertifizierung zur Drogenbekämpfung gemäß Abschnitt 481 des Foreign Assistance Act (FAA). Dadurch war Nigeria ganz offiziell ein Narco-Staat. Die USA stimmten in sechs multilateralen Entwicklungsbanken gegen Nigeria und verweigerten jegliche Unterstützung für Nigeria im Rahmen des FAA und des Arms Control Export Act. Direktflüge aus den USA nach Nigeria blieben aufgrund von Sicherheitsbedenken verboten.
Veruntreuung von Staatsgeldern, der „Abacha loot“
Unter Abacha erreichte die Veruntreuung öffentlicher Mittel epische Dimensionen und ist als „Abacha loot“ („Abacha-Beutezug“) bekannt. Abachas nationaler Sicherheitsberater, Alhaji Ismaila Gwarzo, stellte gefälschte Finanzierungsanträge für die nationale Sicherheit, die Abacha genehmigte. Die Gelder wurden in der Regel in bar oder in Reiseschecks von der Central Bank of Nigeria an Gwarzo geschickt, der sie zu Abachas Haus brachte. Auf diese Weise wurden schätzungsweise 1,4 Milliarden Dollar in bar übergeben.
In einer Liste der zehn sich am meisten selbst bereichernden Staatsoberhäupter rangieren Abacha und seine Familie an vierter Stelle. Sie sollen zwischen 1 und 5 Milliarden Dollar veruntreut haben.
Ende der Benzinproduktion für 28 Jahre
Durch mangelhafte Wartung, inkompetente Führung und die Abwanderung qualifizierter Fachkräfte beendete 1996 die letzte von vier (staatlichen) Ölraffinerien Nigerias ihre Produktion von Benzin. Bis September 2024 (als die privatwirtschaftliche Dangote-Raffinerie ihren Betrieb aufnahm) musste das Land trotz der enormen Ölvorkommen seine raffinierten Brennstoffe zu 100 % gegen harte Devisen importieren, die Produktion einiger tausend sehr kleiner und äußerst schmutziger illegaler Raffinerien im Nigerdelta nicht mitgerechnet.

## Demokratisierung und Föderalismus 1998, die IV. Republik

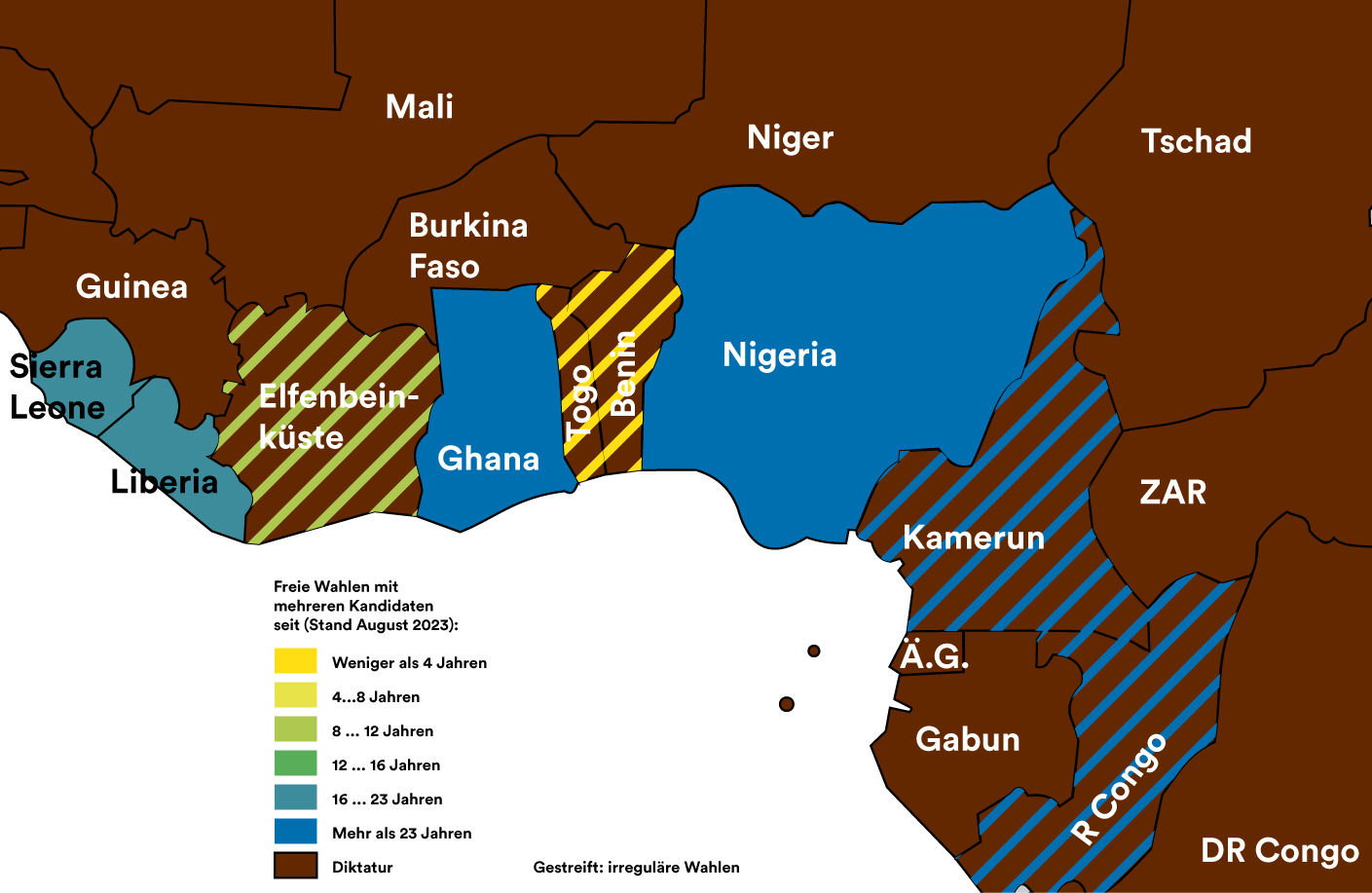
Demokratien in Westafrika und deren Stabilität

Diktator Abacha starb 1998 plötzlich nach der Einnahme von stimulierenden Mitteln bei einer „Party“. Nachfolger Abdulsalami Abubakar setzte eine Verfassung durch, die zehn Jahre zuvor bereits entworfen worden war und die freie Wahlen vorsah. Aus dem zuvor zentralistisch verwalteten Nigeria wurde eine Bundesrepublik. Eine föderative Regierungsweise ist bis zum heutigen Tag (Stand 2024) in Afrika eine Seltenheit (siehe Karte im Artikel zu „Föderalismus“).
Die Präsidentschaftswahl fand im Februar 1999 statt. Als Sieger trat Olusegun Obasanjo von der PDP hervor, der bereits von 1976 bis 1979 als Staatsoberhaupt den letzten Übergang von einer Militärherrschaft in eine Demokratie leitete.

### Die Ära Obasanjo (1999 bis 2007)

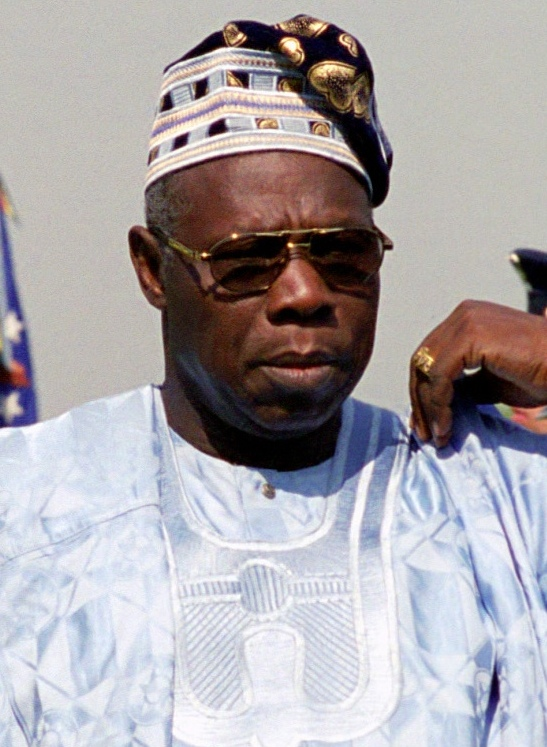
Olusegun Obasanjo, erster Präsident der IV. Republik

Am 29. Mai 1999 übergab Abubakar die Macht an Olusegun Obasanjo. Unter Diktator Abacha hatte Obasanjo im Gefängnis gesessen. Mit Obasanjos Wahl wurde der Beginn der bis heute (2024) andauernden Vierten Nigerianischen Republik eingeläutet. Dies beendete eine 39 Jahre dauernde Phase von kurzlebigen Demokratien, Militärputschen und Gegenputschen. Die Bevölkerung, Medien und die internationale Gemeinschaft begrüßten den Regierungswechsel. Während Obasanjos erster Amtszeit nahmen die Freiheitsrechte der Nigerianer zu; die Pressefreiheit ermöglichte erstmals wieder Kritik am Präsidenten.
Aktive Außenpolitik
Die IV. Republik war durch eine aktive Außenpolitik in der Lage, die Schäden der Abacha-Diktatur zu beseitigen. Im Oktober 2001 gründeten Olusegun Obasanjo, Thabo Mbeki und Abd al-Aziz Bouteflika die Neue Partnerschaft für Afrikas Entwicklung (New Partnership for Africa’s Development), kurz NEPAD, die zum Ziel hat, Afrikas Wachstum, Entwicklung und Teilhabe an der Weltwirtschaft zu stärken.
Am 12. Juni 2006 unterzeichnete Obasanjo gegen den Protest des Senates mit dem kamerunischen Präsidenten Paul Biya das Greentree-Abkommen, das den Grenzstreit um die Bakassi-Halbinsel beendete. – Nigeria wurde wieder in den Commonwealth aufgenommen. – Im Oktober 2005 zahlte die Regierung Obasanjo im Rahmen des Pariser Clubs alle Schulden (gegen eine Ermäßigung) zurück.
Umweltverschmutzung im Nigerdelta
Auch nach der Rückkehr Nigerias zur Rechtsstaatlichkeit 1999 blieb die Verschmutzung des Nigerdeltas mit Erd- und Schweröl ein Problem. Die vielleicht gründlichste und objektivste Untersuchung der Umstände fand im jahrelangen Berufungsverfahren in Den Haag mit dem Urteilsspruch vom 29. Januar 2021 statt.
Die Shell Petroleum Development Company of Nigeria (40%ige Tochter der Shell und zu 60 % in nigerianischem Besitz) hatte zwischen 2004 und 2007 Probebohrungen im Nigerdelta durchgeführt. Dabei hatte man Öl gefunden, aber in nicht wirtschaftlich zufriedenstellendem Maße. Die Shelltochter hatte daraufhin die aufgebaute Installation wieder abgebaut – bis auf einige direkt am Bohrloch befindliche Rohre. Das Austrittsrohr für das Erdöl hatte man mit einem Flanschverschluss verschlossen. Die Shelltochter hatte keine Sicherung gegen Sabotage oder Vandalismus eingerichtet, es gab keine elektronische Sicherung oder auch nur Kontrolleure, die gelegentlich bei der stillgelegten Probebohrung nach dem Rechten gesehen hätten. Ortsansässige öffneten später den Flansch mit einem einfachen Engländer, um das austretende Erdöl für illegale Raffination zu nutzen. Sie verschlossen jedoch die Quelle nicht wieder. Das Erdöl floss nun monatelang in die Mangrovenwälder des Nigerdeltas. Auch Schweröl wurde in den Mangrovenwäldern „entsorgt“. Das Berufungsgericht in Den Haag befand, Shell sei beim Abbau der Probebohrung „negligent“ (fahrlässig) gewesen und entschied auf – aus Shell-Sicht glimpflichen – Schadensersatz für die vier nigerianischen Bauern, die mit Hilfe der niederländischen „Milieudefensie“ (Umweltverteidigung) geklagt hatten.
Da das Nigerdelta durch das Labyrinth von seichten Wasserwegen strukturschwach ist, graben Ortsansässige zur Verbesserung ihrer wirtschaftlichen Lage die verlegten Pipelines wieder aus, bohren sie an und fangen das austretende schwarze Gold mit Fässern und Töpfen auf, um es an eine illegale/schmutzige Raffinerie zu verkaufen. Der Verlust von 10 % des geförderten Erdöls zwischen Bohrloch und Ladehafen dürfte darum der unzureichenden Partizipation der Ortsansässigen am wirtschaftlichen Geschehen in der Region geschuldet sein. Die Meldung der nigerianischen Marine von 2024, 6.000 illegale Raffinerien zerstört zu haben, lässt eine Schätzung von mindestens 10.000 solcher primitivsten und sehr schmutzigen Anlagen im Nigerdelta zu (siehe hier).
Handys erobern Nigeria

Gültigkeit der Scharia nach Bundesstaat (Blau: gültig, Gelb: gültig im Familien- und Erbrecht, Grün: nicht gültig)

Seit 2004 drangen Mobiltelefone auf den nigerianischen Markt. 2022 besaßen 90 % der Nigerianer ein Handy oder Smartphone und sind damit nicht nur mit Landsleuten, sondern auch mit Auslandsnigerianern und mit der (zumindest angelsächsischen) Internetwelt verbunden. Dies hat nachhaltige und ständig neue Auswirkungen im politischen und kulturellen Bereich.
Wiedereinführung der Scharia im Norden

Gültigkeit der Scharia weltweit (wie oben, Orange: regional unterschiedliche Regelungen)

1999 und 2000 führten einige der islamisch geprägten Bundesstaaten im Norden die Scharia wieder ein. Dies ist bemerkenswert, da in ebenfalls islamisch geprägten Ländern der Region wie Mali, Burkina Faso, Niger und Tschad die Scharia keine Rolle im Justizsystem spielt (Stand 2024). Nordnigeria ist damit gewissermaßen eine Insel der Schariagültigkeit innerhalb anderer islamischer Staaten in Westafrika und zeigt den besonderen islamischen Konservativismus in diesem Teil des Landes. Die Sittlichkeitspolizei Hisbah greift auch in den 2020er Jahren gewalttätig selbst dort ein, wo (bekleidete) Schaufensterpuppen zu sehen sind oder jemand einen Irokesen- oder Afro-Haarschnitt trägt.
Fazit
Obwohl die Wahlen, die Obasanjo an die Macht brachten bzw. ihm eine zweite Amtszeit ermöglichten, als unfrei und unfair verurteilt wurden, machte Nigeria deutliche Fortschritte bei der Demokratisierung.
Die föderalistische Struktur der Verfassung von 1999 mit 37 etwa gleich großen Bundesstaaten, einem Senat (entsprechend dem deutschen Bundesrat) mit jeweils drei Senatoren aus jedem Staat, sowie einer Sperrminorität von mindestens 13 Staaten bei der Präsidentenwahl muss angesichts der zahlreichen Ethnien und der religiösen Spaltung des Landes als Glücksgriff bezeichnet werden. Jeder Präsidentschaftskandidat hat seitdem im eigenen Interesse betont, nicht nur seine eigene Ethnie / Religion, sondern alle Nigerianer zu vertreten.

### Die Ära Yar'Adua (2007 bis 2010)

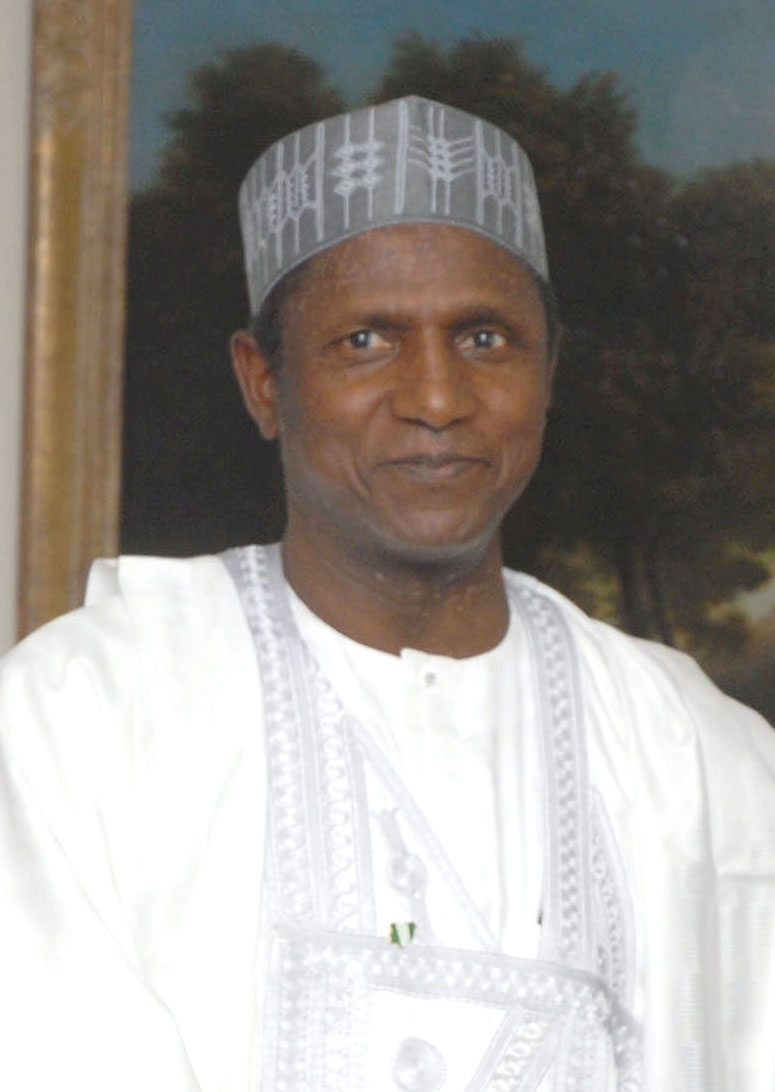
Umaru Yar’Adua

Da Obasanjo bei der Präsidentschaftswahl 2007 nicht mehr antreten durfte, ging Umaru Yar’Adua als muslimischer Kandidat für die PDP ins Rennen. Umaru Yar'Adua war der Bruder des Stellvertreters Obasanjos in dessen Zeit als Militärdiktator.
Umaru Yar’Adua gewann mit deutlicher Mehrheit und wurde am 29. Mai 2007 als neuer Präsident vereidigt. Internationale Beobachter verurteilten die Wahl stark, die von Unregelmäßigkeiten und Wahlfälschungen überschattet wurde. Die internationale Gemeinschaft, die die nigerianischen Wahlen beobachtet hatte, um einen freien und fairen Prozess zu fördern, verurteilte diese Wahlen als schwer fehlerhaft. Der scheidende Präsident Olusegun Obasanjo räumte Betrug und andere „Unzulänglichkeiten“ bei den Wahlen ein, erklärte jedoch, das Ergebnis entspreche den Meinungsumfragen. In einer landesweiten Fernsehansprache im Jahr 2007 fügte er hinzu, dass die Nigerianer, falls ihnen der Sieg seines handverlesenen Nachfolgers nicht gefalle, die Möglichkeit hätten, in vier Jahren erneut zu wählen. Yar'Aduas Gesundheitszustand würde diese Option allerdings bald gegenstandslos machen.

### Die Ära Jonathan (2010 bis 2015)

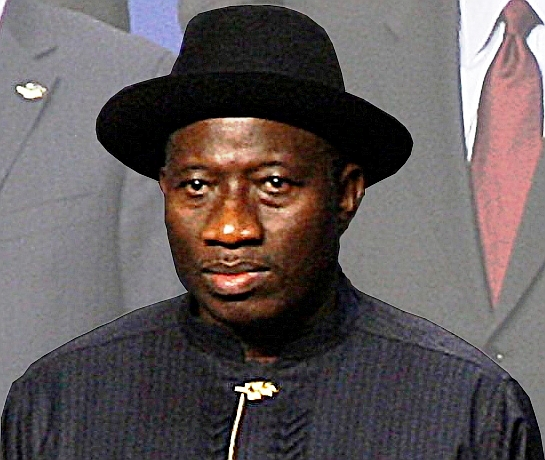
Präsident Goodluck Jonathan (2010–2015)

Yar'Adua starb am 5. Mai 2010. Vizepräsident Goodluck Jonathan wurde 3 Monate zuvor bereits als Nachfolger des schwer kranken und im Ausland behandelten Yar'Adua vereidigt. Aus den Präsidentschaftswahlen 2011 ging Jonathan als Sieger hervor. Die internationalen Medien berichteten, dass die Wahlen im Gegensatz zu früheren Wahlen reibungslos abgelaufen seien.
2014 wurde in Lagos das Übergreifen von Ebola auf die Elendsviertel durch das professionelle Einrichten von Disease Control Centers vermieden. Hervorzuheben sind dabei der damalige Gouverneur Fashola und die Ärztin Stella Ameyo Adadevoh, die auf der Isolation der ersten Patienten beharrte, damit Schlimmeres verhinderte, sich selbst aber tödlich infizierte (übrigens eine Urenkelin von Herbert Macaulay).
Die wirtschaftliche Erholung unter Jonathan machte Nigeria zur führenden Wirtschaftsmacht in Afrika. Die Filmförderung der Jonathan-Administration für qualitativ hochstehende Produktionen schuf eine eigene, kommerziell erfolgreiche Filmindustrie („Nollywood“), die sich nur mit den USA und Indien („Bollywood“) vergleichen lässt.
Kampf gegen Boko Haram
Auf der Soll-Seite der Bilanz dagegen fällt die Terrorwelle des Boko Haram, der 2014 in Chibok 200 Schulmädchen entführte und die Ohnmacht des nigerianischen Staates deutlich machte (2024 werden ca. 100 der Mädchen immer noch vermisst).
Jonathan, der 2014 im Wahlkampf kritisiert wurde, nicht genug für die Bekämpfung von Boko Haram getan zu haben, bat die Nachbarländer Benin, Kamerun, Tschad und Niger um Unterstützung. Es wurde eine regionale Armee mit Truppen aus Nigeria und den besagten Ländern aufgestellt und eine Offensive gegen die Terroristen gestartet. Der Kampf gegen Boko Haram machte deutliche Fortschritte, Streitkräfte eroberten große Gebiete zurück, die vorher im Besitz der Terrorgruppe waren.
Befriedung der Völker im Nigerdelta
Jonathan erreichte 2014 gegen finanzielle Zusicherungen einen „Waffenstillstand“ mit den wichtigsten Rebellengruppen im Nigerdelta. Es wurde in die Infrastruktur der unterentwickelten Region investiert, z. B. durch die Gründung der Maritime University in Okerenkoko. Kritiker sehen darin einen modernen Ablasshandel bzw. die Subventionierung von Kriminellen. Immerhin lassen sich in sozialen Netzwerken und den Medien nach 2017 kaum noch Aktivitäten dieser Rebellengruppen finden. Viele der Anführer sind mittlerweile verstorben, tragen Konflikte gegeneinander aus oder haben eine bürgerliche Existenz aufgebaut. In westlichen Medien, auch in Wikipedia-Artikeln, wird gelegentlich suggeriert, dass die Rebellengruppen im Nigerdelta an Aktivität und Zulauf zunehmen – Katrin Gänsler von der TAZ titelt z. B. 2021: „In Biafra wächst die Unruhe“ – eine konkrete Untersuchung deutet jedoch eher auf das Gegenteil. Der rechtskonservative Peter Zeihan meint, die Leistung der Rebellengruppen im Nigerdelta läge v. a. im Ersinnen salbungsvoller Organisationsnamen.
| Organisation / Person                                                    | Letzte feststellbare Aktivität (laut englischsprachiger Wikipedia und Medienmeldungen) |
| Movement for the Emancipation of the Niger Delta (MEND)                  | Keine Anschläge mehr seit 2013, gelegentliche Festnahme der Anführer |
| Niger Delta People's Volunteer Force (NDPVF)                             | Anführer Dokubo akzeptiert Amnestieregelung 2007, danach keine weiteren Aktivitäten, Auswanderung Dokubos 2013 |
| Movement for the Actualization of the Sovereign State of Biafra (MASSOB) | Verhaftung von 25 Mitgliedern 2015, danach keine weiteren Aktivitäten |
| Ijaw Youth Council                                                       | Abspaltung der Niger Delta People´s Volunteer Force (siehe oben) 2004, danach keine weiteren Aktivitäten |
| Ijaw National Congress (INC)                                             | Intern umstrittene Wahl eines neuen Präsidenten 2023; Drohung, Ölinstallationen zu sabotieren 2023 |
| Pan Niger Delta Forum (PANDEF)                                           | Angebliche „Dachorganisation der Völker im Nigerdelta“, aber kein Eintrag in Wikipedia, dafür gelegentliche Einträge im Facebook-Profil                                                                                 |
| Movement for the Survival of the Ogoni People (MOSOP)                    | Außergerichtliche Einigung Shell und Familie von Saro-Wiwa 2009, Rede bei Veranstaltung 2014 |
| Indigenous People of Biafra (IPoB)                                       | Anführer Kanu wurde 2023 in Kenia wegen Todesdrohungen und Hassreden festgenommen und an Nigeria ausgeliefert, Kaution vor der Verhandlung in Nigeria im Mai 2024 verweigert, Kanu spricht sich gegen „Sit-at-home“ aus |
| Autopilot bzw. Biafra Liberation Army                                    | Splittergruppe von IPoB; in Finnland lebender Anführer Simon Ekpa verkündigt einen dreitägigen Lockdown für den 30. Mai 2024 mit Todesdrohungen an diejenigen, die gegen ihn verstoßen; vier Soldaten wurden getötet    |
| Niger Delta Liberation Force                                             | „Bürgerkrieg“ innerhalb der Niger Delta Liberation Force 2013, Interview 2016; Aufruf an Militante, den Frieden nicht zu stören 2022                                                                                    |
| Assembly Of Niger-Delta Indigenous People (ANDIP)                        | Interview des Vorsitzenden 2020, kein Eintrag in Wikipedia |
| Niger Delta Avengers                                                     | Letzter Anschlag 2016, letzter Eintrag auf Webseite 2018, Drohung zur Wiederaufnahme von Anschlägen 2021 |
| Niger Delta Vigilante                                                    | Konflikt mit der Niger Delta People's Volunteer Force (NDPVF, siehe oben) 2003, Kooperation mit Regierung seit 2004 |
| Niger Delta Greenland Justice Mandate                                    | Einige Anschläge in 2016, danach keine Aktivitäten |
| Henry Okah                                                               | Vermutlicher Anschlag 2010, Verhaftung in Südafrika, lebenslange Haftstrafe 2018 |
| Ebikabowei „Boyloaf“ Victor-Ben                                          | Verhaftung 2013, Heirat 2017, Heirat 2022, Vorwürfe von Einnahmen von Regierung 2023 |
| Government Oweizide Ekpemupolo („Tompolo“)                               | 2014 bis 2020 untergetaucht, Vertrag mit Regierung 2022 zur Bewachung von Pipelines, arbeitet als Priester |

Drakonisches Gesetz gegen queere Menschen
Der 2014 von Jonathan unterzeichnete „Same Sex Marriage Prohibition Act“ gehört weltweit zu den repressivsten, drakonischsten Gesetzen gegen LGBT-Menschen sowie gegen Personen, die von der nigerianischen Justiz als deren „Förderer“ angesehen werden können.
Veruntreuung von Staatsgeldern, Abwahl
Vor allem jedoch steht Jonathans Amtszeit für Untreue im Amt – der Veruntreuung von Staatsgeldern. 20 Milliarden US-Dollar sollen hierdurch dem nigerianischen Staat verlorengegangen sein. Das hohe Ausmaß an Korruption war bestimmend für die Präsidentenwahl 2015, aus der Oppositionskandidat Muhammadu Buhari siegreich hervorging.
Die Abwahl Jonathans ist (Stand 2024) der einzige Fall in der IV. Republik, in dem die nigerianischen Wähler einem amtierenden Präsidenten die Wiederwahl verweigerten. Jonathans Partei, die PDP, verlor nach 16 Regierungsjahren die Macht. Immerhin lässt sich von Jonathan sagen, dass er seine Wahlniederlage klaglos eingestand.

### Die Ära Buhari (2015 bis 2023)

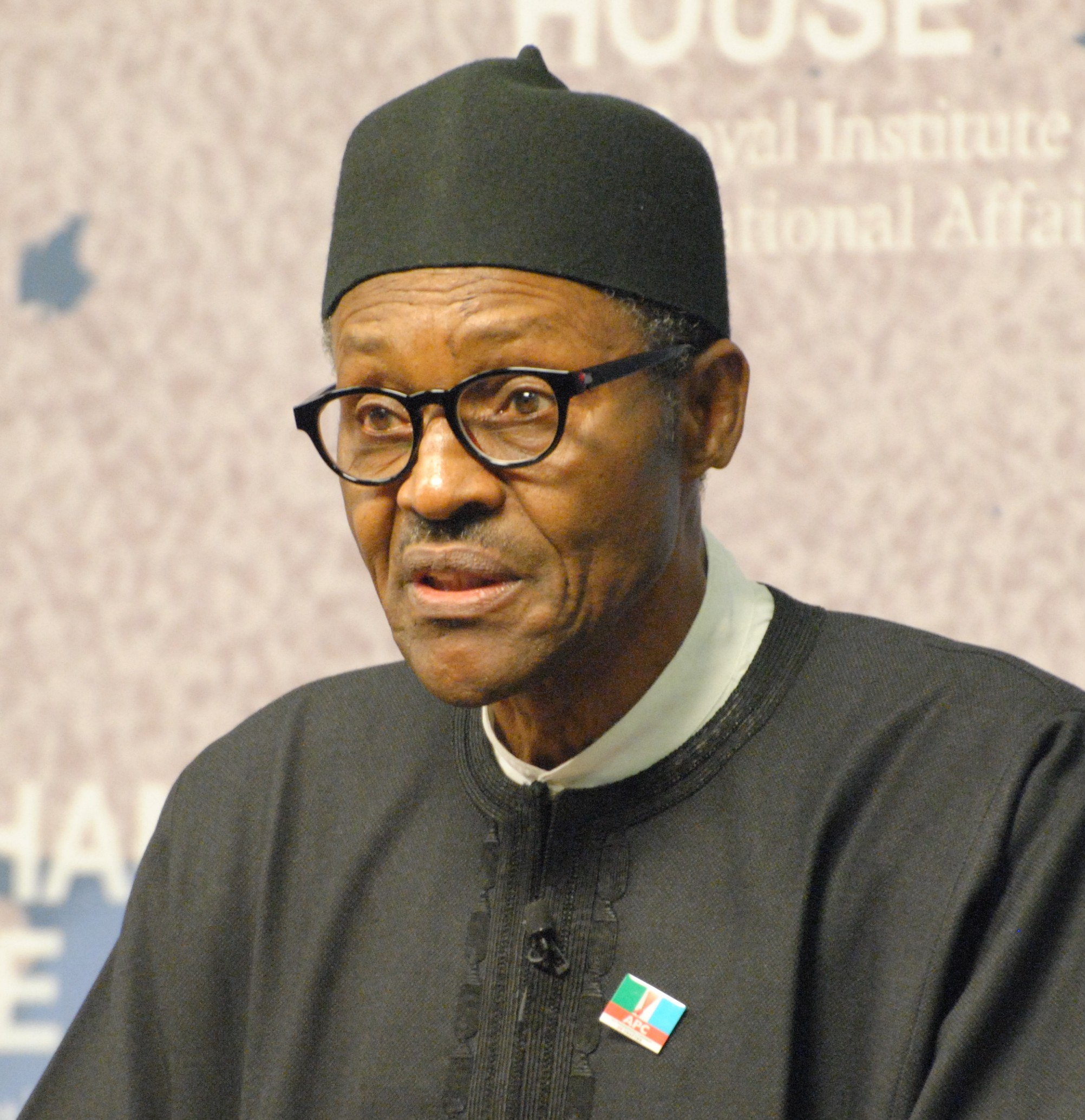
Präsident Muhammadu Buhari (2015–2023)

Buhari gilt seit der Zweiten Republik als Saubermann der nigerianischen Politik, als sparsam, aber auch als Vertreter nördlicher Interessen. Seine Partei, die „All Progressives“, war erst kurz vor seiner Wahl 2015 aus einem Zusammenschluss von vier Oppositionsparteien entstanden. Die Wahl, bei der der damals 72-jährige Buhari in seinem vierten Anlauf siegte, wurde von Beobachtern als fair bezeichnet. 2019 wurde Buhari für eine zweite und damit letzte Amtszeit gewählt. Die Progressiven sind bis heute (2024) Regierungspartei. Während Buharis zwei Amtszeiten konnten sie die Zahl ihrer Abgeordneten, Senatoren und Gouverneure allmählich ausbauen. Die Buhari-Ära wird von einer dynamischen Strukturpolitik, wirtschaftlicher Diversifizierung, Erfolgen gegen Boko Haram und abnehmender Korruptionswahrnehmung, aber auch von rasant zunehmender bewaffneter Kriminalität und Polizeiübergriffen geprägt. Während die Covid-19-Pandemie ab 2020 in der jungen nigerianischen Bevölkerung keine Rolle spielte, war 2022 Nigeria als weltweit größter Weizenimporteur von der Weizenknappheit durch den russischen Überfall auf die Ukraine und dadurch steigende Brotpreise besonders hart betroffen.
Zu den in der Wahl 2015 versprochenen Maßnahmen Buharis gegen die Korruption gehört die Suspendierung des Obersten Richters Nigerias, Walter Onnoghen. Ermittlungen des Code of Conduct Bureaus (CCB, eine Art Ethikrat) und Anzeigen einer Bürgerinitiative hatten ergeben, dass Onnoghen geheime Konten führte und dort eintreffende Einnahmen nicht deklarierte. Nachdem Onnoghen auf zwei Vorladungen des CCB im Januar 2019 nicht erschienen war, wurde er von Buhari beurlaubt. Einer Amtsenthebung durch den nigerianischen Senat (entsprechend dem deutschen Bundesrat) kam Onnoghen durch seinen Rücktritt zuvor. Im Dezember 2019 wurde der Generalstaatsanwalt, Mohammed Bello Adoke, in Abwesenheit wegen Korruption verurteilt und später von Nachbarland Niger ausgeliefert. Im Juli 2020 wurde – nicht ganz ohne Ironie – der Vorsitzende der Untersuchungskommission gegen Korruption EFCC, Ibrahim Magu, wegen Korruption verhaftet. Im Dezember 2020 folgten ihm der Vorsitzende der Renten-Taskforce, Abdulrasheed Maina, sowie ein Senator. – Anders als in der Wahl 2015, sahen Nigerianer in Umfragen des Jahres 2022 nicht mehr die Korruption als das wichtigste politische Thema, sondern platzieren es hinter „Kriminalitätsbekämpfung“, „Wirtschaft“ und „Stromversorgung“.
Die Buhari-Administration hat wie keine Vorgängerregierung Straßen, Häfen, Brücken und Schienen renoviert und neu angelegt. Hervorzuheben sind hier der Bau und der profitable Betrieb der Normalspurbahn Lagos-Ibadan seit Mai 2021 sowie die Zweite Nigerbrücke bei Onitsha und der Super-Post-Panamax-Containerhafen Lekki, die beide im Dezember 2022 fertiggestellt wurden. Bei Rohstoffen wie Erdöl und Reis hat die Buhari-Administration weiterverarbeitende Industrie anlocken bzw. einrichten können (z. B. Dangote-Raffinerie, Reismühle von Imota). Nigerianische Großunternehmer wie Aliko Dangote (Zement), Innocent Chukwuma (Innoson, Fahrzeugbau) und Stella Chinyelu Okoli (Emzor Pharma) bringen ihr Vermögen nicht mehr ins Ausland, sondern investieren es im eigenen Land. – Zuerst wurden die meisten Strukturverbesserungen als PPP-Projekt im Rahmen des verstärkten Engagements der Volksrepublik China in Afrika über die Staatsfirmen CCECC bzw. CHEC finanziert und umgesetzt, während sich westliche Länder bei solchen Projekten kaum beteiligten. Nigeria ist das einzige Land südlich der Sahara, das 2024 mehr Kilometer Schienenstrecke betreibt als in der Kolonialzeit, und eines der wenigen Länder in der Welt, die jedes Jahr ihr Schienennetz ausbauen, statt Schienen stillzulegen.
Buharis Strategie gegen Boko Haram war trotz mancher Rückschläge effektiv. Bereits 2016 konnte die Terrormiliz aus den wichtigsten Städten des heimgesuchten Nordens vertrieben werden (siehe Kapitel „Boko Haram“). Zu einer Entspannung kam es Anfang 2022, als sich Boko Haram, dessen Milizen jahrelang Nigerias Norden terrorisierten und ganze Landstriche verwüsteten, weitgehend in Auflösung befand. 40.000 Boko Haram-Kämpfer ergaben sich. Die Splittergruppe ISWAP bleibt dagegen aktiv. Zudem wurde Nigeria seit 2019 von einer Welle der Kriminalität und überhand nehmender Polizeigewalt betroffen. Siehe dazu Kapitel „Sicherheit“.

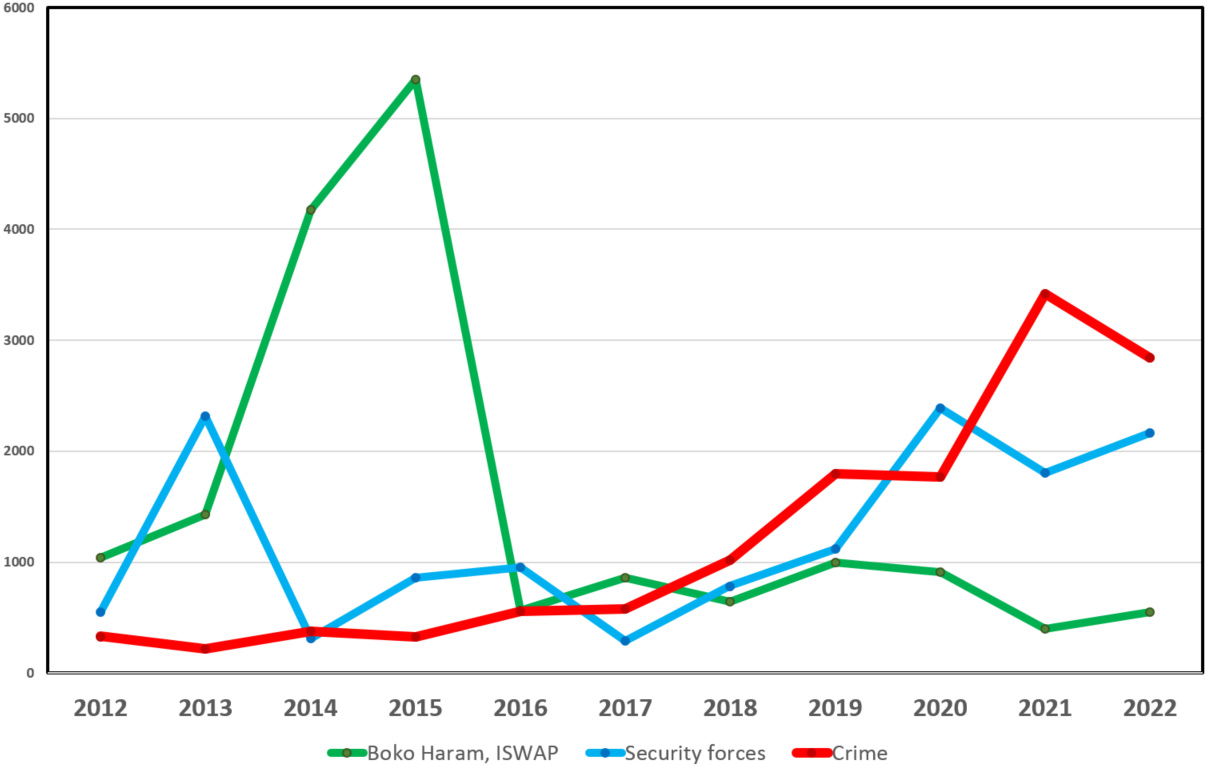
Todesopfer durch (Stand Jan. 2023)

Die Sicherheitslage in Nigeria galt trotz der politischen Stabilität als nicht ausreichend. 68 % der Nigerianer fühlten sich laut einer Umfrage des Meinungsforschungsinstitutes NOI-Polls im Mai 2022 in ihrem Land „nicht sicher“. 77 % kennen keine Alarmnummer („helpline“) für Notfälle.
Nigerianer befürchten laut obiger Umfrage, beraubt (24 %) oder entführt zu werden (ebenfalls 24 %), Opfer bewaffneter Banditen oder bestohlen zu werden (beide 8 %) oder beim Hirten-Bauern-Konflikt zu Schaden zu kommen (ebenfalls 8 %). Dahinter folgen „rituelle Morde“ (4 %) und „Boko Haram“ (3,5 %).
Im November 2022 strich das US-Außenministerium Nigeria (und Indien) von der Liste der „Schurkenstaaten“ (Countries of Particular Concern). Dies geschah gegen den Protest der christlich-konservativen US Commission on International Religious Freedom (USCIRF) unter Hinweis auf Übergriffe Krimineller gegen christliche Missionare im islamischen Norden Nigerias. Nigeria war 2018 vom damaligen Präsidenten Trump bzw. seinem Außenminister Tillerson mit einer hier nicht zitierfähigen Wortwahl auf die genannte Liste gesetzt worden.
Präsident Buhari gab die von der deutschen Bundesregierung restituierten Benin-Bronzen an den König („Oba“) von Benin als Erben der ursprünglichen Besitzer weiter. Die vormaligen Museumsstücke, die zum Weltkulturerbe zählen, verschwanden dadurch im Privatvermögen des Königs und wurden, so die – unberechtigte – Kritik, einer erzieherischen oder kulturellen Wirkung entzogen. Die AfD-Fraktion im Deutschen Bundestag glaubte, hierin eine „Demütigung der Bundesregierung“ zu erkennen und berief am 12. Mai 2023 eine diesbezügliche „Aktuelle Stunde“ im Bundestag ein.

### Die Ära Tinubu (seit Mai 2023)

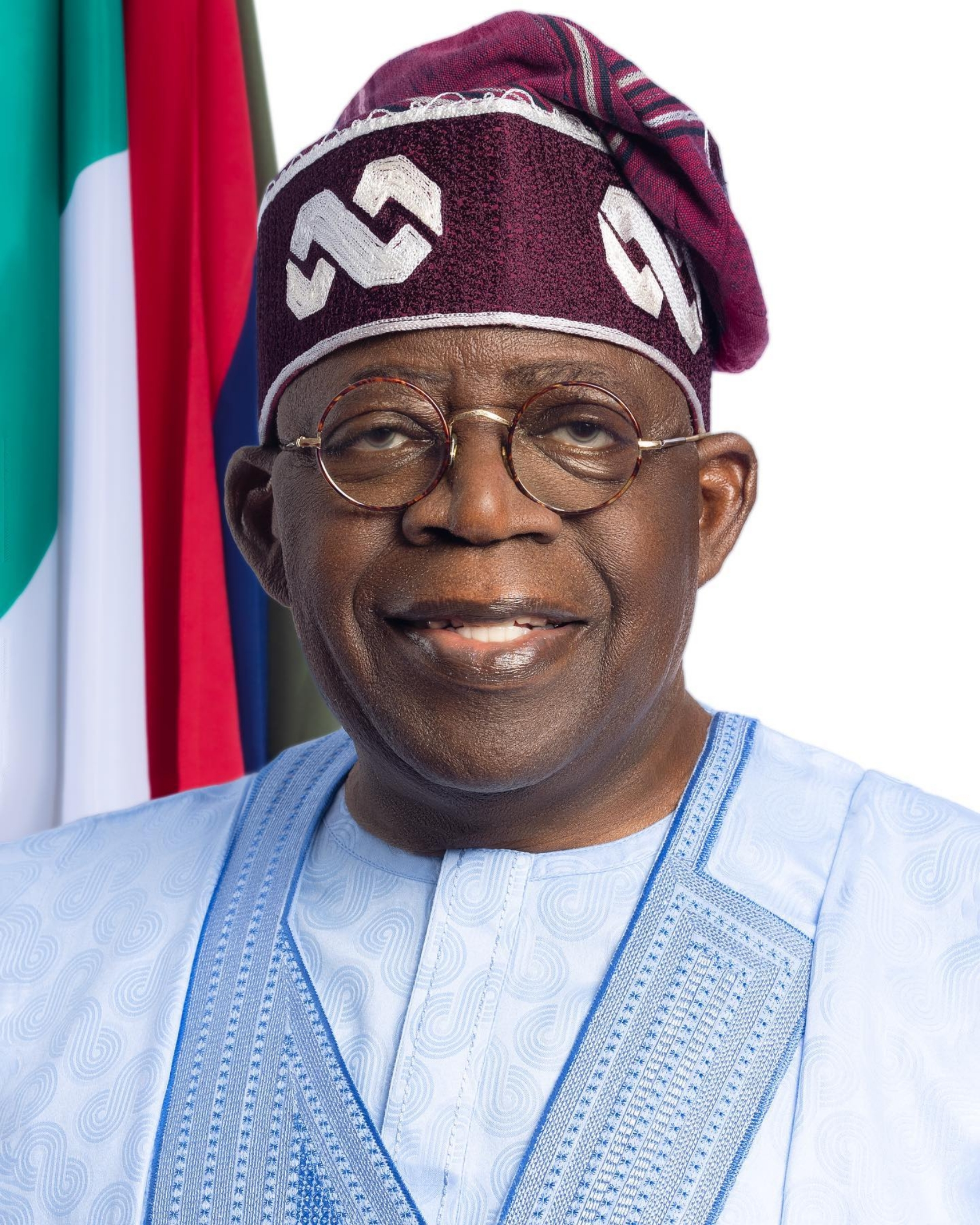
Bola Tinubu, Präsident seit Mai 2023

Von seiner Antrittsrede an wirkt Bola Tinubus Regierungsstil nicht wie die Weiterführung der Politik der wiedergewählten Regierungspartei der „All Progressives“, sondern stellt eher einen Bruch mit der Politik des Vorgängers Buhari dar.
Bei der Präsidentenwahl am 25. Februar 2023 wurde Bola Tinubu von den All Progressives zum nächsten Präsidenten Nigerias gewählt. Im neugewählten Senat verfügt Tinubu seitdem über eine dünne Mehrheit von 4 Senatoren, im Repräsentantenhaus fehlen dem Präsidenten vier Stimmen zu einer Mehrheit, dies ist in der 24 Jahre alten Demokratie in Nigeria neu. Tinubu muss sich für parlamentarische Entscheidungen und Haushalte Koalitionen suchen.
Die Beobachtermission der EU kritisierte die Präsidenten- und Parlamentswahl 2023 als intransparent. Einige Hundert der 176.800 Wahlurnen seien von bewaffneten Kriminellen verbrannt oder zerstört worden. Woanders seien Wählerstimmen gekauft worden. Die Server für die digitale Übermittlung der Wahlergebnisse seien tagelang nicht online gewesen. Eine telefonische Durchgabe der Wahlergebnisse sei ebenfalls nicht möglich gewesen.
Am 26. Mai 2023 wies der Oberste Gerichtshof Nigerias die Klage der PDP und der Labour Party gegen Tinubu ab. Es lief eine weitere Klage gegen die Wahlergebnisse vor einem „Presidential Election Petition Tribunal“, bei dem sich die Wahlbehörde INEC sehr ernsthaften Vorwürfen stellen musste. Der Umstand, dass die Anwälte der Wahlbehörde INEC stets neue Geschäftsordnungsanträge vorbrachten und die der Kläger nachprüfbare Fakten vorzulegen wussten, wirft ein ungutes Licht auf die Rechtmäßigkeit der Wahl von 2023.
| Wahljahr | Stimmenanteil PDP | Kandidat | Stimmenanteil AD-APP/ ANPP/ CPC/APC | Kandidat | Stimmenanteil Sonstige | Kandidat |
| -------- | ----------------- | -------- | ----------------------------------- | -------- | ---------------------- | -------- |
| 1999     | 62,78 %           | Obasanjo | 37,22 %                             | Shinkafi | 0,00 %                 |          |
| 2003     | 61,94 %           | Obasanjo | 32,19 %                             | Buhari   | 5,87 %                 |          |
| 2007     | 69,60 %           | Yar'Adua | 18,66 %                             | Buhari   | 11,74 %                | Abubakar |
| 2011     | 58,87 %           | Jonathan | 31,97 %                             | Buhari   | 9,16 %                 | Ribadu   |
| 2015     | 44,96 %           | Jonathan | 53,96 %                             | Buhari   | 1,08 %                 |          |
| 2019     | 41,20 %           | Abubakar | 55,60 %                             | Buhari   | 3,20 %                 |          |
| 2023     | 29,07 %           | Abubakar | 36,61 %                             | Tinubu   | 25,40 %                | Obi      |

Tinubu verkündete in seiner Antrittsrede die Abschaffung der staatlichen Subventionierung von Treibstoff. Diese Aussage führte zu sofortigen Panikkäufen und einem Preisanstieg an den Tankstellen in Nigeria über Nacht. Der Preis an der nigerianischen Zapfsäule stieg auf das Dreifache, nämlich auf 537 Naira (65 Eurocent) pro Liter. Eine Tankfüllung von 40 Litern kostet damit den durchschnittlichen Nigerianer mehr als die Hälfte seines Monatseinkommens (43,000 Naira).
Der Economist meint zum geänderten Investitionsklima: „Das einfache Volk mag über die Reformen von Herrn Tinubu schimpfen, aber die Anleger sind begeistert. Der wichtigste Aktienindex an der nigerianischen Börse ist seit seinem Amtsantritt um fast 30 % gestiegen.“ Die nigerianische Staatskasse erspare sich durch die Streichung der Benzinsubvention jährlich 10 Mrd. USD.
Am 14. Juni 2023 hob die Zentralbank alle Devisenhandelsbeschränkungen auf und erlaubte der Landeswährung, auf den niedrigsten Stand zu fallen, den sie je auf dem Markt hatte. Im Juni 2023 sank der Wert des Naira um 40 % seines Vormonatswertes. 1.000 Naira entsprachen am 26. Juni 2023 nur noch 1,21 Euro; 4 Wochen zuvor waren dies noch 2,02 Euro. In den ersten Tagen des Februar 2024 büßte der Naira erneut 40 % seines Wertes ein und stand am 15. Februar 2024 bei 0,00061 Euro.
Nigerias Repräsentantenhaus lehnte im Oktober 2023 die Pläne für eine Präsidentenyacht im Wert von 6 Mrd. Naira (6,3 Mio. $) ab, bevor es nach einem öffentlichen Aufschrei einen Nachtragshaushalt in Höhe von 2,1 Billionen Naira (2,7 Milliarden Dollar) genehmigte. Das Geld wurde stattdessen für ein Studentendarlehensprogramm bereitgestellt.
Tinubu leitet ein 48-köpfiges Kabinett, das laut dem Datenanalyseunternehmen Stears das größte aller nigerianischen Präsidenten seit der Rückkehr des Landes zur Demokratie im Jahr 1999 ist.
Laut Meinungsumfrage von API vom 29. Mai 2024 beurteilen 49 % der befragten Nigerianer die Arbeit Tinubus nach einem Jahr im Amt als „sehr schlecht“, 29 % als „schlecht“ und nur 4 % als „gut“. Ähnlich schlecht schneiden der Senatspräsident Akpabia, der Vorsitzende des Repräsentantenhauses Abbas und der Oberste Richter Ariwoola ab. Als größte persönliche Herausforderung geben 36 % der Befragten „Hunger“ an, 28 % können „Basic needs“ (einfachste Lebensgrundlagen) nicht finanzieren, 13 % finden keinen Arbeitsplatz und 9 % bemängeln die schlechte Sicherheitslage (es war keine Mehrfachnennung erlaubt). Beliebteste Minister sind Bildungsminister Tahir Mamman mit 27 % Zustimmung und Hauptstadtminister Wike. Am wenigsten beliebt sind der Minister für Stromversorgung Adelabu und der Minister für staatliche Bauaufträge Umahi.
Laut NOIPolls kennen 38 % der Nigerianer persönlich ein Entführungsopfer (Stand Mai 2024). Von diesen 38 % geben 78 % an, dass das Opfer wieder freigelassen wurde, und 57 %, dass Lösegeld bezahlt wurde. 5 % der Opfer wurden getötet. 56 % der Nigerianer findet, dass die Regierung nicht genug gegen die zahlreichen Entführungen tut. Als geeignete Gegenmaßnahmen werden das Schaffen von Jobs (37 %) und die Verbesserung der Sicherheitskräfte (22 %) genannt.
Am 4. Juni 2024 fand der erste Generalstreik Nigerias seit 1981 statt. Forderung der beiden Gewerkschaftsbünde NLC und TUC ist die Erhöhung der Mindestlöhne auf 494.000 Naira im Monat (310 Euro).
Für den Südosten verkündete der in Finnland lebende Anführer der IPoB-Splittergruppe Autopilot, Simon Ekpa, der sich gerne auf einem Thron sitzend, in Purpur gekleidet und mit Krone ablichten lässt, einen dreitägigen Lockdown („Sit-at-home“) für den 30. Mai 2024 als „Biafra Heroes Day“ mit Todesdrohungen an diejenigen, die gegen ihn verstoßen. Vier Soldaten wurden getötet. Die eingeschüchterte Bevölkerung blieb weitgehend zu Hause. Eine erste wissenschaftliche Untersuchung spricht jedoch wegen der mangelnden Popularität dieser Aktion von einem selbst verursachten „Schuss ins Knie“ der nach Unabhängigkeit strebenden Gruppen im vormaligen Biafra.

### Ausblick
Umfragen
Aktuelle Umfragen in Nigeria zeigen den durchschnittlichen Nigerianer als äußerst wertkonservativ, aber demokratisch eingestellt, religiös tolerant und dem Westen, vor allem angelsächsischen Ländern, verbunden.
Die Darstellung Nigerias als ethnisch und religiös zerrissenes Land relativiert sich in Umfragen deutlich. Für über 70 % der Nigerianer sind weder die ethnische Zugehörigkeit noch die Religion von politischen Kandidaten bei der Wahl entscheidend. 82 % wünschen sich eine gleichgewichtige Beteiligung von Moslems und Christen in der Regierung, dieser Wert liegt auch im streng islamischen Nordosten noch bei 78 %.
Nigeria gehört mit Ghana, Liberia und Sierra Leone zum angelsächsischen und pro-demokratischen „Block“ in West- und Zentralafrika. Ähnlich wie Ghanesen vertrauen Nigerianer von den vorgelegten Ländern und Institutionen den USA am meisten (36 %), gefolgt von den Vereinten Nationen (23 %) und Großbritannien (12 %). Die Werte unterscheiden sich stark von frankophonen Ländern wie Elfenbeinküste und Mali. Laut einer Umfrage des US-amerikanischen Pew Research Centers vom Juni 2023 sehen 74 % der Nigerianer die Vereinigten Staaten positiv („favourable“), nur in Polen, Israel und Südkorea ist dieser Wert höher.
71 % der Nigerianer befürworteten im Februar 2023 die Demokratie und 69 % die Existenz mehrerer Parteien.
92 % lehnten die gleichgeschlechtliche Ehe ab, dies ist weltweit der höchste Wert. Auch bezüglich Abtreibungen vertreten 92 % der Nigerianer eine ablehnende Haltung, auch wenn das Leben der Mutter in Gefahr ist. Dieser Wert ist ebenfalls weltweit der höchste. Die Werte unterscheiden sich zwischen Christen und Moslems kaum.
Ein neuer Politikertypus
Der durchschnittliche Nigerianer wendet sich vermehrt Politikern wie Babatunde Fashola oder Babajinde Sanwo-Olu zu, die sich mit der Einweihung von neuen Straßen- oder Schienenabschnitten, neuen oder renovierten Brücken, Häfen oder Flughäfen etc. in Szene setzen. Dies nutzt die Außenpolitik der Volksrepublik China, indem sie nicht nur die notwendigen Kredite bereitstellt, sondern mit staatlichen Ingenieurgesellschaften wie der CCECC auch die fachgerechte Ausführung der Infrastruktur-Projekte überwacht und nach Abschluss Anteile an den PPP-Betreibergesellschaften hält. Diese Finanzierungsform hat den Vorteil, dass sie mit der Fiqh, Sunna und Scharia besser vereinbar ist (vor allem mit dem Beteiligungsinstrument Mudaraba) und damit den islamischen Denkweisen des Nordens und Westens Nigerias entgegenkommt. Die Rolle der Europäischen Union wirkt in Nigeria (als einem der letzten verbliebenen demokratischen Länder in der Region) vergleichsweise passiv und fantasielos.
Digitale Medien, Vorteile der englischen Sprache
Die Gruppe junger, städtischer und digital kompetenter Nigerianer ist zu einem starken Faktor in der nigerianischen Politik geworden. Digitale Medien, nicht zuletzt Wikipedia, fungieren hier auch als Entwicklungshelfer und werden von der jungen Bevölkerung (der Durchschnittsnigerianer ist 18 Jahre alt) begierig genutzt. Dabei zeigt sich der besondere Vorteil der englischen Sprache im Internet (im Gegensatz zum Französischen). Im November 2023 gibt es z. B. 6,7 Mio. englische Artikel bei Wikipedia, aber nur 2,5 Mio. Artikel auf Französisch. Englischsprachige Plattformen werden zudem dezentral von US-Amerikanern, Briten, Kanadiern, Iren, Australiern, Neuseeländern, Südafrikanern, Indern etc. unterhalten und frequentiert, während deren frankophone Gegenstücke zentral von Frankreich – und innerhalb Frankreichs von Paris – dominiert werden. Die resultierende Vielfalt im anglophonen Internet kommt den englischsprechenden Ländern Westafrikas wie Nigeria besonders zugute.
Verlorenes Vertrauen in die Wahlkommission INEC
Die Präsidentenwahl im Februar 2023 hatte vor allem einen Verlierer: die Wahlkommission INEC, an deren Ergebnisse nationale und internationale Beobachter zweifeln und die sich danach vor einem Untersuchungstribunal regelrecht blamierte. Es wird sich zeigen, auf welche Weise die Wahlkommission das verlorene Vertrauen wiedergewinnen will.